# Inundaciones de la DANA de 2024 en España
Las inundaciones de la DANA de 2024 en España fueron consecuencia de una catástrofe ambiental causada por una gota fría o depresión aislada en niveles altos (DANA) que comenzó el 29 de octubre de 2024 en el este del país, afectando en distinta medida a zonas de las comunidades autónomas de Aragón, Castilla-La Mancha, Andalucía, Cataluña y, muy especialmente, la Comunidad Valenciana.
La tormenta, definida meteorológicamente como sistema convectivo de mesoescala, provocó lluvias torrenciales que acumularon más de 700 l/m² en algunos de los observatorios de AVAMET, con la estación Mas de Calabarra, en Turís, a la cabeza: 771,8 l/m². Además, se registraron 640,8 l/m² en el observatorio de Canyapar o 600,2 l/m² en el observatorio de los Felipes de Chiva, lo que produjo el desbordamiento de varios ríos y barrancos en la vertiente mediterránea y una serie de inundaciones relámpago que fueron especialmente catastróficas en la provincia de Valencia. Los datos de la AEMET evidencian la magnitud extrema de la riada: con un periodo de retorno de 1000 años.
A 2  de junio de  2025, la cifra oficial definitiva de fallecidos asciende a 236 personas, de las cuales 228 han sido en la provincia de Valencia, 7 en Castilla-La Mancha y 1 en Andalucía.A esto hay que añadir cuantiosos daños materiales, a tal punto que se considera una de las peores catástrofes hidrológicas en la historia de España junto a las riadas del Vallés, Santa Teresa, San Calixto, San Severo y del camping de Biescas.
La gota fría también afectó, aunque con menor intensidad, a las provincias de Albacete, Barcelona, Cuenca, Madrid, Almería, Málaga, Granada, Sevilla, Huelva, Cádiz, Zaragoza, Teruel, Tarragona, Gerona y Castellón. El nuevo cauce del Turia, construido en ejecución del denominado Plan Sur tras la gran riada de 1957, evitó que la ciudad de Valencia se inundara, consiguiendo canalizar con éxito toda el agua hacia el mar sin desbordarse. Sin embargo, las localidades situadas al sur de la capital se vieron anegadas por el desbordamiento de los barrancos del Poyo, de la Saleta y Picasent, así como por ser zonas altamente urbanizadas, lo cual dio lugar a que se generara en algunas de ellas un efecto embudo que impidió el desagüe de los torrentes hacia la Albufera.
La intensidad de las lluvias obligó, asimismo, a desaguar el embalse de Forata, en el río Magro, que pasa por localidades como Algemesí y otras de la Ribera Alta; sin embargo, el caudal desaguado (1000 m³/s) fue menor a la entrada de agua al embalse (2000 m³/s) por lo que éste retuvo gran parte del agua, y se evitó así una tragedia aún mayor.  No obstante, se activó el Escenario 2 de emergencias, en el que existe peligro de rotura o avería grave de la presa y no puede asegurarse con certeza que pueda ser controlado mediante la aplicación de las medidas y medios disponibles.Fuentes de emergencias indicaron que la situación llegó a ser de Escenario 3, un escenario límite en el que la probabilidad de rotura es elevada, o ya ha comenzado, resultando prácticamente inevitable que se produzca la onda de avenida generada por la avería o rotura. También se activó el protocolo de emergencia ante la posibilidad de rotura de una compuerta de la presa de Cirat-Vallat, en la provincia de Castellón, y de la presa de Buseo,seriamente dañada en Valencia, pero se consiguieron desaguar finalmente sin consecuencias mayores.

Así, la mayoría de localidades de la comarca de la Huerta Sur resultaron anegadas, aunque Mislata no sufrió daños, Picasent solo fue afectado en caminos rurales, Manises fue afectado mínimamente, según indicaba el propio consistorio, y Cuart de Poblet solo sufrió la inundación de un antiguo molino hidráulico reconvertido en auditorio municipal. También se vieron afectadas las comarcas del Campo de Turia, la Ribera del Júcar y Requena-Utiel.

## Cronología

### Preludio
El 23 de octubre de 2024 la Agencia Estatal de Meteorología (AEMET) comenzó a informar sobre una gota fría, fenómeno también conocido como DANA, siglas de «Depresión Aislada en Niveles Altos», que se cerniría en los días siguientes sobre la costa del mar Mediterráneo. En la tarde del 28 de octubre la Universidad de Valencia canceló su actividad docente para el día siguiente, 29 de octubre, ante la previsión de una meteorología muy adversa. La consejería de Hacienda de la Generalidad Valenciana suspendió un acto de entrega de acreditaciones a funcionarios, previsto para el día siguiente 29 de octubre: «Ante la previsión de la AEMET de alerta por fuertes lluvias, visto que para el martes día 29 de octubre de 2024 se prevé el día álgido de este episodio en la Comunidad Valenciana, y dado que para el acto de elección de destino de la convocatoria 1/21, tienen que desplazarse las personas interesadas desde distintos puntos de la Comunidad Valenciana, a la ciudad de Valencia, se aplaza el acto de elección de destino de dicha convocatoria».

### 28 de octubre
Una fuerte tormenta con granizo del tamaño de pelotas de golf cayó a las 22 horas del lunes en El Ejido, cuya provincia de Almería estaba en aviso naranja desde las 18 horas por la AEMET debido al comienzo de la primera DANA. El pedrisco rompió cientos de vehículos, tejados de casas, naves industriales y los plásticos y frutas de miles de invernaderos. Se realizaron 20 rescates de personas atrapadas en vehículos y una decena en casas.
Los japoneses residentes y turistas en Valencia y alrededores reciben un correo electrónico de la embajada nipona alertando sobre la situación e instando a que se tomaran precauciones y se consultara la información de la situación meteorológica.

### 29 de octubre

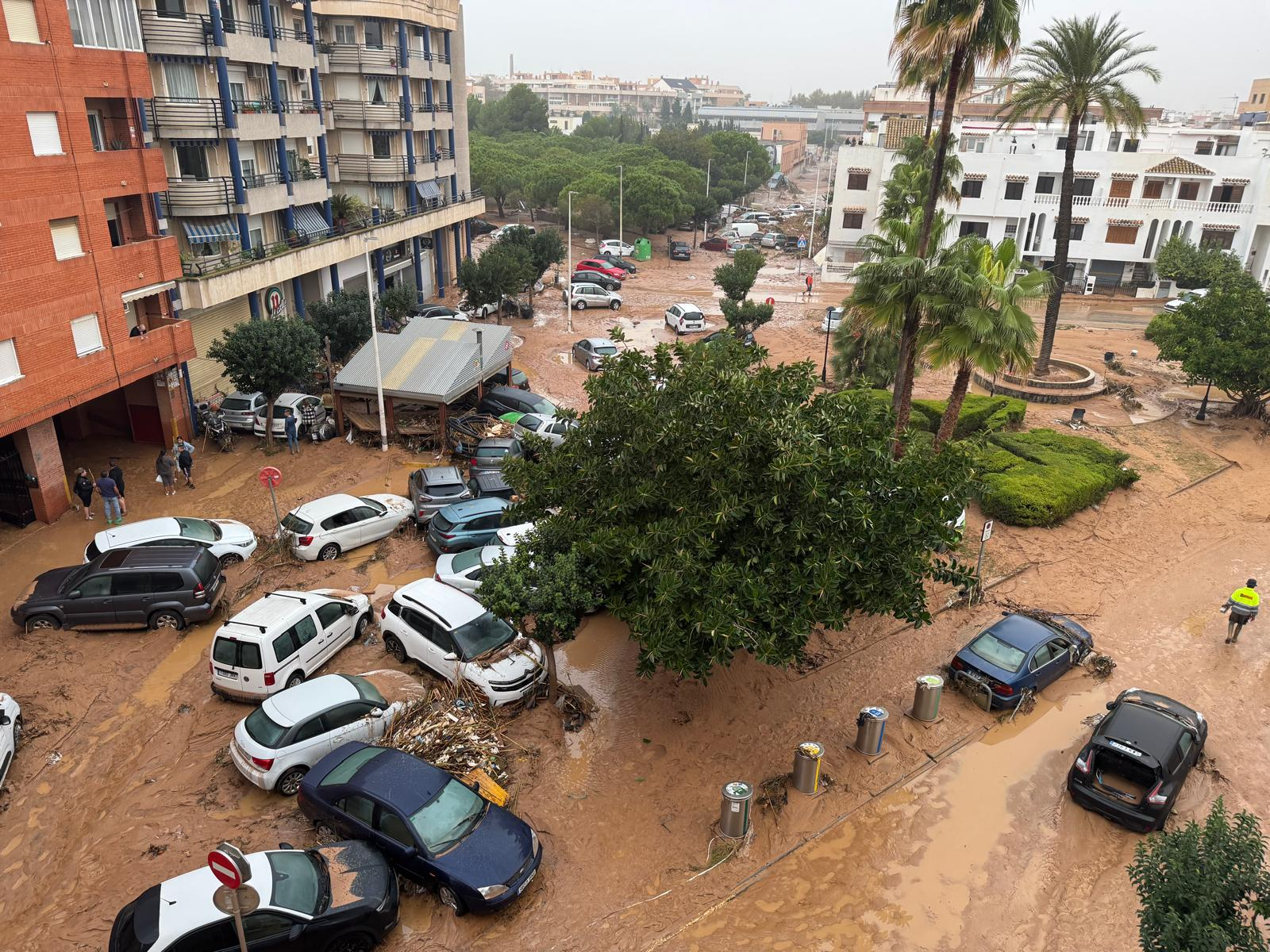
Catarroja, provincia de Valencia

A las 07:36 horas, la AEMET comunicó un aviso rojo (el más elevado) por fuertes precipitaciones para el interior de Valencia. A lo largo de la mañana, la propia agencia extendió dicho aviso por buena parte de la provincia. A mediodía, la Confederación Hidrográfica del Júcar (CHJ) avisó de la presencia de un enorme y anómalo caudal en ríos y barrancos al sur de la provincia, por lo que sobre las 12:00 los ríos comenzaron a desbordarse.
A las 12:07 horas, la Confederación Hidrográfica del Júcar envió un correo electrónico al Centro de Coordinación de Emergencia de la Generalidad Valenciana indicando que se había superado el umbral máximo de alerta, fijado en 150 m³/s, en la Rambla del Poyo, ya que bajaba a 264 m³/s y con tendencia ascendente. Consecuencia de esto, el Centro de Coordinación de Emergencias activó la «alerta hidrológica en los municipios ribereños de la rambla». El Ayuntamiento de Paiporta alertó en X con un «aviso importante» de «riesgo de lluvia extrema», en un post publicado a las 12:47.
A las 12:23 horas, Pilar Bernabé, delegada del Gobierno central en la Comunidad Valenciana, llamó por primera vez a la consejera de Justicia e Interior, Salomé Pradas Ten, para conversar sobre la situación. A las 12:48, la llamó de nuevo para ofrecerle la ayuda de la Unidad Militar de Emergencias (UME), a lo que esta contestó que todavía no era necesaria.
A las 12:50 horas, la central nuclear de Cofrentes redujo su producción de electricidad para evitar una parada automática no programada del reactor nuclear, pues la DANA dañó varias torres de alta tensión en la estación transformadora de Catadau.La rápida respuesta de los equipos técnicos de Iberdrola y de Red Eléctrica de España evitaron un apagón eléctrico generalizado en Valencia, al poner en marcha en pocos minutos tres tipos de centrales: nuclear, hidroeléctrica y de ciclo combinado, garantizando la estabilidad del sistema eléctrico en momentos de máxima emergencia, pues no se dispone de energías renovables en condiciones meteorológicas adversas.Alrededor de 150 personas permanecieron aisladas durante horas en la central nuclear debido a las inundaciones y a los daños en la infraestructura. Iberdrola destinó a 500 técnicos para intentar restaurar con la mayor celeridad posible el suministro de electricidad en las zonas más afectadas por la DANA.
A las 13:00 horas, el presidente de la Generalidad Valenciana, Carlos Mazón, compareció en rueda de prensa y aseguró que, «según la previsión, el temporal se desplaza hacia la Serranía de Cuenca, por lo que se espera que en torno a las 18:00 disminuya su intensidad en todo el resto de la Comunitat Valenciana», información que publicó también en X y que luego borró por la tarde, según Carlos Mazón «porque la realidad era distinta y para evitar confusión. Y para evitarlo, mis responsables de redes decidieron remitirlo. Era por tener la información meteorológica lo más actualizada posible».

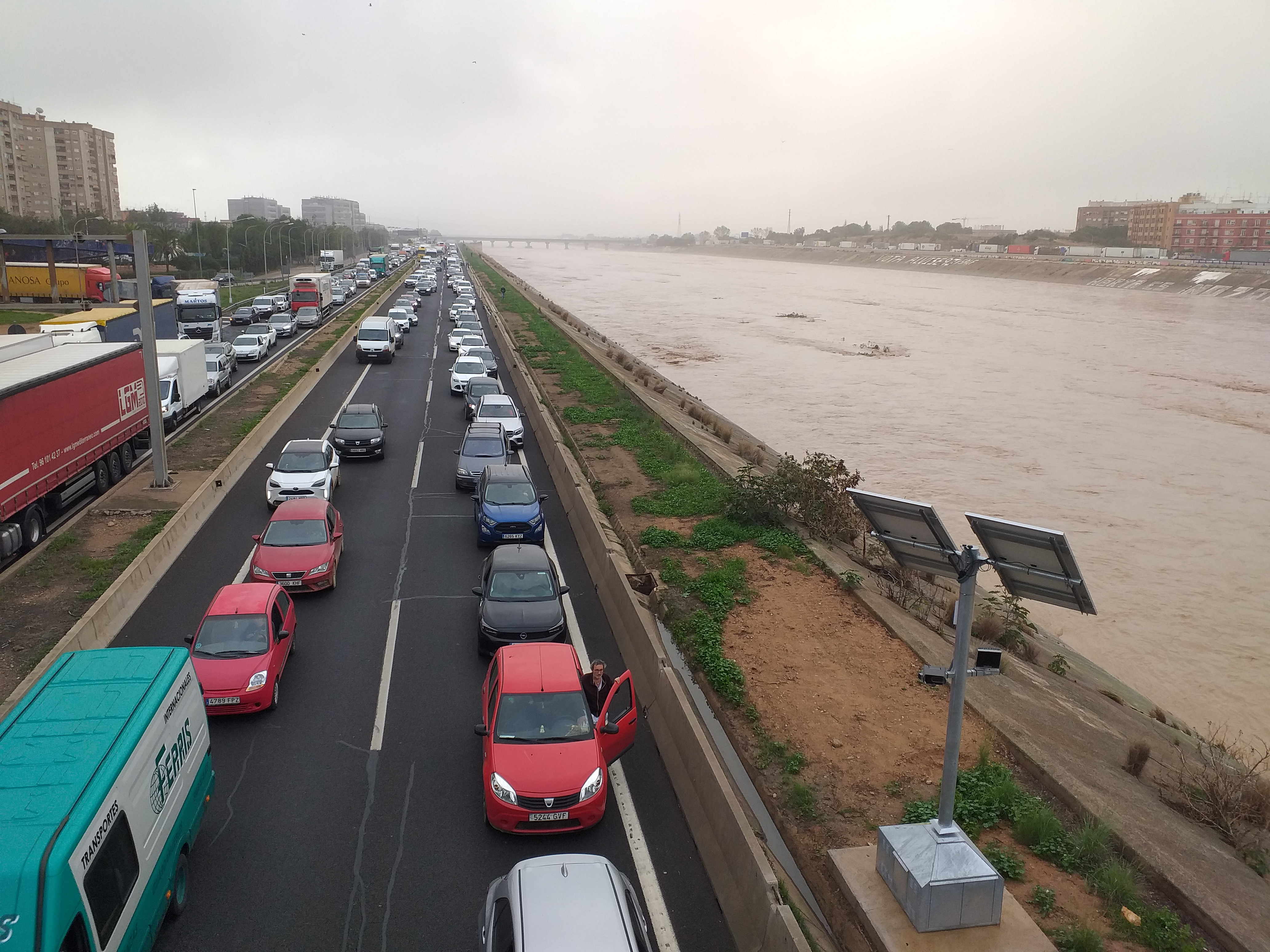
Efectos de la DANA en el nuevo cauce del río Turia, construido entre 1965 y 1973, tras la gran riada de 1957. El cauce se llenó de agua y protegió a la ciudad de Valencia de las inundaciones, evitando daños mayores a la ciudad

A las 14:00 horas, Pilar Bernabé volvió a llamar a la consejera de Justicia e Interior, Salomé Pradas Ten, para ofrecerle la ayuda de la UME. A esa misma hora, la Diputación Provincial de Valencia mandó a casa a sus trabajadores por «un riesgo muy alto para la población».
A las 14:30 horas, los bomberos dejaron de medir el caudal del barranco del Poyo según el testimonio de José Miguel Basset, exjefe del Consorcio Provincial de Bomberos, porque se hacía la hora de comer (una tesis desmentida posteriormente por lo bomberos que medían el caudal, que incluso presentaron los tickets de la comida que compraron para poder seguir en su tarea). La jueza de la DANA abrió una investigación por la retirada de los bomberos que medían el caudal del barranco del Poyo en Paiporta o Picanya.
A las 15:29 horas, el pueblo de Utiel se encontraba totalmente anegado, por lo que la Generalidad Valenciana solicitó la intervención de 250 militares de la Unidad Militar de Emergencias en el área de Utiel-Requena. La Generalidad se equivocó y en lugar de pedir la movilización de la UME, pidió su desmovilización. El error fue subsanado a las 15:41 horas. El general Marcos, responsable del cuerpo, decidió movilizar a más de 1000 militares cerca de Valencia, en previsión de que el área afectada sería mayor, esperando autorización de la Generalidad para intervenir.
A partir de las 16:40 horas el teléfono de Emergencias 112 de la Generalidad Valenciana empezó a recibir llamadas sobre el desbordamiento del barranco del Poyo.A las 17:00 horas se registró un pico de 2438 llamadas y muchas de ellas no fueron atendidas por saturación del 112, por lo que algunas llamadas de auxilio se hicieron a otras provincias.La primera incidencia correspondiente a Paiporta que registra el teléfono de Emergencias se produce a las 18:32 con el siguiente mensaje: «Se está desbordando barranco / no han cortado la zona». El teléfono 112, que se gestiona en el Centro de Coordinación de Emergencias de La Eliana, recibió el 29 de octubre 19 821 llamadas y gestionó 4770 incidentes.Los operadores de Emergencias 112, servicio externalizado a una empresa privada, suelen atender entre 150 y 200 llamadas al día, responder en un tiempo inferior a los 10 segundos y no durar más de 175 segundos, cifras que se superaron el 29 de octubre con creces, y sin poder mandar medios de auxilio.
A las 17:00 horas se constituyó el Centro de Coordinación Operativo Integral (CECOPI), que coordinó las acciones de respuesta ante la crisis, a cuya reunión de urgencia no se incorporó el presidente Mazón hasta hasta las 20:28 horas. La previsión era que las inundaciones afectaran en las siguientes horas a los municipios del área metropolitana de Valencia y no solo a los del interior de la provincia.
A las 17:25 horas, se volvió a superar el umbral máximo de alerta en el único sensor de caudal situado en el barranco del Poyo, normalmente seco con un trazado paralelo al río Turia que vertebra varios municipios al sur de Valencia, antes de desembocar en la Albufera. Sin embargo, la Confederación Hidrográfica del Júcar (CHJ) no mandó el aviso al Centro de Coordinación de Emergencia de la Generalidad Valenciana. A las 18:05, el sensor de la rambla del Poyo marcó un caudal de 993,6 m³/s. El aviso al Centro de Coordinación de Emergencia llegó a las 18:43, el caudal era de 1686 m³/s, más de 11 veces por encima de los 150 m³/s que establecen el umbral máximo de alerta en los protocolos de la CHJ. Desde la CHJ informaron que su labor se dedica principalmente a la supervisión de los grandes ríos y embalses, siendo responsabilidad de la Generalidad el control de las ramblas, barrancos y arroyos, y que tenían puesta toda su atención en la situación extrema que vivía el embalse de Forata. Según declaraciones a El País: «Este organismo asegura que el Plan de Emergencias de la Generalidad especifica que ellos están encargados de los grandes ríos y las presas, siendo responsabilidad autonómica el seguimiento de la evolución del barranco del Poyo». El Centro de Coordinación de Emergencia de la Generalidad Valenciana no alertó a los municipios ribereños después del aviso de las 18:43, con 1686 m³/s, como sí lo hizo con el aviso de las 12:07, con 264 m³/s. A las 18:49, el Ayuntamiento de Paiporta, al visualizar el barranco desbordado, publicó en X un vídeo: «Aviso urgente. Barranco desbordado. Puentes cortados. No salgan de sus casas».

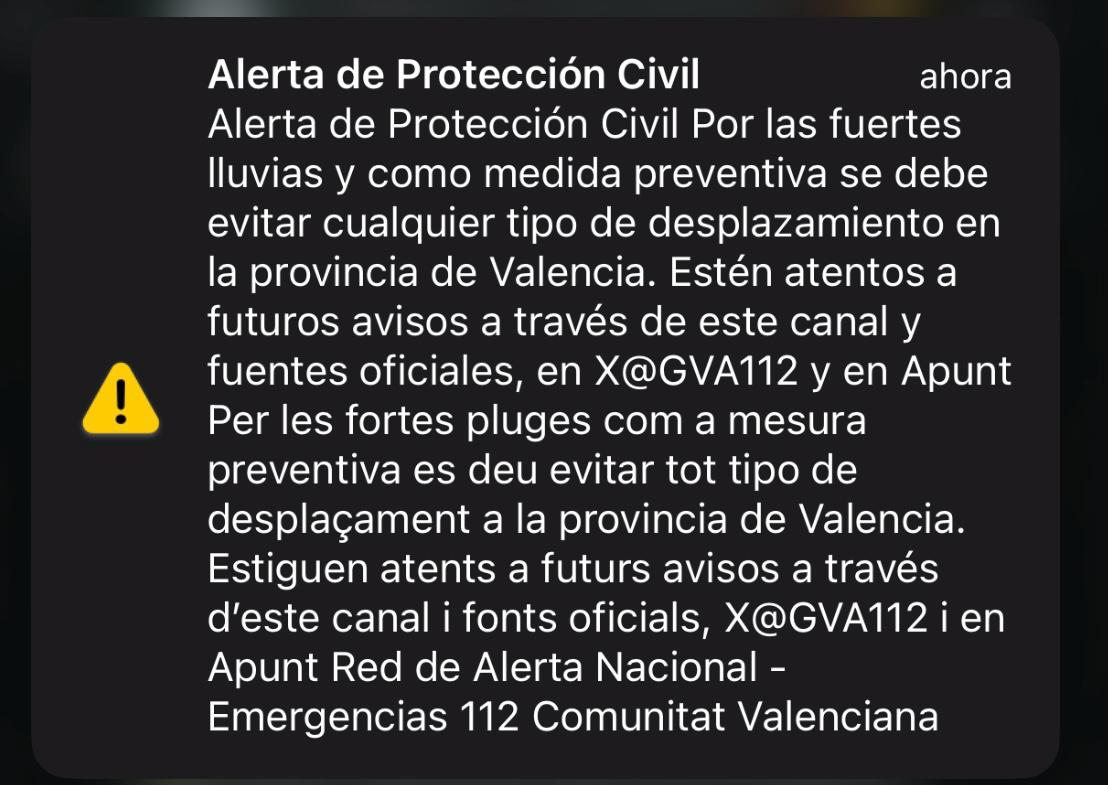
Alerta recibida por los móviles situados en el área metropolitana de Valencia el 29 de octubre a las 20:11h

A las 20:00 horas, el secretario de Estado de Medio Ambiente, Hugo Morán, llamó a Salomé Pradas Ten, responsable de la gestión de emergencias de la Consejería de Justicia e Interior de la Generalidad Valenciana, para comunicarle que existía riesgo de rotura de la presa de Forata, por lo que a las 20:11, la Generalidad Valenciana activó el sistema ES-Alert, enviando un mensaje y aviso sonoro a todos los teléfonos móviles de la provincia de Valencia. La alerta decía, en castellano y valenciano: «Alerta de Protección Civil. Por las fuertes lluvias y como medida preventiva se debe evitar cualquier tipo de desplazamiento en la provincia de Valencia. Estén atentos a futuros avisos a través de este canal y fuentes oficiales, en X@GVA112 y en A punt». Si bien el mensaje tenía una intención preventiva, a la hora de emitirse muchas localidades llevaban horas inundadas y los trabajadores ya se encontraban desplazados, puesto que la actividad laboral en ningún momento se suspendió.

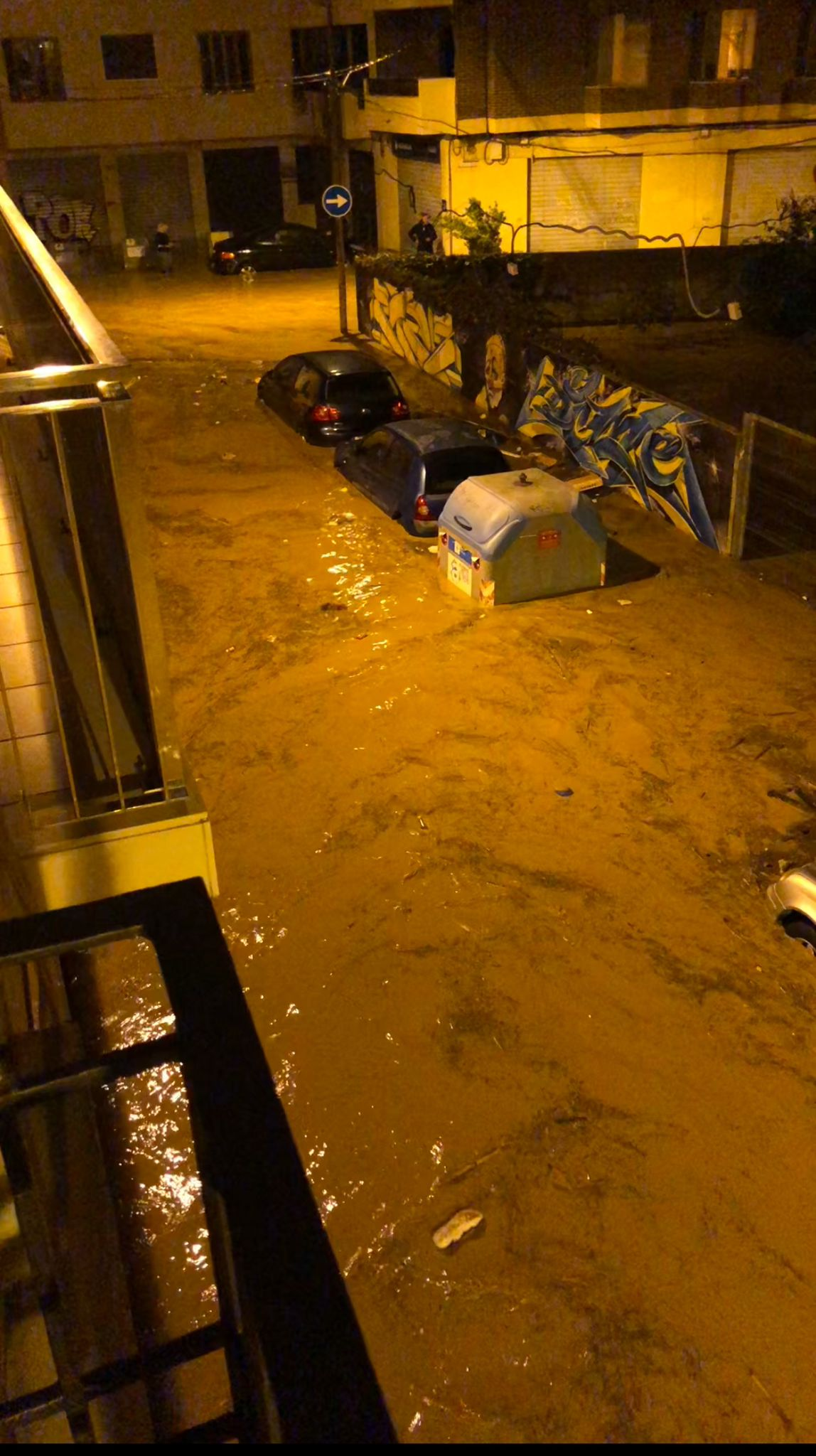
Nivel del agua el martes 29 de octubre a las 20:11, momento en el que se recibió la alerta, en Alfafar

A las 20:28 horas, el presidente de la Generalidad Valenciana, Carlos Mazón, se incorporó a la reunión del CECOPI, 17 minutos después de que se enviara la alerta a la población, aunque inicialmente había declarado ante los medios que había llegado «pasadas las siete de la tarde».
A las 20:36 horas, Carlos Mazón solicitó el despliegue de los 1000 militares de la Unidad Militar de Emergencias (UME) que estaban a la espera de obtener autorización para intervenir, con ellos ya serían en torno a 1250 los militares actuando sobre el terreno. Para esa hora, ya se había notificado el colapso en las carreteras.

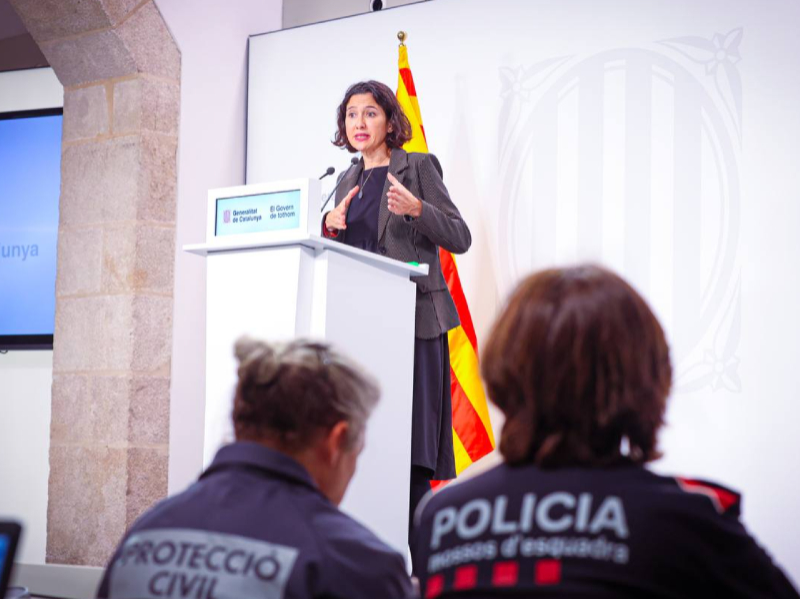
La consejera de Interior de Cataluña, Núria Parlon, tras el comité de emergencias

A finales del día, la tormenta avanzó hacia Cataluña, activando los primeros avisos de Protección Civil y alertas de la AEMET para el día siguiente, ante la previsión de fuertes lluvias y oleaje en el litoral catalán, especialmente en la provincia de Tarragona, lo que llevó al Gobierno catalán, con la consejera de Interior al mando, Núria Parlon, a convocar un comité de emergencia para valorar la situación.
Los equipos de emergencias tuvieron que utilizar helicópteros para sacar a los residentes atrapados en Álora (Andalucía), tras la crecida del Guadalhorce.
En Turís se registró el récord histórico de precipitación máxima en una hora en España: 184,6 l/m². En todo el día cayeron 771,8 l/m².
En la comarca valenciana de la Ribera Alta, se reportaron varios tornados, que afectaron a las localidades de Alginet, Benifayó y Carlet, entre las tres del mediodía y las siete de la tarde.
Carlos Mazón, informó de que varios residentes se encontraban en paradero desconocido debido a que vivían en zonas aisladas que se habían vuelto inaccesibles para los equipos de rescate tras los daños causados por las inundaciones. El alcalde de Utiel, Ricardo Gabaldón, informó de que el nivel del agua en la ciudad había subido hasta tres metros, dejando a varios residentes atrapados en sus casas y a varios desaparecidos. Describió el 29 de octubre como «el peor día de mi vida».

### 30 de octubre
Pasada la medianoche del día 29 al 30, el presidente autonómico Mazón confirmó el hallazgo de los primeros cadáveres en zonas inundadas. Esa madrugada fue especialmente dura, con decenas de personas aisladas por el agua y la corriente. Unas 1200 personas quedaron atrapadas en la red de autovías de la provincia, especialmente en la A-3 y A-7, y otras 70 carreteras quedaron interrumpidas.
La cobertura móvil, el agua potable, la electricidad y otros servicios básicos no pudieron restablecerse plenamente hasta varios días después. Adicionalmente, en la noche entre el 29 y el 30 el número 112 de emergencias quedó colapsado por todas las llamadas que venían recibiendo.
A las 17:16 horas, el presidente Mazón publicó un tuit indicando: «Acabo de solicitar la incorporación del Ejército. @Defensagob y los efectivos disponibles de tierra, mar y aire para reforzar las labores logísticas y de distribución de ayuda a la población», y anunciaba que el despliegue se produciría a las 8:00 del viernes 1. La cifra de militares pedidos ascendería a 500.
En Cataluña las lluvias torrenciales alcanzaron principalmente el sur de Cataluña, especialmente en la zona de Tierras del Ebro, donde se registraron hasta 120 l/m² en una hora. Esto causó inundaciones y desbordes de ríos en el área, además de oleaje peligroso en el litoral. Se activó el Plan INUNCAT en previsión de más lluvias intensas y se recomendó a la población evitar desplazamientos.
Este mismo día en Andalucía, principalmente en la provincia de Cádiz, se produjeron lluvias torrenciales, provocando la crecida del río Guadalete y otros arroyos. Hubo inundaciones en los municipios de la campiña de Jerez y también se registraron inundaciones en la propia ciudad siendo el centro, el barrio de La Liberación y Guadalcacín las zonas más afectadas. Tras el paso de la DANA 14 municipios gaditanos fueron declarados desastre natural.
En la madrugada del 29 al 30 de octubre, las lluvias que descargaron en la cabecera del río Piedra acabaron por embalsarse en la localidad de Embid, provincia de Guadalajara, en la carretera autonómica CM-2122, que hizo de represa de una masa de agua de más de un kilómetro de largo con alturas de hasta 4 metros. Entre las 4 y las 5 de la madrugada del 30 de octubre reventó la calzada, lo que originó una ola de unos 6 metros en las hoces del río Piedra. Esa ola causó el cierre del Monasterio de Piedray destrozos en varios municipios de la provincia de Zaragoza: Cimballa, Llumes, Aldehuela de Liestos y Torralba de los Frailes.

### 31 de octubre
Las lluvias continuaron con alta intensidad en el sur de Cataluña, manteniéndose la aviso naranja en Tarragona. A medida que la tormenta se desplazaba, se mantuvieron las alertas en la región metropolitana de Barcelona, especialmente en áreas de riesgo como el Bajo Llobregat. Protección Civil recomendó a la población evitar las zonas de rieras y barrancos ante posibles inundaciones y crecidas de caudal del río Llobregat.
En Andalucía, la provincia de Huelva se vio afectada por lluvias de alta intensidad que dejaron varias casas y garajes anegados. Además, una manga marina provocó un herido en Isla Cristina, al volar una chapa metálica.Se vieron afectados 285 municipios andaluces.
El rey Felipe VI puso a disposición de las autoridades a la Guardia Real y al Servicio de Seguridad de la Casa Real para asistir en la tragedia. En concreto, se desplegaron 195 guardias reales y medio centenar de guardias civiles con diferentes especialidades (buceadores, guías caninos y pilotos de drones, entre otros).

### 1 de noviembre
Aunque la intensidad de la DANA empezó a disminuir ligeramente, se mantuvieron las alertas meteorológicas. En el litoral de Barcelona y el sur de Cataluña persistieron lluvias fuertes, y se mantuvo el riesgo de inundaciones en zonas bajas. La población fue advertida de tomar precauciones en zonas costeras, mientras que el fuerte oleaje continuó afectando al litoral catalán.
Se incorporaron por la mañana en Valencia los 500 militares pedidos por la Generalidad Valenciana, más otros 250 por la tarde, lo que significaría que ya habría en torno a 2000 militares desplegados en toda la provincia de Valencia.

### 2 de noviembre
Las precipitaciones disminuyeron, aunque en algunas zonas aún persistían lluvias moderadas. En el área metropolitana de Barcelona y zonas cercanas al mar, las autoridades mantuvieron la avisos amarilla. Este día también se centraron los esfuerzos en limpiar y evaluar los daños causados en las áreas más afectadas, como Terres de l'Ebre para evitar la saturación del sistema de alcantarillado.
El presidente de la Comunidad Valenciana, Carlos Mazón, pidió la presencia de 5000 militares más,para unirse a los alrededor de 2000 ya desplegados, así como otros 5000 policías y guardias civiles adicionales y el buque Galicia para apoyo logístico.

### 3 de noviembre

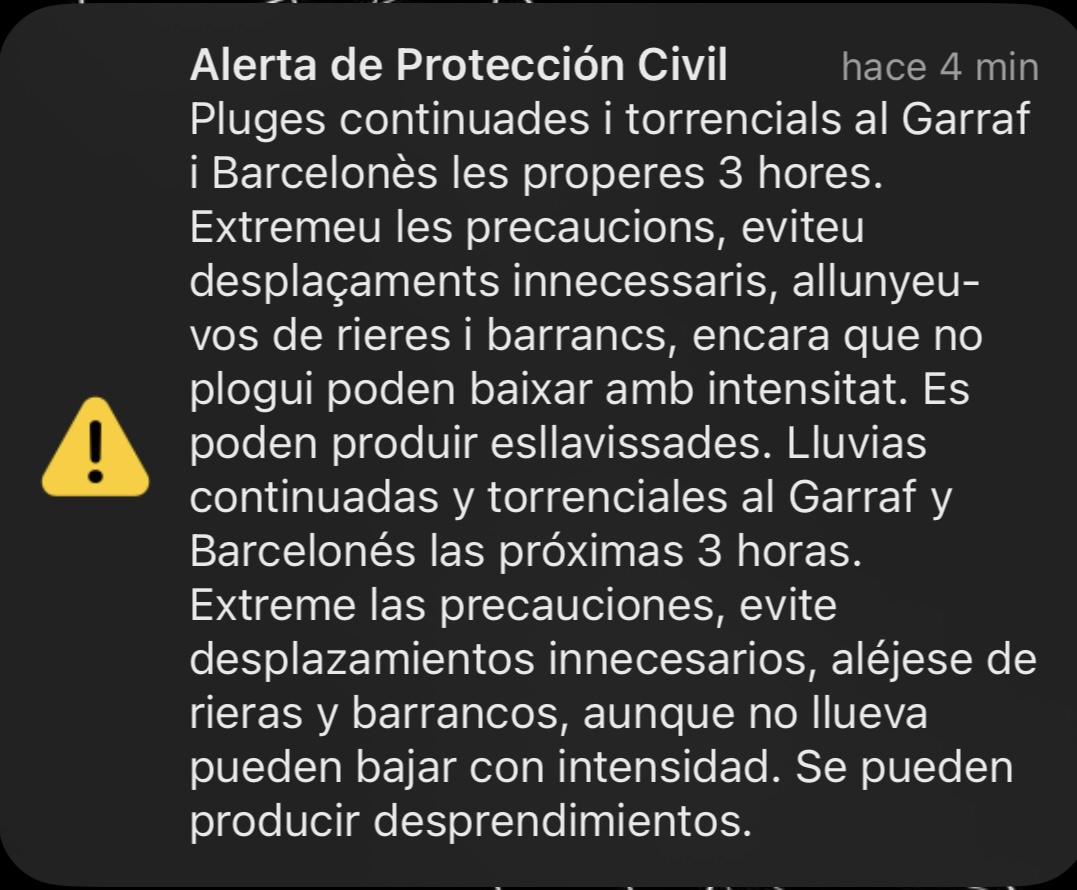
Alerta de Protección Civil a todos los ciudadanos de las comarcas de Garraf, Barcelonés y Bajo Llobregat

La DANA prácticamente se había retirado, dejando solo lluvias ocasionales. Sin embargo, las autoridades continuaron monitoreando el estado de los ríos y cauces en el sur de Cataluña, ya que se habían acumulado altos niveles de agua. También se mantuvo la recomendación de evitar las rieras en caso de posibles crecidas y desbordamientos de ríos. El municipio costero de Sitges sufrió lluvias torrenciales que provocaron inundaciones en toda la ciudad.

### 4 de noviembre
Este día se esperaba que fuera el último afectado por la DANA, pero las intensas lluvias obligaron a las autoridades a suspender las clases para más de 126 000 alumnos en varias comarcas, incluyendo Montsià, Bajo Ebro, Tierra Alta, Ribera de Ebro, Tarragonés, Priorat, Bajo Campo, Alto Campo y Bajo Panadés.

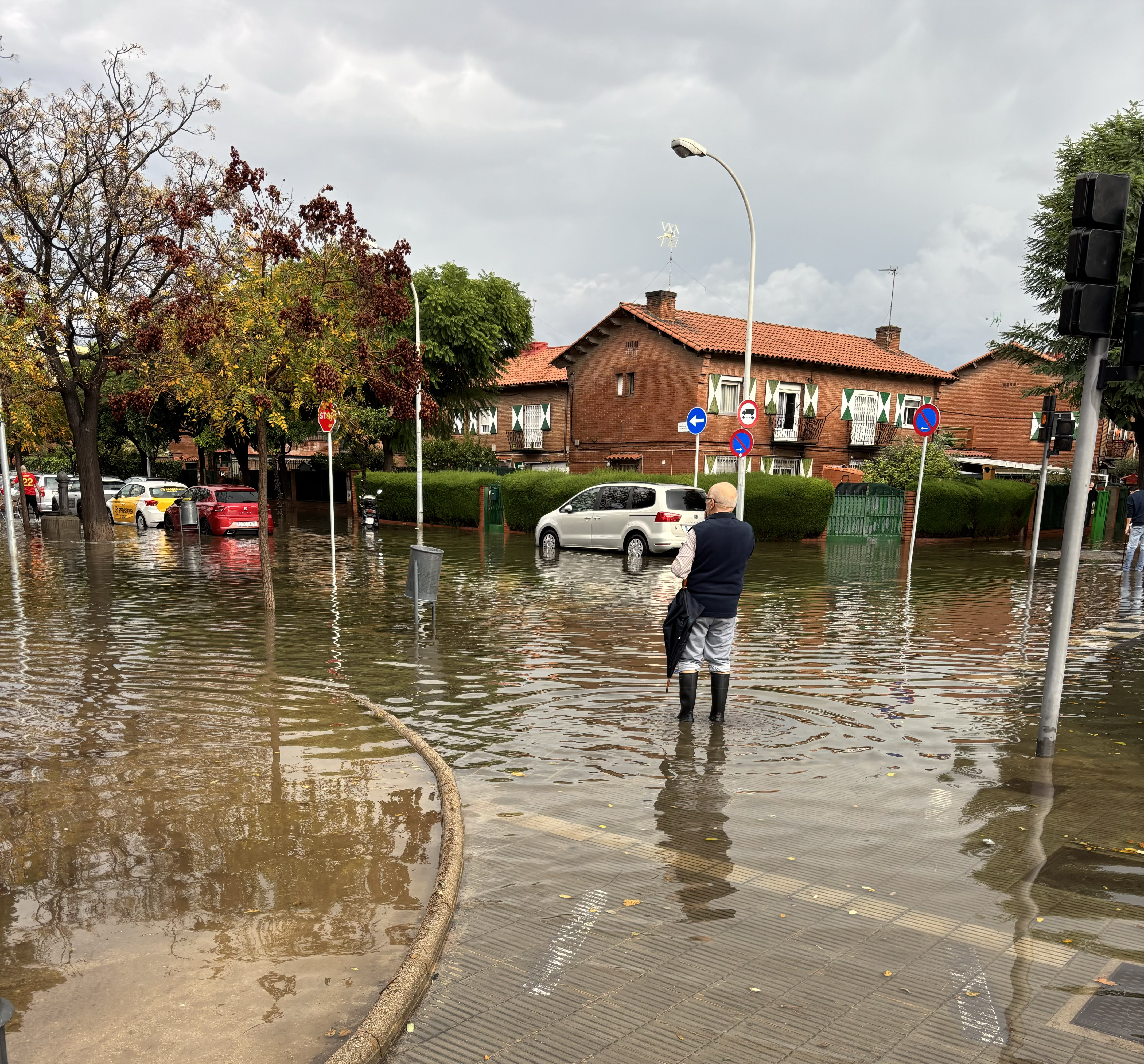
Inundaciones en El Prat de Llobregat, provincia de Barcelona

Debido a las fuertes lluvias en el Bajo Llobregat, las autoridades aeroportuarias se vieron forzadas a cancelar y desviar vuelos, reorientándolos hacia aeropuertos alternativos en Alicante, Palma de Mallorca, Toulouse, Gerona, Valencia y Reus. Además, se suspendió el servicio de Rodalies de Catalunya, gestionado por la Generalidad de Cataluña, por la intensidad de las precipitaciones.
Las inundaciones también afectaron a la provincia de Tarragona, especialmente a su capital y área metropolitana desde la madrugada, donde varios puntos sufrieron inundaciones que obligaron a las autoridades a suspender tanto el servicio de cercanías como el de autobuses interurbanos. La ciudad más afectada por la DANA en esta provincia fue Salou, donde se llegaron a registrar 180 l/m², lo que dejó varios puntos críticos donde los bomberos tuvieron que evacuar a civiles.
Protección Civil emitió una alerta para los residentes de las comarcas de Barcelonés, Garraf y Bajo Llobregat, advirtiendo del riesgo de lluvias torrenciales en la zona. Aunque la intensidad de las lluvias disminuyó hacia las 11:30 horas en todo el Bajo Llobregat y el Barcelonés, numerosos puntos quedaron inundados, y algunas carreteras, como la C-32 a la altura de Castelldefels, fueron bloqueadas.
Las lluvias también provocaron inundaciones en partes del aeropuerto de Barcelona-El Prat. La línea L9 Sur del metro de Barcelona fue suspendida debido al riesgo de inundaciones, lo que obligó a los pasajeros a buscar medios alternativos para llegar al aeropuerto, que reanudó sus operaciones alrededor de las 12:00 horas.

Todo el servicio de autobuses del Bajo Llobregat fue suspendido hasta las 12:00 horas debido al peligro de inundaciones, lo que provocó un caos en la movilidad del área metropolitana de Barcelona y sus alrededores.

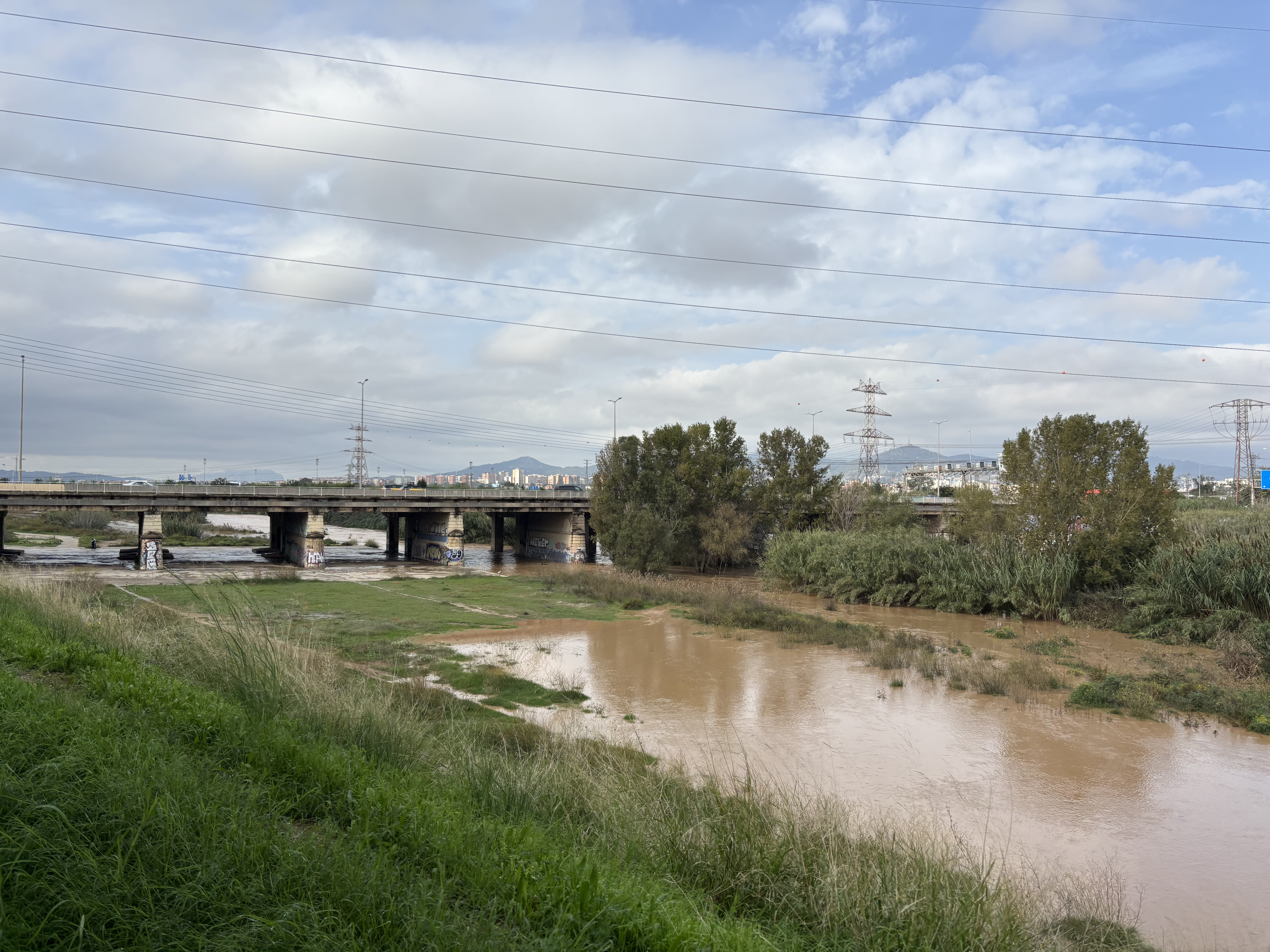
El río Llobregat en El Prat de Llobregat, después del aviso del ACA

Los hospitales de Bellvitge, Viladecans y Martorell desprogramaron toda la actividad no urgente en la tarde debido al temporal en el Bajo Llobregat. Solo se mantuvieron las actividades urgentes y oncológicas, con el fin de descongestionar los hospitales en caso de que las lluvias dejaran heridos que necesitaran atención de emergencia.
Debido a las lluvias, el caudal del río Llobregat a la altura de San Vicente dels Horts llegó a los 585 m3/s y puso en alerta a las autoridades por posibles desbordamientos en municipios colindantes al río. Sobre las 13:00 horas la Agencia Catalana del Agua anunciaba que el caudal del río llegaba a los 530 m3/s en la zona de Sant Joan Despí y ponía en alerta a las autoridades que llamaron a la precaución y a no acercarse a las rieras y barrancos.

### 8 de noviembre
El viernes le tocó el turno a la provincia de Gerona, donde una riada en Cadaqués arrastró hasta 32 coches en una tromba de agua. El punto de máxima intensidad fue entre las 2 y las 3 de la madrugada, cuando el agua bajó con gran fuerza por varias calles del municipio.

### 11 de noviembre
Una segunda DANA arribó a las costas almerienses. La propia Almería, El Ejido, Vícar, Balanegra y Roquetas de Mar, fueron los municipios más afectados por las precipitaciones, que provocaron anegaciones de viviendas, comercios y sótanos; y problemas en la red viaria.

### 13 de noviembre
Los gobiernos de Andalucía y de la Comunidad Valenciana emitieron nuevas alertas el 13 de noviembre después de nuevos avisos de lluvias torrenciales en las provincias de Valencia y Málaga. Se desalojaron más de 4000 personas como medida preventiva. En la ciudad de Málaga, se reportaron inundaciones y afecciones al Hospital Clínico y El Corte Inglés, entre otros.
´

### 14 de noviembre
Málaga estaba en aviso rojo el jueves, por lo que desalojaron a 4200 personas como medida de prudencia. En Andalucía se habían suspendido las clases de más de medio millón de alumnos, pero sumó 1163 incidencias con rescates en Vélez-Málaga y Monda y anegaciones en Motril y Marbella. La AEMET mantuvo la aviso rojo hasta las 8:00 horas en la provincia de Valencia, donde se restringió la movilidad de cualquier vehículo privado, salvo los servicios de emergencias, desde las 22:00 horas del miércoles hasta las 12:00 horas del jueves. Los bomberos tuvieron que rescatar a varias personas en Valencia y Castellón. En Cullera se inundaron todas las calles y varios edificios municipales y los vecinos decían que «nunca habíamos visto tanta lluvia como esta noche». A mediodía había pasado el peligro y el miedo en las zonas afectadas por la segunda DANA, por lo que el aviso se rebajó a amarillo

### 15 de noviembre
El viernes fue el último día de la segunda DANA, con Huelva en aviso naranja hasta las 14:00 horas, cuando la Junta de Andalucía desactivó la Situación Operativa 1 del Plan Especial de Emergencias ante el Riesgo de Inundaciones para iniciar la Fase de Recuperación de dicho plan, tras cesar los últimos avisos de nivel naranja. Ese día siguieron activas las emergencias de situación 2 del Plan de Inundaciones en toda la provincia de Valencia y de situación 1 del Plan Especial de Inundaciones por lluvias en la provincia de Castellón.

## Fallecimientos
| Provincia | Fallecidos |
| --------- | ---------- |
| Valencia  | 228        |
| Albacete  | 6          |
| Cuenca    | 1          |
| Málaga    | 1          |
| Total     | 236        |

| País         | Fallecidos |
| ------------ | ---------- |
| España       | 208        |
| Rumania      | 9          |
| Marruecos    | 6          |
| China        | 4          |
| Reino Unido  | 2          |
| Colombia     | 1          |
| Ecuador      | 1          |
| Países Bajos | 1          |
| Paraguay     | 1          |
| Túnez        | 1          |
| Ucrania      | 1          |
| Venezuela    | 1          |
| Total        | 236        |

A 2  de junio de  2025, se han confirmado oficialmente 228 víctimas mortales en la provincia de Valencia, 7 en Castilla-La Mancha y 1 en Málaga.
Se trata, por el momento, del segundo peor desastre asociado a un fenómeno natural de la historia contemporánea de España, superando a la riada del camping de Biescas de 1996 que dejó 87 muertos y la gran riada de Valencia de 1957, con 81 oficialmente declarados. Solo es superado por las riadas del Vallés de 1962, que pudieron cobrarse hasta un millar de vidas. Las autoridades continúan trabajando para gestionar la crisis y estabilizar las áreas afectadas, aunque el colapso de algunos hospitales y la falta de acceso a zonas anegadas hacen que el trabajo avance lentamente.
A 2  de noviembre de  2024, coincidiendo con el Día de los Fieles Difuntos, el Instituto de Medicina Legal (IML) de Valencia entregó los primeros 7 cuerpos identificados a sus familias, en la Feria Valencia: el tanatorio temporal donde reposan los fallecidos por la DANA.
A 4  de noviembre de  2024, el Instituto de Medicina Legal (IML) de Valencia ha realizado 190 autopsias en la Ciudad de la Justicia de Valencia, identificando a 111 fallecidos.
A 5  de noviembre de  2024, pasada una semana de las inundaciones, aún estaban pendientes de identificar 62 fallecidos. Se planteaba la posibilidad de que alguno de los fallecidos se corresponda con alguna de las 89 desapariciones activas, que es la primera cifra oficial provisional de personas desaparecidas en Valencia, aunque únicamente se habían contado oficialmente las denuncias de familiares que han aportado datos y facilitado muestras biológicas que permitieran la identificación.
A 12  de noviembre de  2024, en el Hospital La Fe falleció una mujer que padecía de leucemia, enfermedad que requería de transfusiones periódicas y asistencia respiratoria diaria con oxígeno. A 10  de marzo de  2025, la titular del Juzgado de Primera Instancia e Instrucción número 3 de Catarroja emitió dos autos en los que citaba a declarar, como investigados en la causa por la DANA de Valencia, a la ex-consellera de Justicia y Emergencias Salomé Pradas Ten y al exsecretario autonómico de ese departamento Emilio Argüeso Torres. En estos dos autos la jueza elevó de 224 a 225 el número de presuntos homicidios debidos a la tardanza en avisar a la población durante la DANA en Valencia, por el fallecimiento de la mujer como consecuencia de la falta de asistencia en los días posteriores a la DANA.
El domingo 24 de noviembre de 2024 se derrumbó parte del techo del colegio Luis Vives de Masanasa, muy dañado por la riada provocada por la DANA el 29 de octubre, y catalogado de nivel rojo por riesgo de derrumbe. Falleció un operario y otro resultó herido mientras realizaban tareas de revisión y limpieza del colegio. El consejero de Educación de la Generalidad Valenciana, José Antonio Rovira, señaló que la muerte del operario se estudiará como un «accidente laboral». El colegio iba a cumplir 50 años en 2024 y tenía más de 450 alumnos de educación primaria. Al día siguiente, lunes 25 de noviembre, los alumnos del colegio iban a retomar las clases en la antigua facultad de Magisterio de la Universidad de Valencia.
A 12  de diciembre de  2024, la cifra total de víctimas mortales en la provincia de Valencia aumentó a 223, tras la localización por la mañana en el término municipal de Paiporta del cuerpo sin vida de un hombre, al que se tardó 9 días en hacerle la autopsia e identificarlo como un ciudadano marroquí desaparecido.
A 3  de enero de  2025, la cifra total de víctimas mortales en la provincia de Valencia aumentó a 224, tras fallecer una mujer de 79 años ingresada en un centro hospitalario.
El sábado 18 de enero de 2025 falleció un trabajador, natural de Cartagena, al ceder la escalera de un aparcamiento afectado por las inundaciones de la DANA en Benetúser. Llevaba alrededor de un mes realizando labores de limpieza junto a otros compañeros de su empresa.
A 11  de marzo de  2025, los forenses han practicado 232 autopsias a las personas fallecidas, ingresadas en la morgue de la Ciudad de la Justicia de Valencia, de las cuales 8 fallecieron por causas no relacionadas con la DANA. Han sido entregados a los familiares 224 fallecidos de los 224 cuerpos identificados.

## Desaparecidos
A 1  de noviembre de  2024 había más de 1900 registros de llamadas sobre personas desaparecidas en la Comunidad Valenciana tras el desastre natural que afectó gravemente a la región. La cifra fue comunicada durante la reunión de emergencia convocada el 1 de noviembre de 2024, en la que participaron representantes del Gobierno valenciano y el Ministerio del Interior. La situación era compleja, ya que las infraestructuras colapsadas y el impacto del evento dificultan las labores de rescate y búsqueda, y también plantean riesgos adicionales para el personal de emergencia desplegado. Horas después de la publicación del acta, el ministro del Interior aclaró: «No se han barajado los datos de 1900 desaparecidos, esas son las llamadas que recibe el 112 diciendo que no encuentran a sus familiares, pero eso obedece en su mayoría a los fallos de comunicación. Además, la gente que finalmente encuentra a sus familiares no lo reporta, por lo que no se pueden hacer esos vaticinios. Las valoraciones en ese sentido nos llevarían al error y no generarían confianza».
A 2  de junio de  2025 las autoridades habían localizado ya a la mayor parte de las personas desaparecidas y la Oficina de Registro de Víctimas Mortales de la DANA ya no mantenía ninguna desaparición activa, pues las 3 personas desaparecidas fueron declaradas como fallecidas por la Justicia. No obstante, la Guardia Civil mantendrá activa la búsqueda de los tres desaparecidos:
- Elisabet Gil Martínez, de 38 años, que desapareció en Cheste cuando iba a trabajar con su madre, Elvira Martínez Alfaro, de 64 años, al hotel La Carreta, en la A3. El cuerpo de su madre fue encontrado días después.
- Francisco Ruiz Martínez, de 64 años, desaparecido declarado fallecido por la Justicia.[131]Fue arrastrado aquella tarde por las aguas en el aparcamiento de un supermercado ubicado en el polígono de Monserrat, justo después de salvar a sus nietos subiéndolos al techo de su coche.
- José Javier Vicent Fas, de 56 años, desaparecido declarado fallecido por la Justicia.[131]Esa tarde, la del 29 de octubre, decidió ir con su hija, Susana, de 30 años y con síndrome de Down, a la casa de campo que tenían en Pedralba. El cuerpo sin vida de Susana fue encontrado la mañana del jueves 31.

Aunque no se hayan localizados sus cuerpos, a efectos civiles se consideran fallecidos transcurridos 3 meses desde el siniestro que lo causó, pudiendo sus familiares comenzar a ejercer los trámites propios de un deceso.

## Heridos
A 1  de noviembre de  2024 la representación de la Consejería de Sanidad de la Generalidad Valenciana alertó que los hospitales estaban «a punto de colapsar». La situación era especialmente preocupante en el Hospital Universitario y Politécnico de La Fe de Valencia, según se desprende del acta de la reunión de crisis entre el presidente de la Generalidad Valenciana, Carlos Mazón, y el ministro del Interior, Fernando Grande-Marlaska.

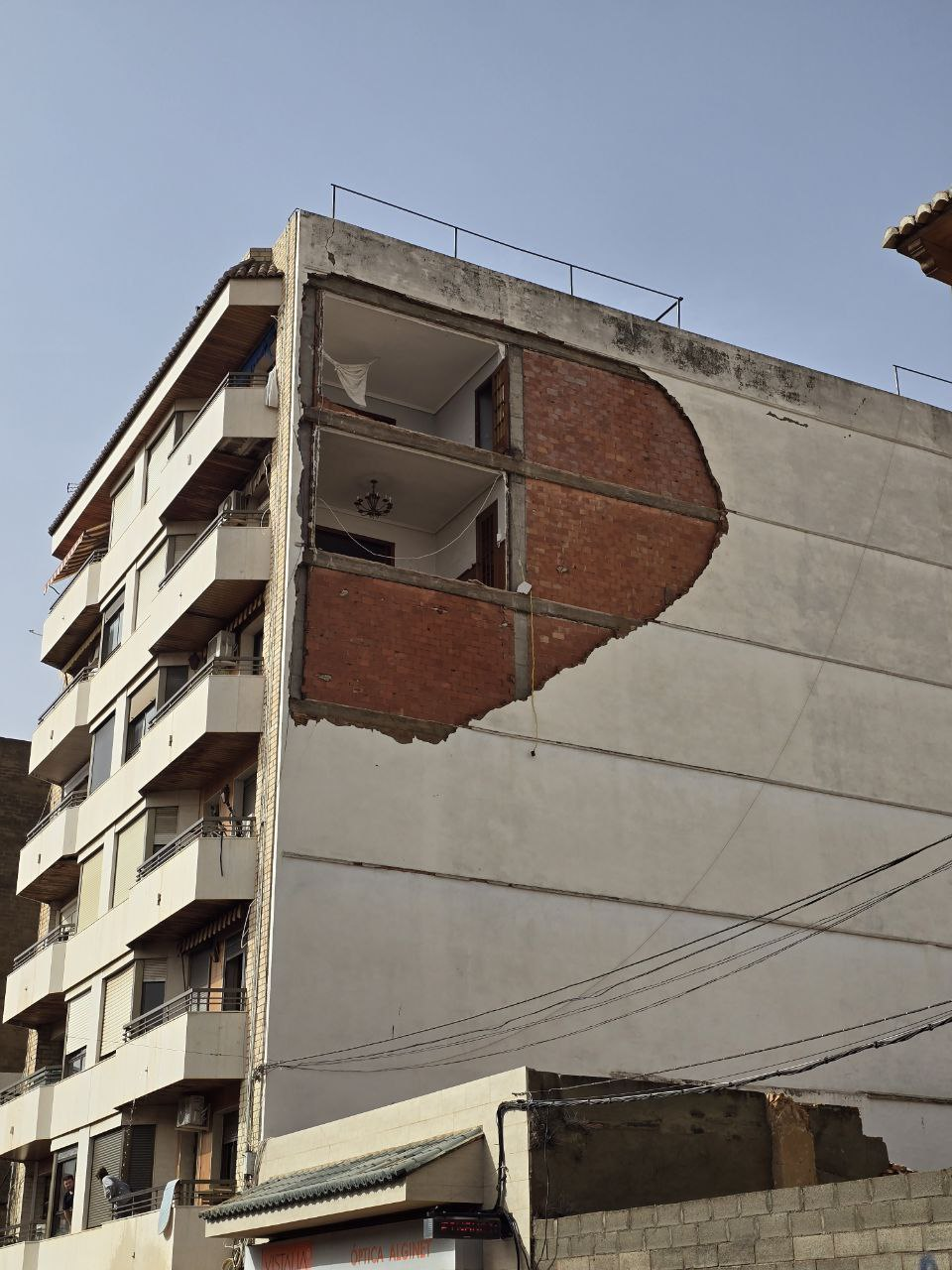
Fachada derruida de un edificio de viviendas en Alginet por un tornado

A los heridos directos por la DANA se sumaron los heridos indirectos por falta de medicación, por falta de atención médica y por las heridas sufridas al intentar ayudar en las labores de rescate y limpieza. La Generalidad Valenciana planteó ubicar a pacientes dados de alta hospitalaria en hoteles y pisos turísticos ante el riesgo de «colapso» de los hospitales valencianos, por si no se podía dar salida a los pacientes dados de alta que no tenían una casa a la que volver. La DANA obligó a cerrar múltiples centros de salud en la provincia de Valencia y limitó la atención a urgencias hospitalarias. Gran parte de las consultas, pruebas e intervenciones no urgentes quedaron canceladas a lo largo de la provincia. Se habilitaron en la ciudad de Valencia varios puntos de donación de sangre para enfermos y heridos.
A 2  de noviembre de  2024, se activó el grupo sanitario de respuesta inmediata para evitar riesgos epidemiológicos tras la DANA, que se reunirá todos los días, con la intervención del consejero de Sanidad de la Generalidad Valenciana, Marciano Gómez, y la ministra de Sanidad, Mónica García Gómez. A las 72 horas de las inundaciones se agravan los riesgos de infección en la Zona cero de la catástrofe provocada por la DANA. Pueden surgir hepatitis A o leptospirosis por consumir agua contaminada y también enfermedades transmitidas por mosquitos. Los voluntarios deben actuar «bajo supervisión de las autoridades».Deben llevar gafas, guantes impermeables, ropa larga, mascarillas FFP2 y tener al día las vacunas. Las personas con las defensas bajas, con enfermedades previas o embarazadas no deben participar en el voluntariado que está ayudando a mitigar la crisis humanitaria derivada de la DANA. Las prioridades de salud pública son restablecer suministros y atender la salud mental.
El Hospital Universitario y Politécnico de La Fe se prepara para «semanas duras», según ha avisado por carta a su personal. El motivo es que, como casi todo el mundo de la capital, tiene trabajadores afectados por las inundaciones, de baja, que lo han perdido todo o que no pueden llegar hasta el hospital, lo que complica la atención a los heridos que llegaron desde el martes 29 de octubre de 2024 por la noche. La mayoría, por fracturas de importancia tras intentar salvarse o por impactos de objetos y la fuerza del agua. Desde entonces ingresa un nuevo tipo de pacientes: voluntarios y residentes de la Zona cero que sufren contusiones, fracturas o intoxicaciones mientras ayudan a retirar barro y los restos del desastre. Varios voluntarios se han intoxicado por monóxido de carbono, procedente de la combustión de una bomba de achique.
A 3  de noviembre de  2024, un escolta de Casa Real y un reportero de Informativos Telecinco resultaron heridos en los incidentes registrados en Paiporta, tras la visita de la comitiva real, el Presidente del Gobierno y el Presidente de la Generalidad a la Zona cero de la catástrofe hidrológica.
Médicos, enfermeras y técnicos sanitarios voluntarios, previamente registrados en la Consejería de Sanidad de la Generalidad Valenciana, recorren las calles de los pueblos arrasados para ofrecer sus servicios a quienes lo necesiten. Sobre todo les preocupa la falta de vacunas contra el tétanos, la medicación de pacientes con enfermedades crónicas, la paralización de los tratamientos con quimioterapia y muchas otras carencias sanitarias que están sufriendo los afectados.
A 7  de noviembre de  2024, los últimos coletazos de la primera DANA provocaron escenas de pánico en un crucero que había partido de Barcelona destino Miami. Cerca de las Islas Canarias sufrió vientos huracanados de 138 km/h y se llegó a escorar 45 grados. El capitán pidió a los más de 5000 pasajeros que regresaran a sus camarotes por su seguridad, y decidió cambiar de rumbo y dirigirse a Gran Canaria, donde un pasajero herido fue trasladado al hospital.
A 13  de noviembre de  2024, habían sido rescatadas 37 004 personas, 97 en las últimas 24 horas.Muchos de los supervivientes de la DANA han estado sepultados varias horas o días debajo de los coches siniestrados, o dentro de sótanos y garajes inundados, por lo que presentan signos de hipotermia, deshidratación, desnutrición, heridas e infecciones derivadas de estar en contacto con barro, deshechos y aguas putrefactas. Las personas rescatadas son atendidas por los servicios sanitarios lo antes posible.

## Impacto

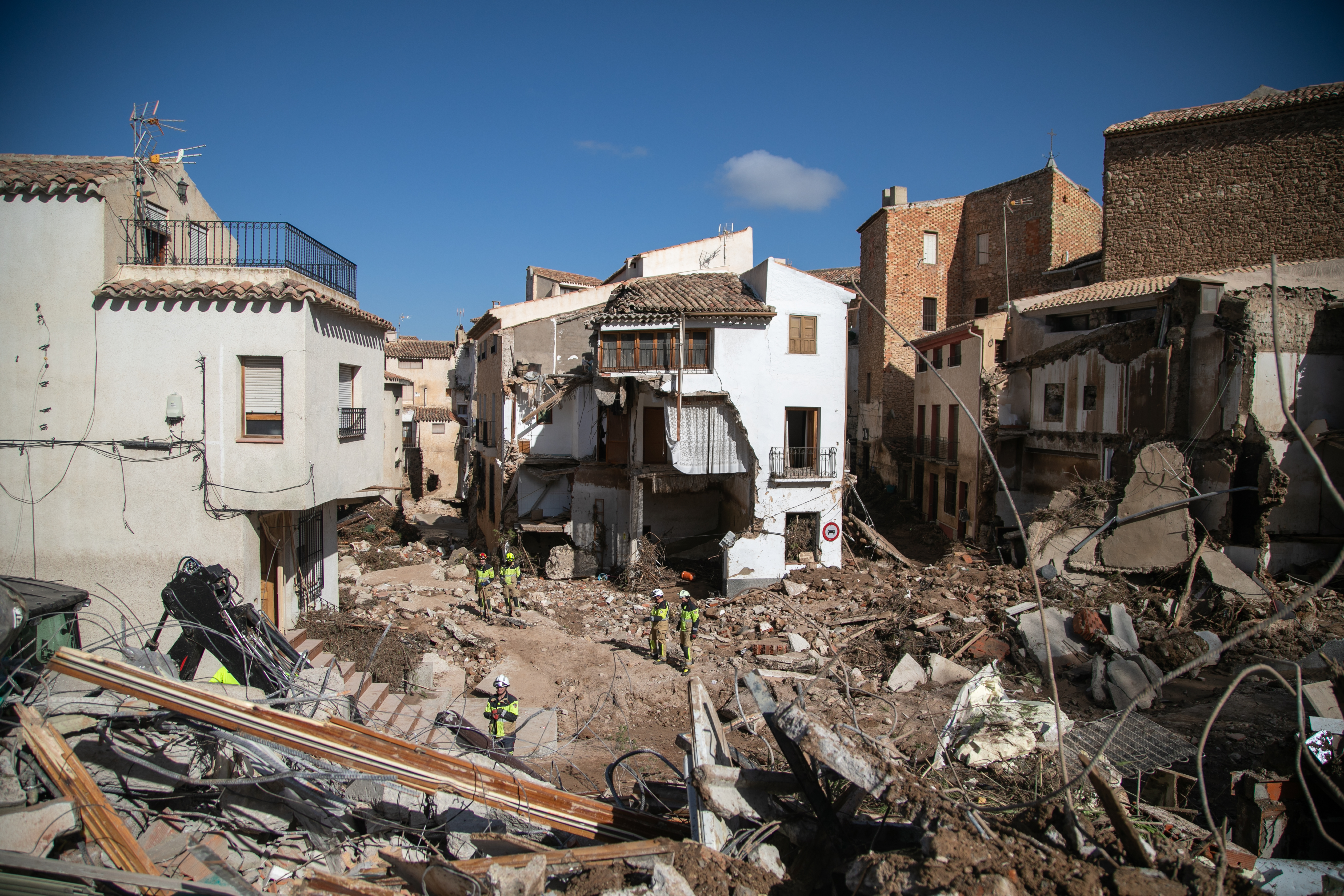
Letur, provincia de Albacete

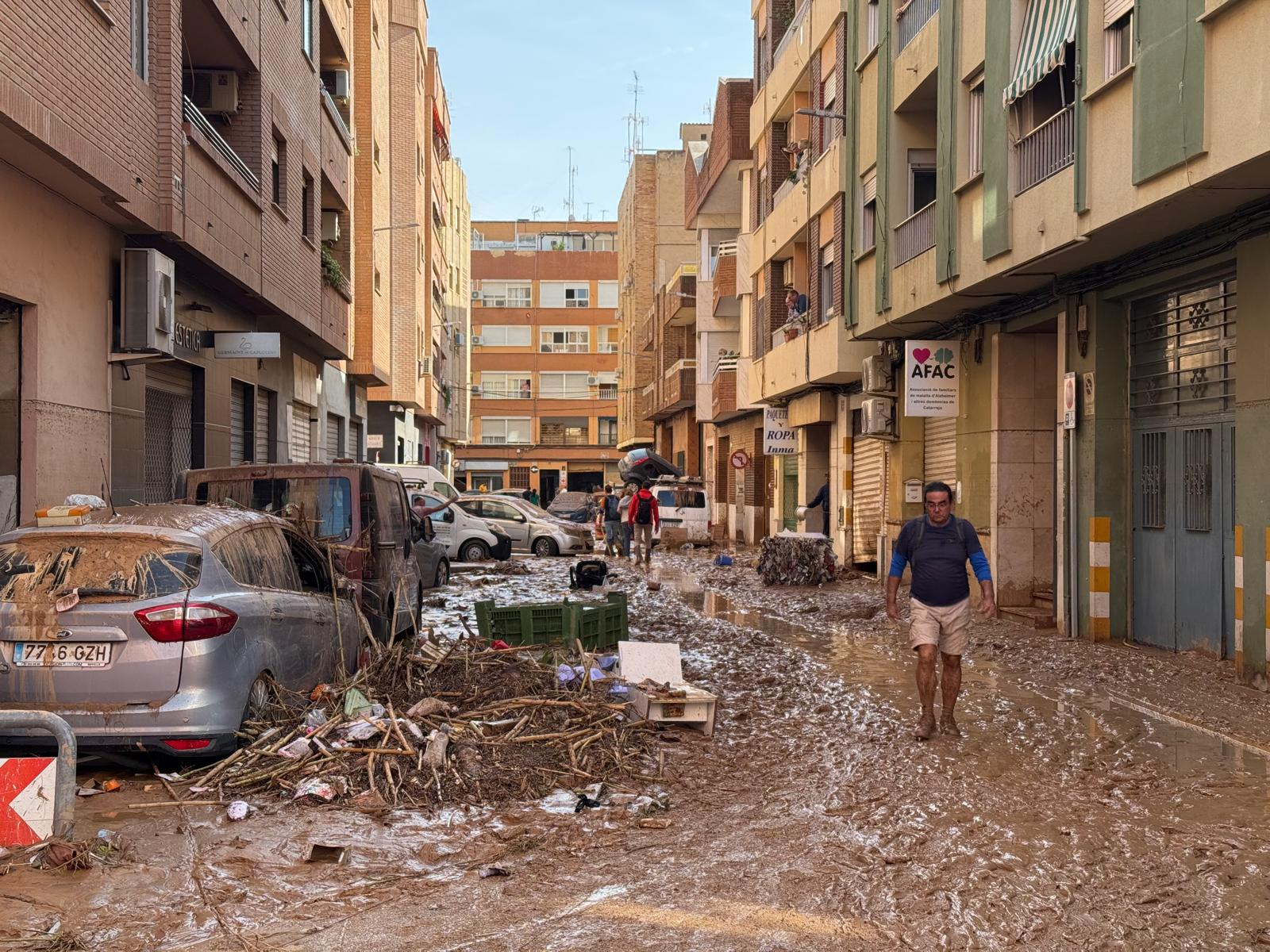
Catarroja, provincia de Valencia

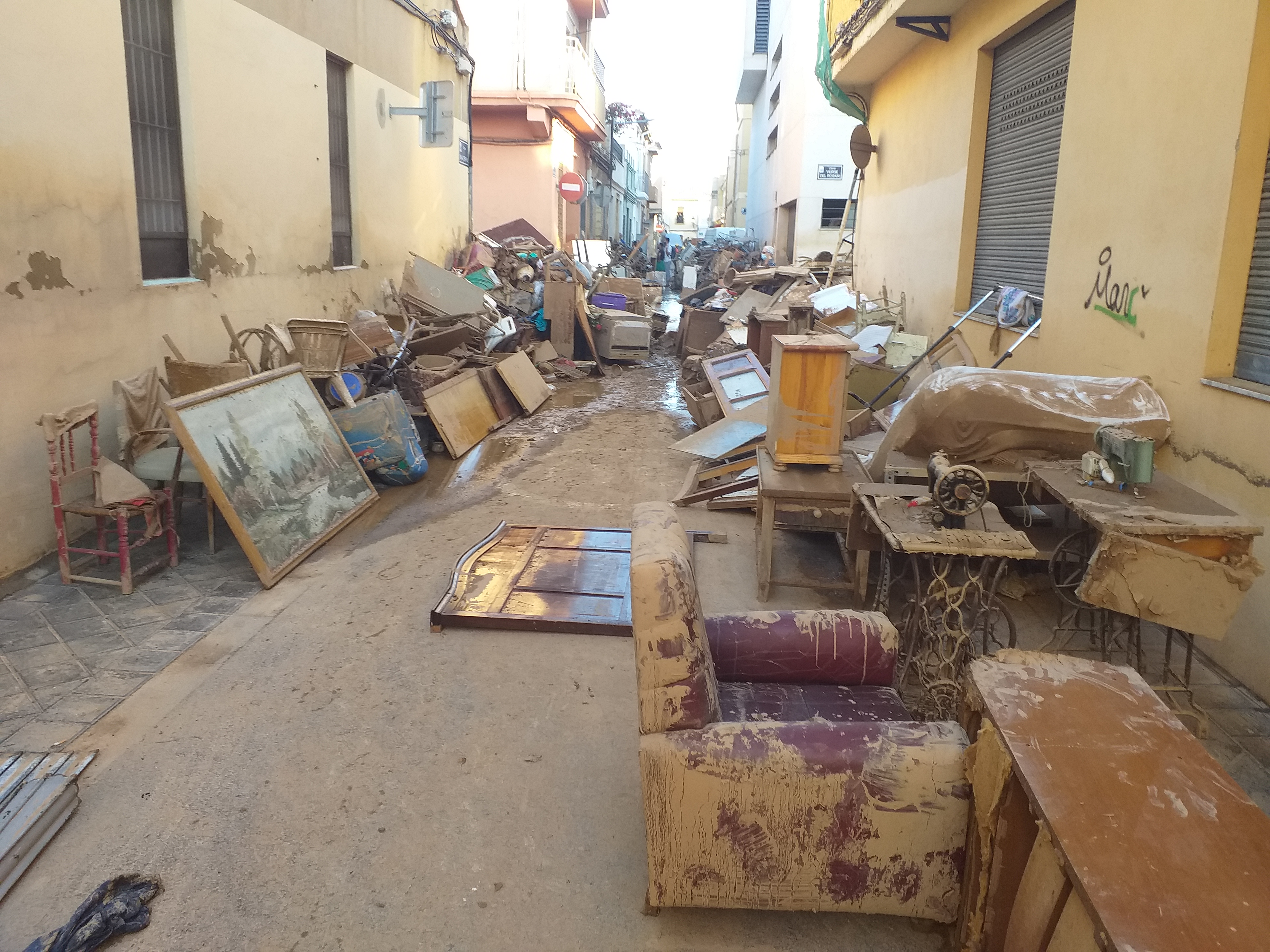
Sedaví, provincia de Valencia

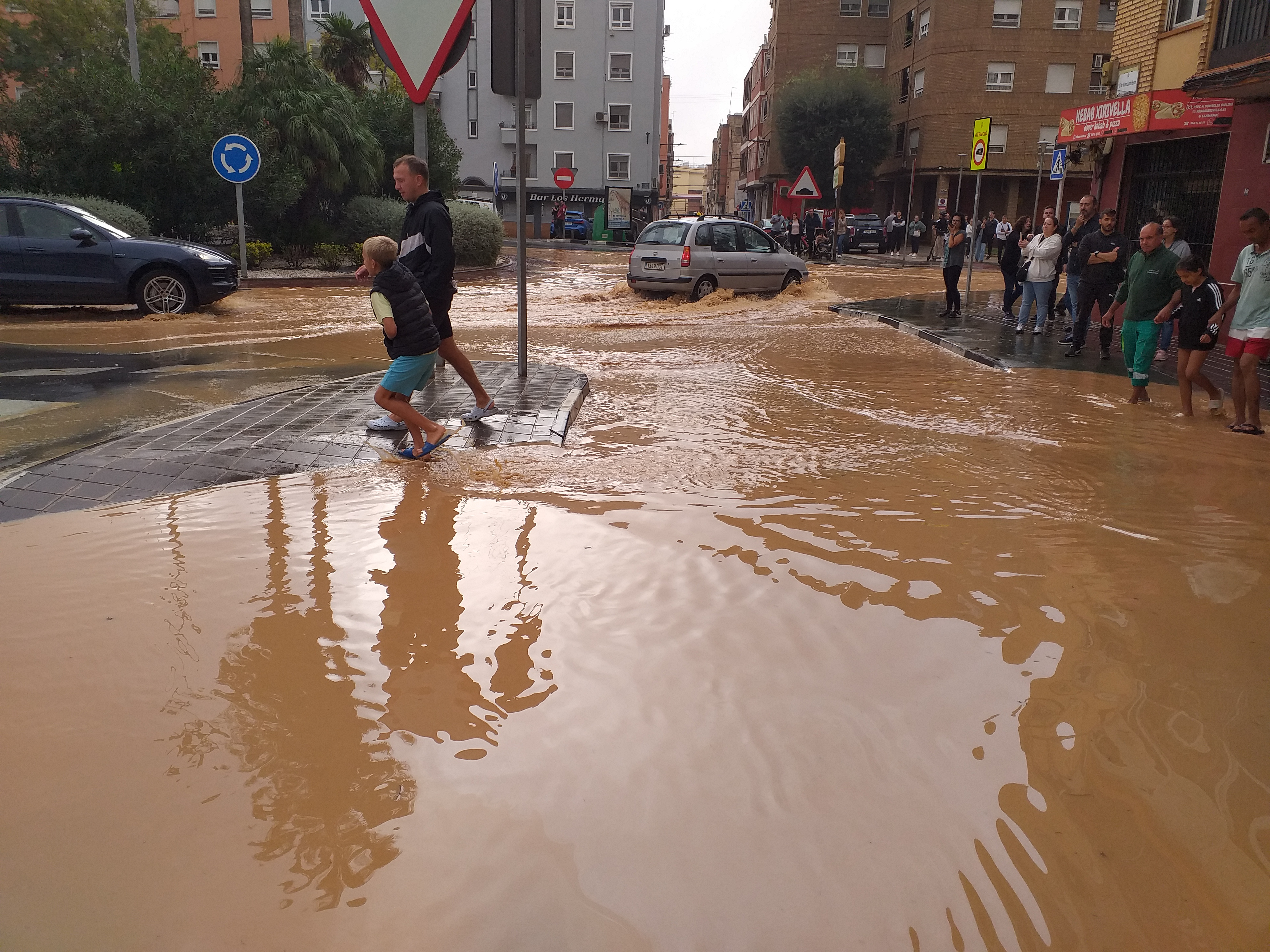
Chirivella, provincia de Valencia

### Municipios afectados
A 11  de marzo de  2025, los municipios afectados por este episodio de gota fría son oficialmente: 78 municipios (75 en la provincia de Valencia, 2 en Castilla-La Mancha y 1 en Andalucía). Sin embargo, muchos otros municipios, y de otras provincias, fueron afectados de diferentes maneras.
A 6  de noviembre de  2024, se publica en el Boletín Oficial del Estado (BOE) el Real Decreto-ley 6/2024, de 5 de noviembre, por el que se adoptan medidas urgentes de respuesta ante los daños causados por la DANA, incluyendo al final un ANEXO con el listado oficial de municipios afectados por la DANA entre el 28 de octubre y el 4 de noviembre de 2024.Entre paréntesis se indica el número de fallecimientos en cada uno de los municipios, de acuerdo al análisis realizado por el Centro de Integración de Datos constituido por la DANA y publicado el 14 de noviembre de 2024 por el CGPJ, que también incluye un desglose por sexo y edad. 

#### Provincia de Valencia
Altiplano de Utiel-Requena
- Camporrobles
- Caudete de las Fuentes
- Chera
- Fuenterrobles
- Requena
- Sinarcas
- Utiel (6)

Campo de Turia
- Bétera
- Liria
- Loriguilla: solo afectado el núcleo urbano al lado de la A-3 (1)
- Ribarroja del Turia (6)
- Villamarchante

Hoya de Buñol
- Alborache
- Buñol (1)
- Cheste: seriamente afectado el puente de la CV-50 hacia Chiva[154] (7)
- Chiva (8)
- Dos Aguas
- Godelleta (4)
- Macastre
- Siete Aguas
- Yátova

Huerta Sur
- Alacuás (1)
- Albal[155] (3)
- Alcácer
- Aldaya (6)
  - Centro Comercial Bonaire
- Alfafar (15)
  - Barrio Orba
- Benetúser (10)
- Beniparrell
- Catarroja [156] (25)
- Chirivella[157]
- Cuart de Poblet (7)
- Lugar Nuevo de la Corona
- Manises
- Masanasa (12)
- Mislata
- Paiporta (45)
- Paterna
- Picaña (10)
- Picasent
- Sedaví (9)
- Silla (1)
- Torrente (10)

Los Serranos
- Bugarra[158]
- Calles
- Gestalgar
- Pedralba[159] (3)
- Sot de Chera (1)

Ribera del Júcar (Alta y Baja)
- Albalat de la Ribera
- La Alcudia (2)
- Alfarp
- Algemesí (3)
- Alginet
- Almusafes
- Alcira (1)
- Benicull
- Benifayó
- Benimodo
- Carlet
- Catadau
- Corbera
- Cullera
- Fabara
- Fortaleny
- Guadasuar (2)
- Llaurí
- Llombay
- Montserrat
- Montroy
- Poliñá del Júcar
- Puebla Larga
- Real
- Riola
- Señera
- Sollana
- Sueca (1)
  - El Perelló
- Tous
- Turís

Safor
- Tabernes de Valldigna

Valencia ciudad (16)
- Castellar-Oliveral
- Faitanar
- Horno de Alcedo
- El Palmar
- Pinedo
- El Saler
- La Torre

#### Provincia de Albacete
- Letur (6)

#### Provincia de Cuenca
- Mira (1)

#### Provincia de Málaga
- Alhaurín de la Torre[160] (1)
- Álora[161]
- Málaga[112]

#### Provincia de Sevilla
- Marchena[162]

#### Provincia de Granada
- Benalúa[163]
- Cúllar[164]

#### Provincia de Cádiz
- Jerez de la Frontera[165]

#### Provincia de Huelva
- Isla Cristina[166]

#### Provincia de Zaragoza
- Villar de los Navarros[23]
- Herrera de los Navarros[23]
- Nuévalos
  - Monasterio de Piedra[90]
- Cimballa[90]
- Monterde
  - Llumes[90]
- Aldehuela de Liestos[90]
- Torralba de los Frailes[90]

#### Provincia de Teruel
- Montalbán[23]
- Hoz de la Vieja[23]

#### Provincia de Castellón
- Alcalá de Chivert
  - Alcocéber[167]

#### Provincia de Tarragona
- Deltebre[168]
- Salou[168]
- Valls[168]

#### Provincia de Barcelona
- El Prat de Llobregat[168]
- Castelldefels[168]
- Gavá[168]
- Sitges[100]

#### Provincia de Gerona
- Cadaqués[109]

#### Provincia de Almería
- Almería[110]
- Balanegra[110]
- El Ejido[110][169]
- Roquetas de Mar[110]
- Vícar[110]

#### Provincia de Murcia
- Caravaca de la Cruz[170]

### Transporte

#### Comunidad Valenciana

##### Carreteras

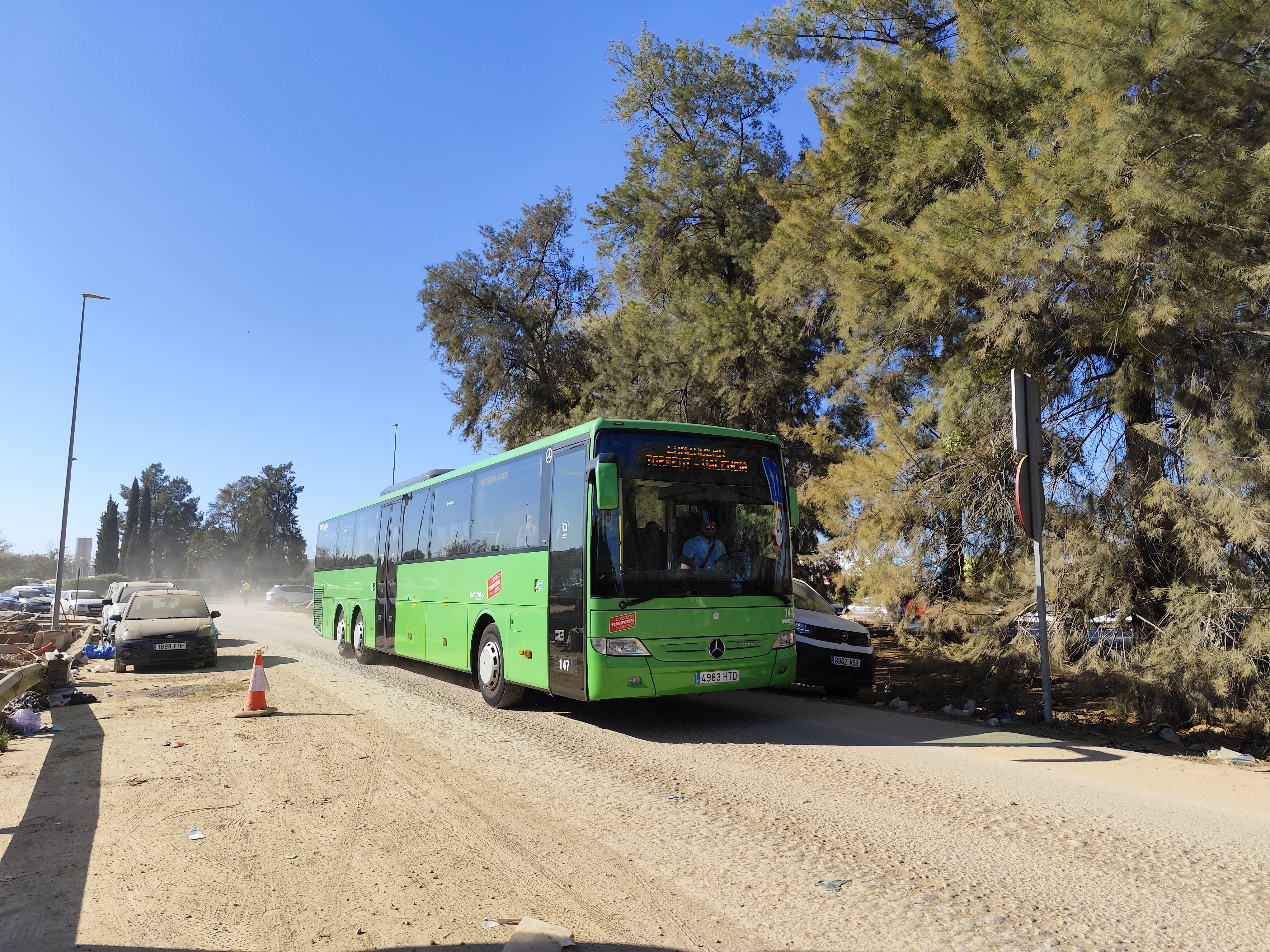
Autobús madrileño de Avanza en la lanzadera Torrent-Valencia, sustituyendo el servicio prestado por Metrovalencia

La red de carreteras sufrió afecciones muy importantes. Numerosas vías, incluyendo autopistas y autovías, se vieron afectadas por inundaciones, donde la fuerza del agua causó daños en la infraestructura y arrastró sin control los vehículos; y el viento causó vuelcos y accidentes. A consecuencia de ello, muchas vías vieron su tráfico interrumpido por las aguas y por los vehículos bloqueados donde numerosos conductores se encontraron atrapados, de los que se desconocen cifras de víctimas. Adicionalmente, varios puentes fueron destruidos por las crecidas, destacando entre ellos un viaducto del by-pass de Valencia de la A-7.
La Red de Carreteras del Estado sufrió daños en 80 km de vía. 15 km de la autovía A-7 se vieron afectados desde la capital hasta Silla, incluyendo el citado viaducto colapsado en la zona de Cuart de Poblet, causando el corte total de la A-7 entre Silla y la A-3. La V-30 y la V-31 también se vieron afectadas, siendo paulatinamente reabiertas al tráfico tras el despeje de las aguas y vehículos siniestrados. La autovía A-3 también sufrió daños similares en las proximidades de la ciudad, mientras que se tuvo que clausurar al tráfico en las zonas de Requena, Utiel y Chiva debido a los graves daños sufridos por la calzada. Por otro lado, la situación en carreteras convencionales también resultó muy grave, con daños muy graves en diversos tramos de la N-330 y N-322.
La extensión de los daños en la red autonómica y redes provinciales de carreteras aún fue mayor, causando el cierre de la circulación en una miríada de vías.[actualizar]. Destaca la gravedad de la afectación a la movilidad en el área metropolitana de Valencia (AMV) el hecho de que ahí se concentra más del 50% de los desplazamientos en la Comunidad Valenciana y que 4/5 de los trabajadores ocupados que se desplazan acuden al AMV y su entorno 

##### Ferrocarril

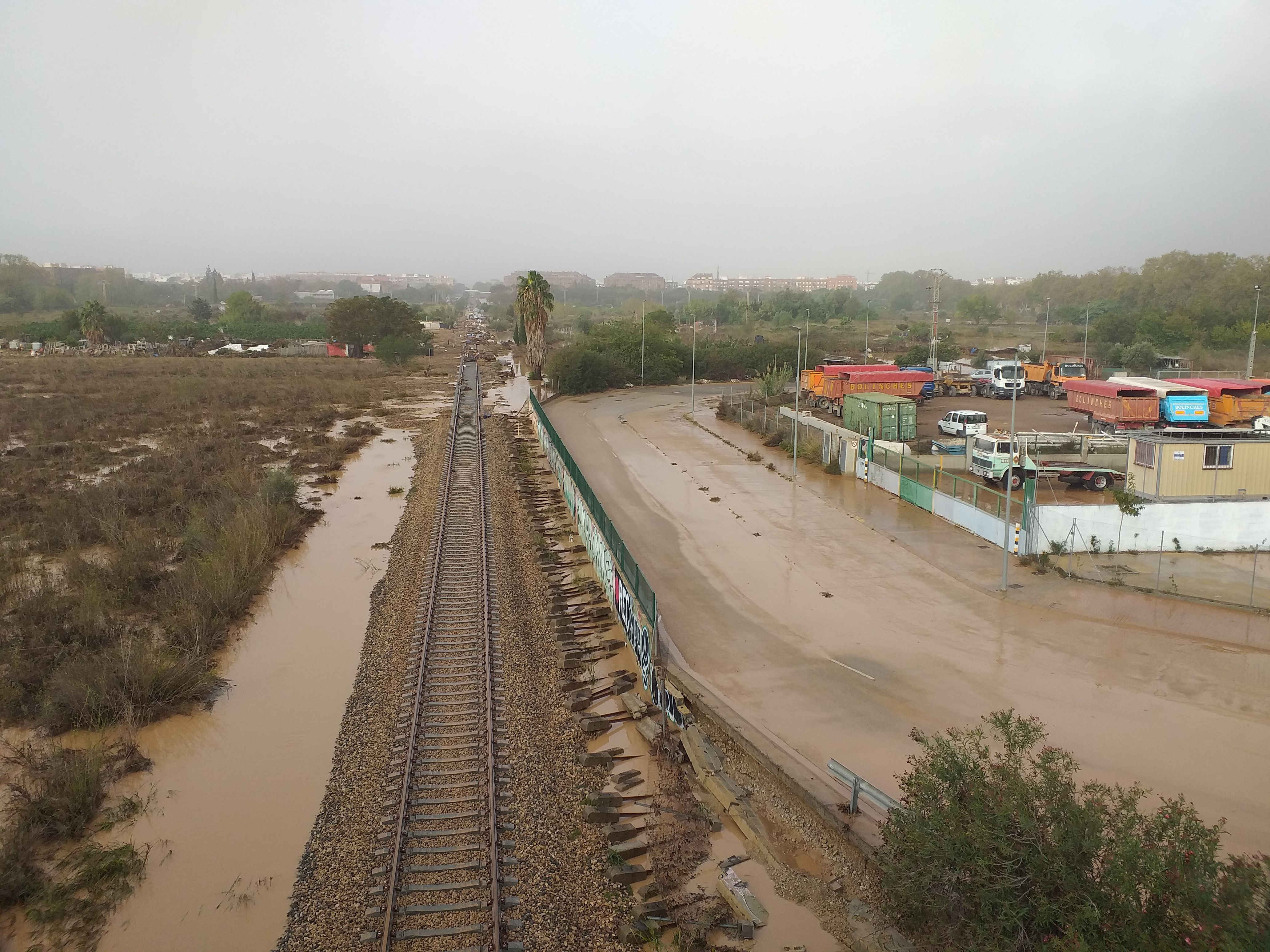
Estado en el que quedaron las vías de la línea C-3 de Cercanías Valencia

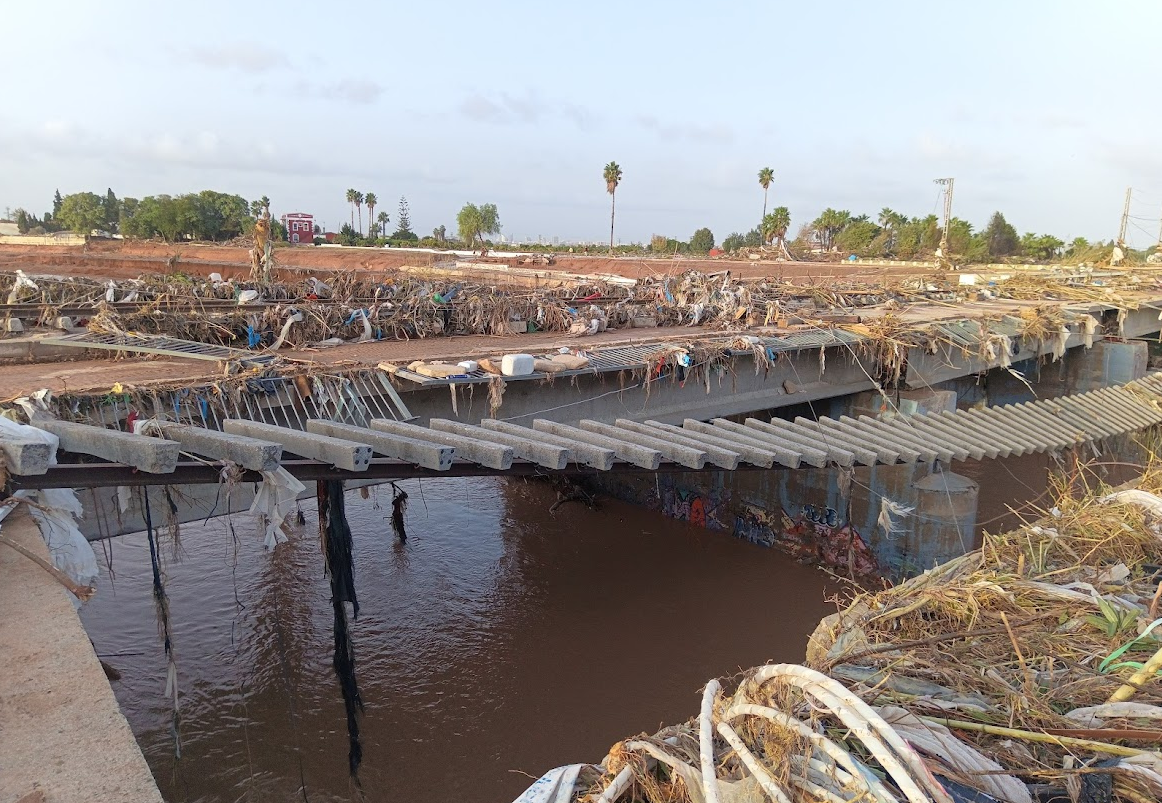
Estado en el que quedaron las vías de las líneas 1, 2 y 7 de Metrovalencia sobre el barranco del Poyo

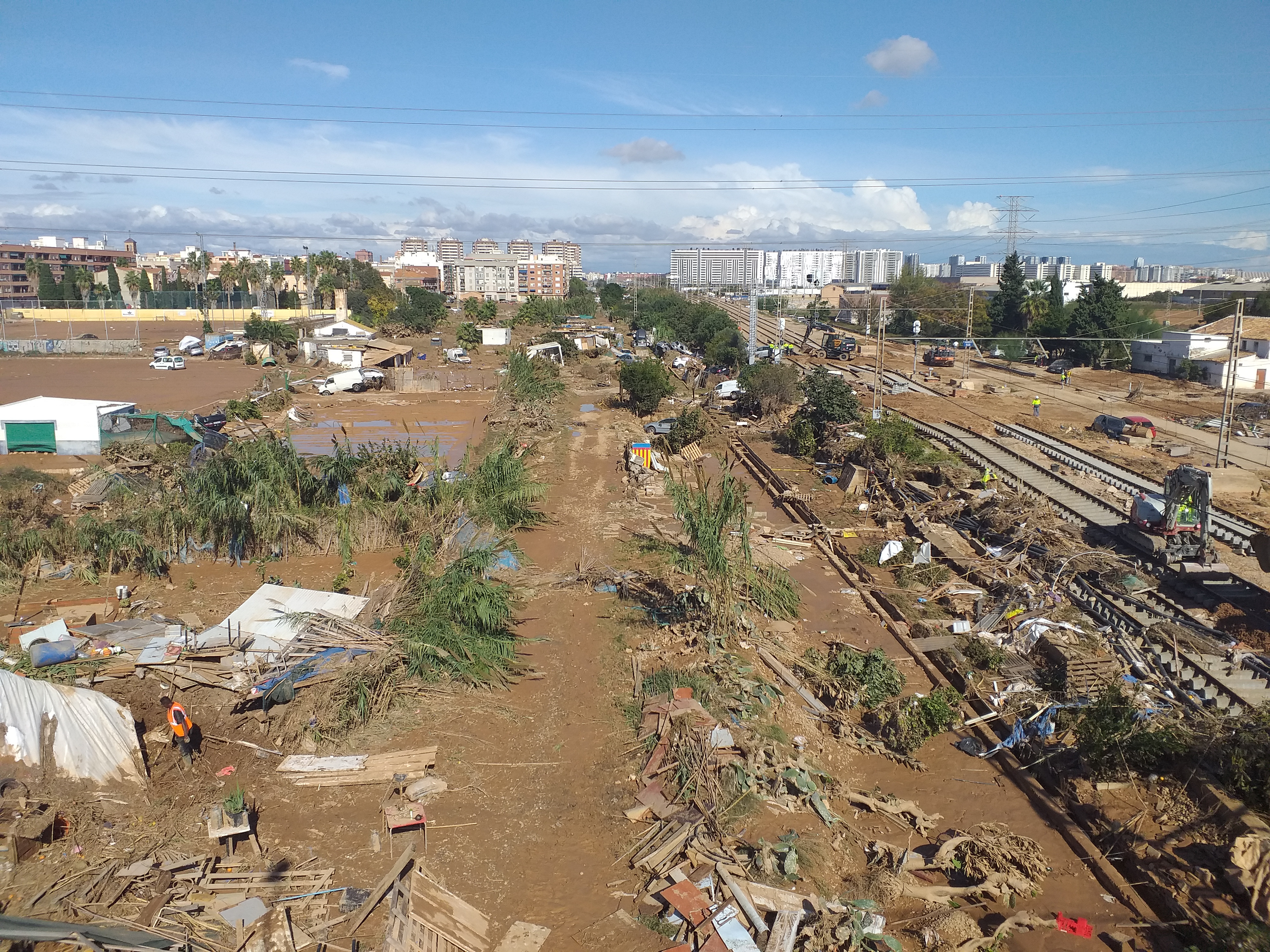
Vías de Cercanías en Sedaví

El ferrocarril resultó enormemente dañado. Adif tuvo que cortar la circulación en la línea de alta velocidad Madrid-Levante debido a daños en la infraestructura, incluyendo la inundación de varios túneles, y una parte considerable de la red de Cercanías había quedado destruida. ADIF anunció la suspensión de todos los servicios ferroviarios de Valencia durante el tiempo necesario para que la situación se normalizara.
Por su parte, FGV interrumpió el servicio comercial de toda la red de Metrovalencia por daños tanto en la infraestructura como en su centro de operaciones, que resultó anegado.Los responsables de FGV intentaron localizar por el sistema del tren-tierra a los convoyes, pero la centralita falló, con lo que solamente se pudo localizar a 19 unidades en toda la red de transportes.La diputada socialista María José Salvador denunció que el Gobierno de Mazón puso «en peligro cientos de vidas» de usuarios de Metrovalencia sin tomar «ninguna medida en materia de seguridad».
A partir del sábado 2 de noviembre, las líneas C-5 y C-6 de Cercanías y los Euromed entre Valencia y Cataluña volvieron a prestar servicio.
El 9 de noviembre de 2024, las líneas de tranvía de Metrovalencia (4, 6, 8 y 10) retomaron su servicio con horarios limitados, estableciendo un centro de operaciones provisional.
El 13 de noviembre de 2024, las líneas C-1 y C-2 de Cercanías recuperaron su servicio en los tramos Silla-Gandía y Carcagente-Mogente, respectivamente.
Finalizados los trabajos urgentes en la infraestructura, el 14 de noviembre de 2024 se recuperó el servicio ferroviario en la Línea de alta velocidad Madrid-Levante sin restricciones.
El 27 de noviembre de 2024, reabre el tramo Alcira-Carcagente de la línea C-2 de Cercanías.
El 3 de diciembre de 2024, las líneas 3, 5 y 9 de Metrovalencia retomaron su servicio con horarios limitados, mientras que las líneas 1, 2 y 7 volvieron a prestar servicio de forma parcial en los tramos no afectados del norte de la red.
El 10 de diciembre de 2024, el tramo común de las líneas C-1 y C-2, entre las estaciones de Valencia-Norte y Catarroja, recuperó el servicio con horarios limitados. El 12 de diciembre de 2024, reabrió el tramo de la línea C-3 entre las estaciones de Valencia-Norte y Aldaya.
Finalmente, las líneas C-1 y C-2 de Cercanías fueron reabiertas en su totalidad el 16 de diciembre de 2024. Dicha reapertura conlleva también la normalización de los servicios Media Distancia prestados por Renfe.
Desde el 18 de febrero de 2025, los trenes de las líneas 1, 2 y 7 de Metro llegan a la estación de València-Sud.
La reapertura total de todas las líneas de Metro se produjo el viernes 27 de junio de 2025.
La línea C-3 de Cercanías, entre Aldaya y Utiel, continúa siendo reconstruida prácticamente desde cero. Reabrirá entre Aldaya y Buñol a finales del año 2025, mientras que la reapertura total hasta Utiel está planificada para finales de 2026.

##### Aviación
Treinta vuelos fueron desviados del Aeropuerto de Valencia debido a las fuertes lluvias y vientos, mientras que otras cuarenta y nueve llegadas y salidas al aeropuerto fueron canceladas.

##### Puertos
Se efectuó el cierre de los puertos de Valencia, Sagunto y Gandía, sin tener que lamentar daños en los mismos.

##### Vehículos
La DANA destrozó unos 120 000 vehículos en las calles, carreteras y zonas inundadas de la provincia de Valencia. Durante el mes de noviembre de 2024, los vehículos destrozados fueron retirados a cementerios provisionales en los pueblos de la Huerta Sur, para luego ser reciclados en los meses posteriores. Los vehículos declarados por el Consorcio de Compensación de Seguros como siniestro total podían ser enviados directamente al desguace por las administraciones públicas.
En muchos casos, no se pudo establecer la localización de los vehículos debido a que el agua los arrastró a largas distancias. Las personas propietarias, al quedar sin medio de locomoción, sufrieron complicaciones para acudir al trabajo, a la escuela, a comprar o, incluso, al hospital en caso de emergencia.
La Dirección General de Tráfico eliminó las tasas y simplificó los trámites relacionados con los vehículos afectados por la DANA. A 4  de diciembre de  2024 se habían registrado más de 109 000 bajas temporales y 1880 bajas de vehículos afectados.
El 16 de diciembre hubo un incendio en un descampado cerca de Catarroja donde se encontraban vehículos siniestrados a la espera de que se descontaminasen. Al menos 50 de los vehículos salieron ardiendo. La alcaldesa del pueblo afirmó que llevaba denunciando la situación desde el 4 de diciembre, pero que la Generalidad no estaba actuando con la suficiente celeridad a pesar de que el Gobierno de España aprobó un decreto en el que se autorizaba la retirada de los vehículos. A 22 de enero de 2025, se habían contabilizado otros tres incendios más en otras campas.

##### Ascensores
La DANA dañó cerca de 10 000 ascensores en la provincia de Valencia, en los que entró el agua y el lodo igual que en los garajes, lo que dificultó e incluso impidió el transporte en altura de personas con movilidad reducida. Centenares de personas no salen de sus viviendas desde el 29 de octubre de 2024 hasta que arreglen los 6600 ascensores rotos que aún siguen sin estar en servicio desde ese día. La reparación puede tardar varios meses, debido a la falta de técnicos cualificados en ascensores y a que los bomberos continúan realizando trabajos de limpieza de los miles de ascensores afectados.Ese fatídico día, los técnicos de asistencia de ascensores triplicaron los servicios por rescates en las cabinas a causa de los cortes de luz, de las lluvias, y de las inundaciones de los fosos de los ascensores, en una jornada caótica y de récord de intervenciones, intentando salvar la vida de cientos de usuarios atrapados en los ascensores.
A 100 días de la DANA, había 4660 ascensores todavía fuera de servicio, teniendo que cambiar por completo 2500 a un precio superior a los 60 000 euros cada uno, sin técnicos suficientes para reparar e instalar los ascensores.

##### Migrantes
Miles de migrantes sin papeles se quedaron sin casa y sin trabajo durante la DANA, y sin ninguna posibilidad de ayuda.
Después de más de tres meses en los que estos migrantes enfrentaban mayores obstáculos para salir adelante tras la riada, sin poder acceder a las ayudas estatales de emergencia, el Gobierno de España tomó medidas para facilitar la residencia y el trabajo de los extranjeros afectados por la DANA, para evitar situaciones de irregularidad sobrevenida.
Migraciones concedió autorizaciones de residencia y trabajo de un año de duración a las víctimas en situación irregular, una medida excepcional que ya se aplicó a las víctimas sin papeles de los atentados del 11-M. La regularización benefició a los inmigrantes irregulares, y a sus familiares, que tuvieran el domicilio o su lugar de trabajo en alguno de los municipios afectados por la DANA entre el 28 de octubre y el 4 de noviembre de 2024.

##### Pruebas judiciales
La DANA destruyó las pruebas recabadas por la policía en el incendio de Campanar del 22 de febrero de 2024, que causó 10 muertos. El agua afectó a otras 30 000 piezas del partido judicial de Valencia y de la Audiencia Provincial de Valencia que se encontraban en una nave, propiedad de la Generalidad Valenciana, ubicada en el municipio de Ribarroja del Turia.

##### Patrimonio cultural

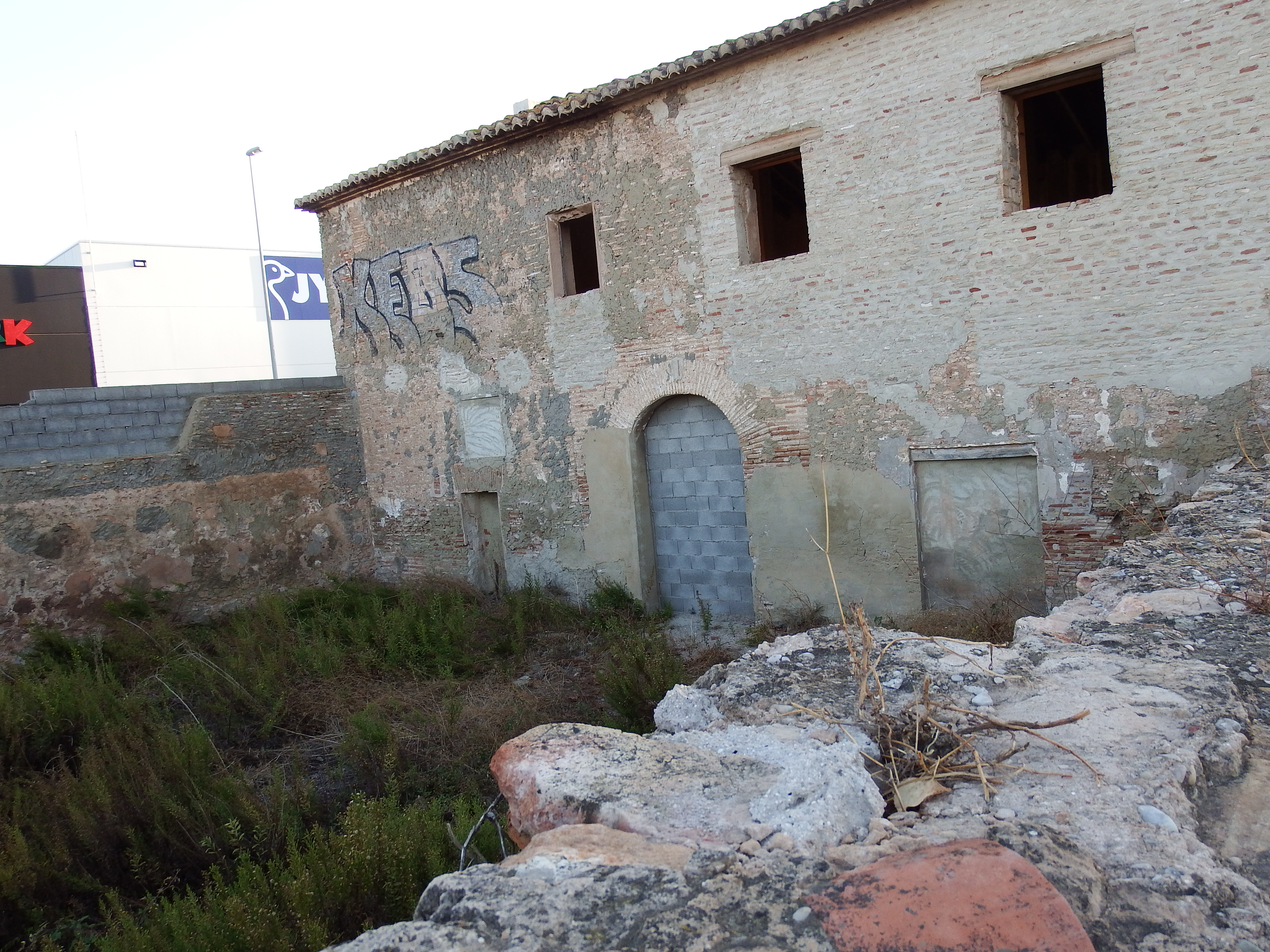
Estado original de la Alqueria Nova
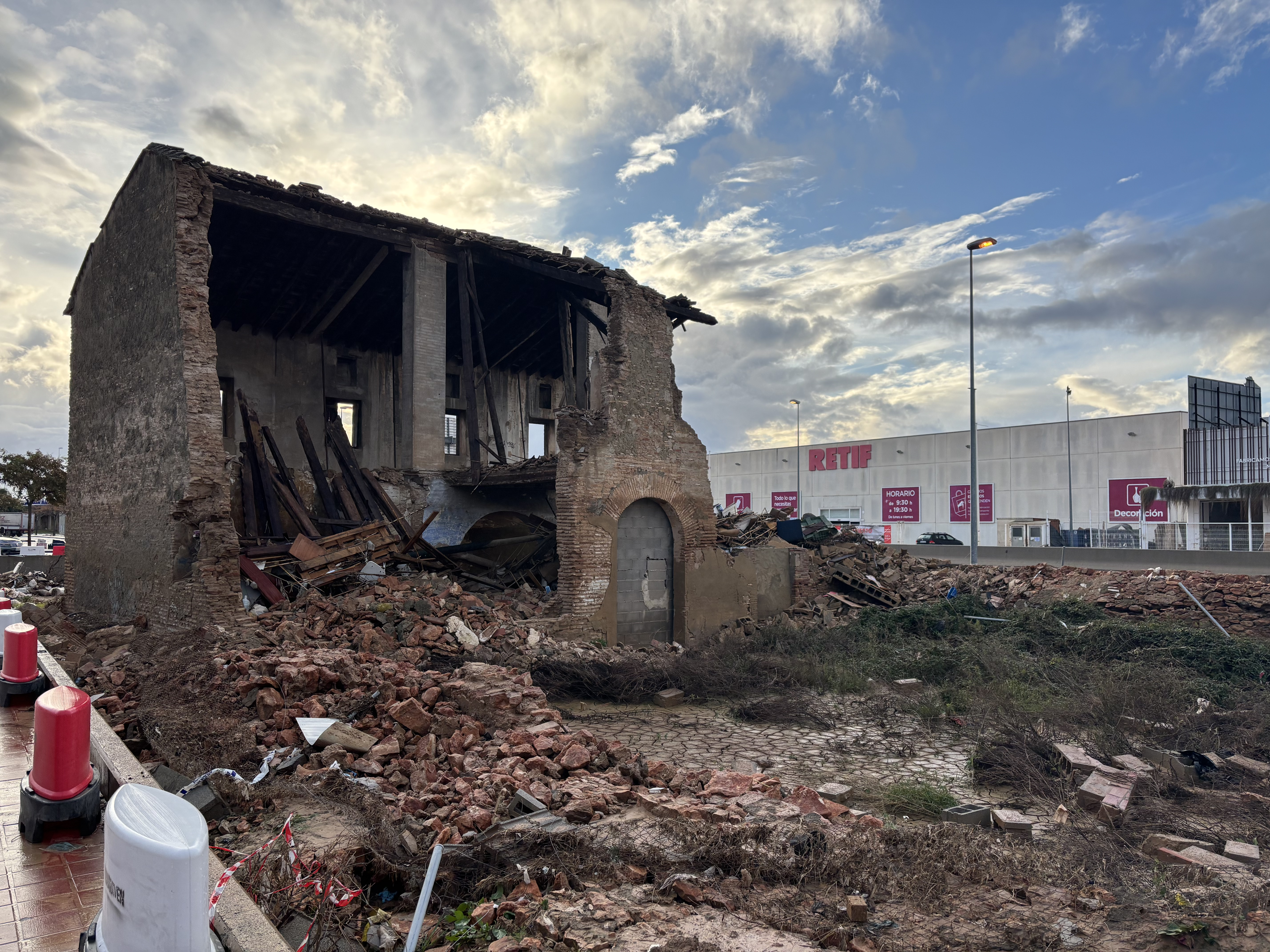
Alqueria Nova de Alfafar, enero de 2025
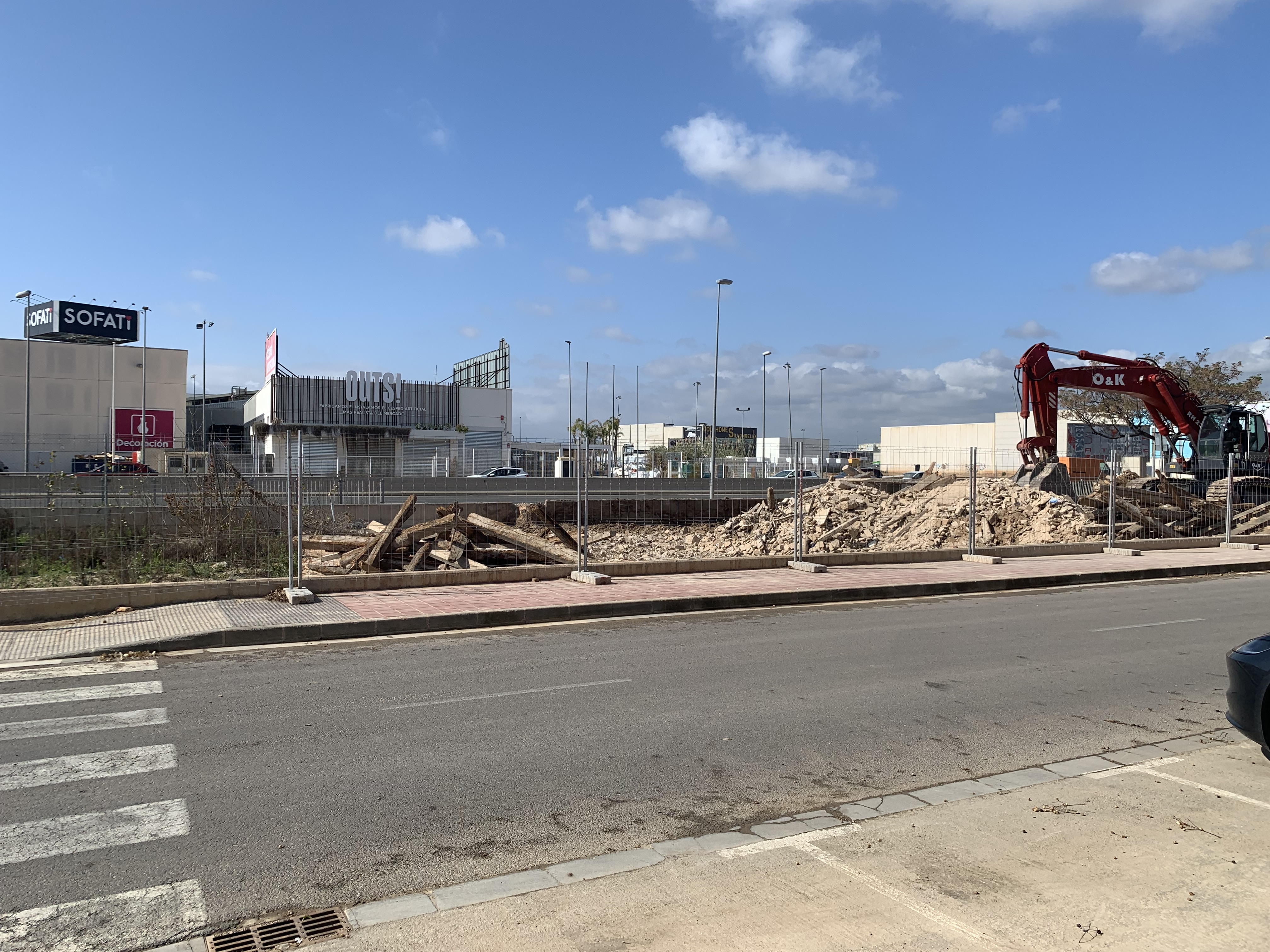
Alqueria Nova de Alfafar, abril 2025

Numerosos inmuebles del patrimonio cultural de la zona resultaron dañados, algunos de ellos se consideraron irrecuperables.
Entre los edificios afectados se encuentran la alqueria Nova en el municipio de Alfafar, o la alquería de Pastor en el de Valencia. En las alquerías de Baix y de Rocatí, ambas en Faitanar, los técnicos municipales consideraron que habría que realizar derribos y reconstrucciones.
También en el municipio de Valencia, resultaron dañadas las iglesia de La Torre y de Horno de Alcedo.
El cementerio del municipio de Sedaví, catalogado como bien de relevancia local,resultó dañado y el consistorio declaró una parte en ruina.
En el municipio de Torrente resultaron dañados los acueductos de Els Arquets de Dalt y Els Arquets de Baix.
Respecto del patrimonio cultural mobiliario, también hubo pérdidas, como en el caso de los archivos parroquiales de La Torre.
Las Fallas de Valencia son un Patrimonio Cultural Inmaterial de la Humanidad,que se vio afectado por la DANA. Las Fallas se convirtieron en un símbolo de resiliencia en muchos municipios valencianos, ya que la riada dañó 21 talleres de artistas falleros y arrasó con más de un centenar de comisiones falleras, y con casales cerrados en los 75 municipios afectados.Muchas fallas se reconstruyeron en tiempo récord y el ninot infantil indultado de las Fallas 2025 fue un homenaje a los voluntarios en el puente de la Solidaridad, la pasarela por la que miles de voluntarios salieron desde la ciudad de Valencia, los días siguientes a las inundaciones de la DANA, hacia los municipios de la comarca de la Huerta Sur para ayudar a los damnificados.

## Reacciones

### Nacionales

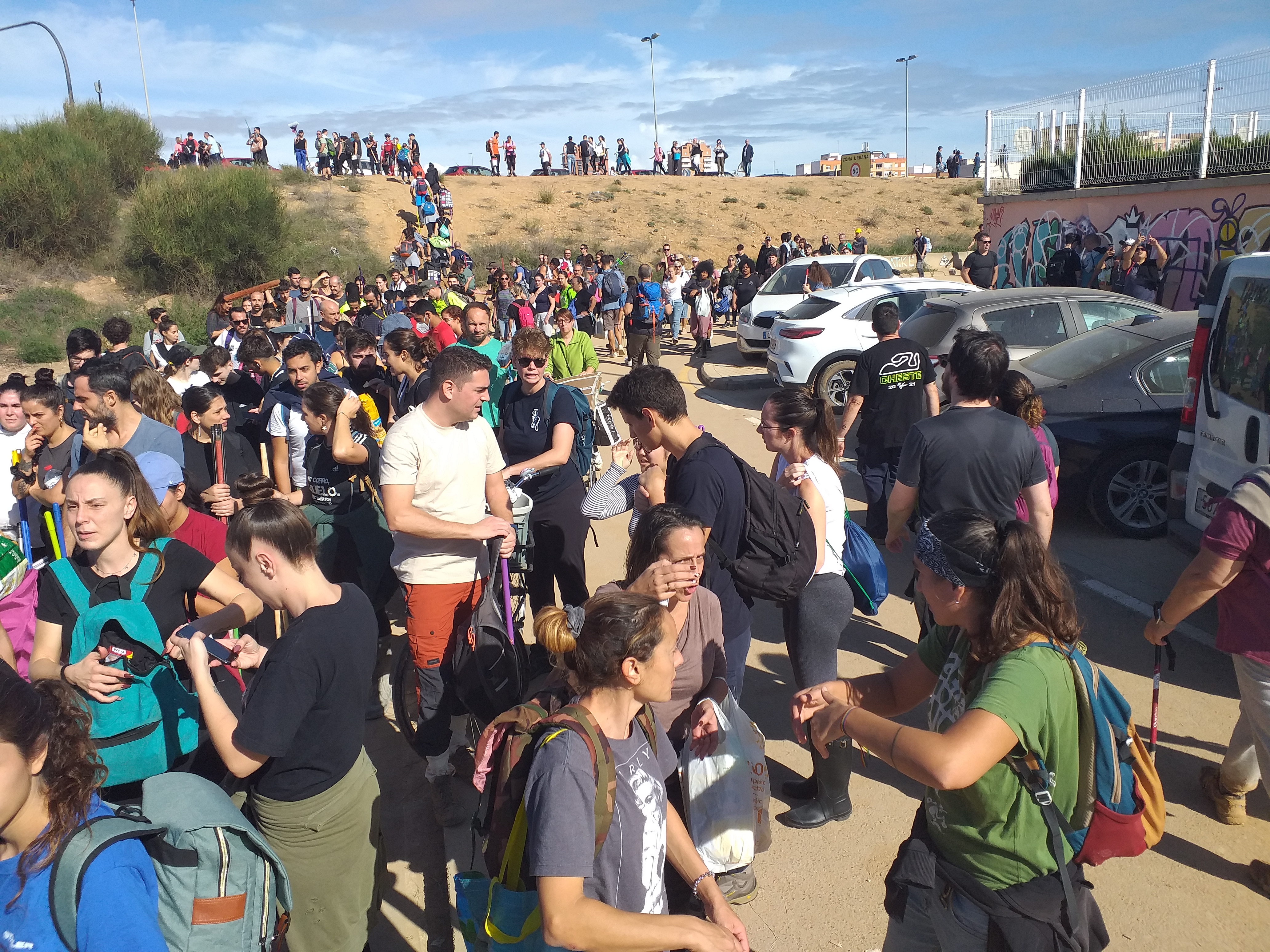
Voluntarios y vecinos caminando desde Valencia ciudad a los pueblos de Benetúser, Alfafar y Catarroja para donar alimentos y ayudar a limpiar. El 2 de noviembre, más de 15 000 voluntarios acudieron para ayudar en las zonas afectadas

El Gobierno de la Generalidad Valenciana, presidido por Carlos Mazón, del Partido Popular valenciano, asumió el mando de la gestión de la catástrofe indirectamente el martes 29, de acuerdo con la ley autonómica de Protección Civil y Gestión de Emergencias, recayendo la máxima responsabilidad en la consejera de Justicia e Interior, Salomé Pradas Ten, pero no declaró la «situación de emergencia catastrófica», el nivel máximo de alerta que permite esta legislación autonómica y que supondría que el presidente de la Comunidad Valenciana, Carlos Mazón, asumiera el mando único del desastre personalmente.
El Gobierno de España estableció un comité de crisis para coordinar la respuesta nacional al desastre y, el presidente del Gobierno, Pedro Sánchez del Partido Socialista Obrero Español, hizo pública su supervisión de los informes de daños y las actualizaciones sobre personas desaparecidas. El líder la oposición, Alberto Núñez Feijóo, del Partido Popular, pidió al Gobierno central declarar la «emergencia nacional» o «situación operativa 3», de acuerdo con la ley nacional del Sistema Nacional de Protección Civil, que permitiría al Gobierno central, concretamente al Ministerio del Interior, asumir el mando único, quitándoselo a la Generalidad Valenciana, de su mismo partido. El Gobierno indicó que no lo hizo porque las autoridades locales son las que mejor conocían el terreno a nivel local. La Generalidad también podría solicitar la «situación operativa 3», para que el Gobierno central tomase el mando único, pero tampoco lo consideró necesario. Fueron polémicas las declaraciones del presidente del Gobierno, Pedro Sánchez, dirigidas a la Generalidad Valenciana: «El Gobierno central está listo para ayudar. Si necesita más recursos, que los pida», aludiendo a que es la Generalidad Valenciana quien ostenta el mando de la gestión de la catástrofe y que, por ley, todo lo que haga el Gobierno central, tiene que ser con autorización del Gobierno autonómico, pero que algunas personas interpretaron como dejación de funciones por parte del ejecutivo central.
Pedro Sánchez, presidente del Gobierno de España, dio orden a los miembros de su ejecutivo de no polemizar con la Generalidad Valenciana y esforzarse en mostrar una imagen de unidad de las administraciones públicas. En este sentido, Carlos Mazón, presidente de la Generalidad Valenciana le agradeció: «Gracias por venir tan pronto y por el contacto que desde el principio tuve contigo a través de WhatsApp, con la vicepresidenta y con el comité donde estaban también ministro del Interior ministra de Defensa desde el primer momento. Esta colaboración y esta coordinación son fundamentales, son necesarias, y vamos a seguir con ellas», después de que Feijóo afeara al Gobierno su falta de colaboración. «Insisto, muchas gracias, presidente, por tu cercanía, por tu presencia tan rápida y tan adecuada para todos nosotros. Recibimos este mensaje con mucho cariño», añadió. Solamente hubo algunos puntos disonantes, por ejemplo, cuando la ministra de Defensa, Margarita Robles, indicó que para el Ejército «supuso una frustración el no poder trabajar en más sitios [...] Efectivamente los militares estaban todos preparados para poder intervenir, pero usted sabe que la dirección de la emergencia corresponde a la Generalitat, no correspondía ni corresponde al Gobierno de España [...] Ellos entendieron, y yo respeto las decisiones, aunque no las comparto obviamente en este caso, que la UME tenía que trabajar solamente en la zona de Utiel-Requena». La portavoz del Gobierno valenciano, Ruth Merino, calificó estas declaraciones de «intolerable deslealtad»: «pensábamos que la ministra no sería capaz de meterse con las personas ni de jugar con su dolor [...] no es tanto un problema de número de militares, sino de las capacidades en función de lo que se necesite [...] la ministra de Defensa sabe perfectamente que la UME actúa desde el primer momento en la emergencia de la DANA». En este sentido, diversos medios publicaron que Pilar Bernabé, delegada del Gobierno central en la Comunidad Valenciana, llamó a la consejera de Justicia e Interior, Salomé Pradas Ten, a las 12:23, a las 12:48 y a las 14:00 para ofrecerle la intervención de la UME, hasta que la aceptó, limitada inicialmente a la zona de Utiel.
El Gobierno central declaró luto oficial por la tragedia en toda España, de los días 31 de octubre a 2 de noviembre, así como la confirmación de la declaración de «zona gravemente afectada», lo que antes se conocía como «zona catastrófica».
Existió polémica al conocerse en este contexto que el Gobierno de la Comunidad Valenciana, presidido por Carlos Mazón, del Partido Popular valenciano, había suprimido un año antes la Unidad Valenciana de Emergencia (UVE), creada por el anterior gobierno de Ximo Puig, del PSPV-PSOE, porque «enfrentaba a los bomberos entre sí y que lo que no está es reforzándolos, ayudándolos, dándoles equipamientos o protegiéndolos» y acusó al anterior Gobierno de «crear nuevos chiringuitos como esta nueva UVE».
Los diversos gobiernos autonómicos pusieron a disposición del Gobierno de la Comunidad Valenciana numerosos efectivos. Sin embargo, el ejecutivo de Carlos Mazón recibió críticas por rechazar la ayuda de algunos efectivos como la de la unidad de élite de bomberos de Cataluña, aunque finalmente llegaron el día 1. También se recogió en medios que los bomberos de Bilbao fueron movilizados hasta en tres ocasiones, pero que se les «impedía ir». Asimismo, suscitaron polémica las declaraciones del ministro del Interior francés, Bruno Retailleau, afirmando ante los medios de comunicación de su país que le ofreció 250 bomberos a su homólogo español, Fernando Grande-Marlaska, pero que este le dijo que «no hacía falta». Sin embargo, el día 1, un equipo de los bomberos franceses llegó a Alfafar. El ministerio del Interior de España indicó que «el ministro no acepta o deniega ayudas», sino que «es la dirección de la emergencia, que en nivel 2 corresponde a la Generalitat», añadiendo que «el Gobierno traslada los ofrecimientos al Gobierno valenciano y es él quien determina y solicita las colaboraciones de otros países». En este mismo sentido, el presidente de El Salvador, Nayib Bukele, afirmó «Nosotros teníamos una misión lista para ir a Valencia, con 300 rescatistas, insumos médicos, alimentos. Un avión lleno. Lo tenemos listo desde hace días. Entiendo que el Gobierno de España, por alguna razón, no está aceptando ayuda internacional y podemos enviarlo aquí mañana mismo».
El Gobierno valenciano habilitó Feria Valencia como morgue. El día 1, suscitaron polémica las declaraciones de la consejera de Innovación, Industria, Comercio y Turismo, Nuria Montes, quien dijo, de forma muy tajante, que «es muy importante que todas las personas sepan que aquí no se van a entregar cuerpos a familias. No se va a permitir el acceso de familiares a la zona donde tenemos custodiados a todos los fallecidos, así que tienen que esperar de manera obligatoria la llamada del juzgado y la entrega de la documentación pertinente. Las familias, en el mejor lugar donde pueden esperar las noticias de sus familiares, es en sus domicilios». Posteriormente, se disculpó y lamentó que sus palabras «hayan estado faltas de la empatía y la sensibilidad que requiere estos momentos». Explicó que la UME le había indicado su preocupación porque los familiares entendieran que Feria Valencia se pudiese convertir en un punto para aquellos que buscan información sobre sus familiares desaparecidos y que, por ello, «decidimos lanzar un mensaje a los medios de comunicación con el único objetivo de que el protocolo se llevara a cabo con la máxima rigurosidad y, desde luego, se garantizara la seguridad de todo este proceso».

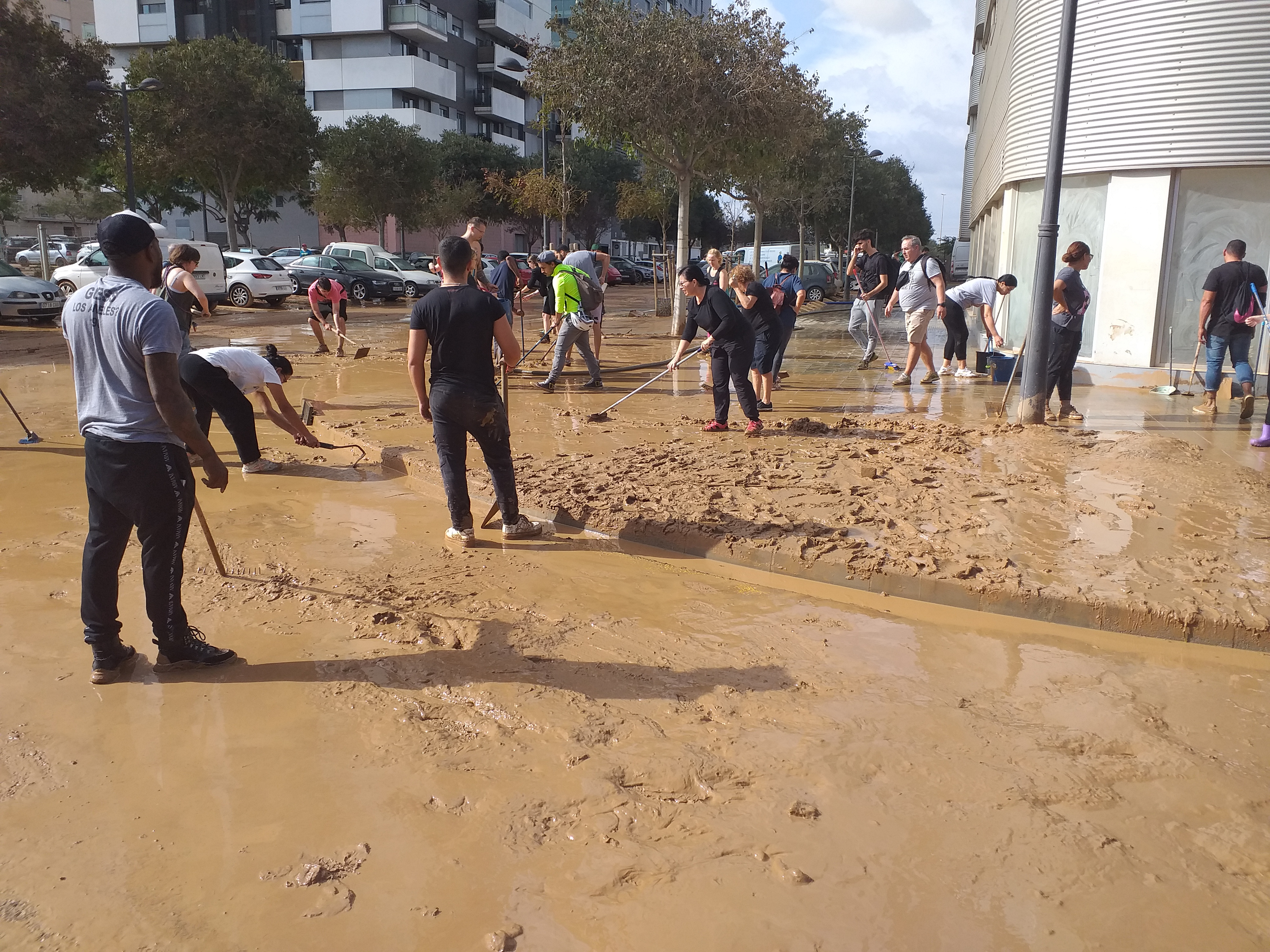
Voluntarios y vecinos ayudando a limpiar el barro de las aceras en La Torre

La reacción de las administraciones públicas ante la catástrofe fue calificada de lenta, descoordinada, deficiente o insuficiente. Miles de voluntarios llegaron a pie a los municipios afectados para aportar ayuda en las tareas de limpieza y entregar agua y víveres a sus conciudadanos. En redes sociales se hizo viral la frase «Solo el pueblo salva al pueblo».

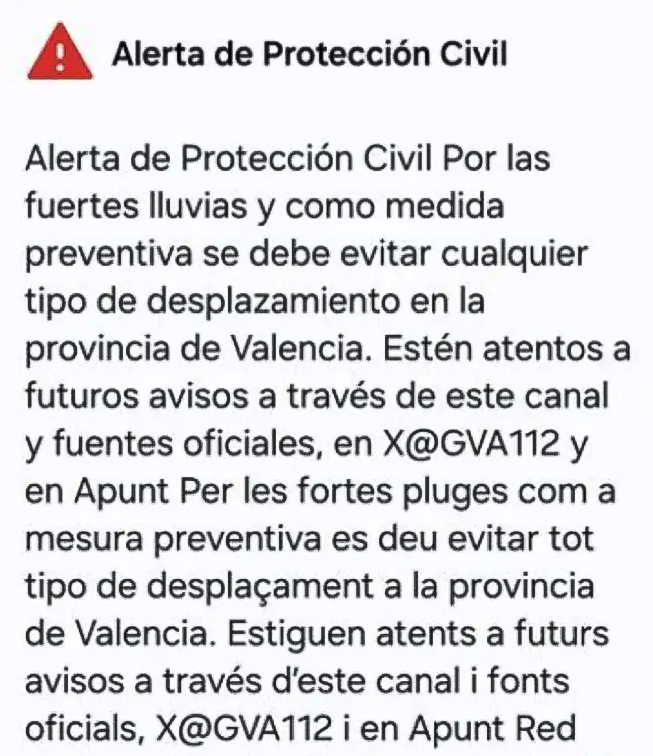
Alerta ES-Alert enviada a todos los teléfonos móviles de la provincia de Valencia el día 29 de octubre a las 20:11

El 3 de noviembre, Pedro Sánchez, presidente del Gobierno central, declaró que el Gobierno solicitará el Fondo Europeo de Solidaridad a la Comisión Europea, para paliar los daños inmediatos de la catástrofe, como el restableciendo de suministros básicos, infraestructuras esenciales como carreteras, vías férreas o transporte público, y en última instancia la reconstrucción de los edificios, viviendas y bienes personales a medio plazo.
El martes 5 de noviembre, Pedro Sánchez anunció un plan de 10 600 millones de euros para los afectados de la DANA, cubriendo el 100 % de los gastos de los ayuntamientos afectados, hasta 60 000 euros por vivienda y 10 300 por muebles y electrodomésticos. El jueves 7 de noviembre, el Gobierno de España anunció que reformaría los fondos europeos para poder financiar con ellos la reconstrucción en Valencia después de las inundaciones, habiéndoselo comunicado ya a Bruselas, que se mostraría ya receptiva a la solicitud.
El 5 de noviembre, diversos medios publicaron que el presidente de la Comunidad Valencia, Carlos Mazón, después de un acto con la patronal y los sindicatos, habría estado en un almuerzo de carácter privado mientras se celebraba la reunión del CECOPI para evaluar la situación de emergencia, que arrancó a las 17:00 y a la que Mazón habría llegado sobre las 20:28 y «hubo que explicarle los temas tratados», aunque «estaba informado», según su equipo. El día 7, en declaraciones a los medios de comunicación, Mazón indicó que estaba en un «almuerzo de trabajo». En un primer momento, el gabinete de prensa de la Generalidad afirmó que Mazón se encontraba en una comida oficial con el presidente de la patronal valenciana a las 15:00, si bien esa reunión no aparece en la agenda oficial del presidente para ese día. El propio presidente de la patronal, Salvador Navarro, salió a desmentirlo y a afirmar que se reunió con Mazón ese día, pero a las 13:30, y que el presidente no le comentó nada sobre el asunto. Después se supo que se habría reunido para comer en el restaurante El Ventorro, que no tenía cobertura, con la periodista Maribel Vilaplana para ofrecerle la dirección del canal autonómico valenciano À Punt. Esta reunión no fue publicada en el portal de transparencia, y consecuencia de ella, Carlos Mazón acudió tarde a la reunión del comité de emergencias para gestionar la catástrofe, a las 20:28, y según fuentes de la reunión, hubo que explicarle desde el principio el contenido de la misma, lo que retrasó la capacidad de reacción inicial. Mazón justificó su aparición más tarde: «Todo cambió a las siete de la tarde».
El 7 de noviembre, se supo que la alerta ES-Alert, que envió la Generalidad Valenciana a las 20:11 del día 29 de octubre, se envió por el riesgo de rotura de la presa de Forata, no por las inundaciones que a esa hora ya asolaban las localidades ribereñas del barranco del Poyo. En una entrevista en À Punt, la consejera de Justicia e Interior, Salomé Pradas Ten, responsable por ley del mando único de la catástrofe, dio a entender que no conoció la existencia del sistema de envío de alertas a los móviles, ES-Alert, hasta que se lo comentó un técnico, tras la llamada del secretario de Estado de Medio Ambiente, Hugo Morán, alertándole a las 20:00 de que existía riesgo de rotura de la presa de Forata: «Ahí es cuando un técnico nos informa que existe un mecanismo que se denomina ES-Alert, que no está reglado ni en nuestros planes autonómicos, que es todavía un borrador». Posteriormente, en X, indicó: «[...] por supuesto que conocía la existencia del sistema de envío masivo de mensajes de alertas a la población en casos de emergencias, sistema que se activó por parte del Cecopi una vez que el Ministerio de Transición Ecológica me reconoció a las 20 horas del 29 de octubre el riesgo inminente de rotura de la presa de Forata». El anterior Gobierno, presidido por Ximo Puig, presentó este sistema en 2022, y en mayo de 2023, realizó un ensayo general en la comarca de la Vega Baja del Segura. El sistema fue empleado, por primera vez en España el 21 de febrero de 2023, cuando se produjo la rotura de una tubería de gas en Cabanillas del Campo (Guadalajara), y de manera más amplia y mediática por el Gobierno de la Comunidad de Madrid, presidido por Isabel Díaz Ayuso, del Partido Popular, para alertar de un temporal de lluvia en septiembre de 2023. En un audio filtrado de la reunión del CECOPI, publicado por la Cadena SER, se puede escuchar a los integrantes del dispositivo de emergencias debatiendo el envío de la alerta ES-Alert ya a las 19:15.
La ministra de Trabajo y Economía Social del Gobierno de España, Yolanda Díaz, anunció un permiso laboral retribuido del 100 % del salario para los trabajadores afectados por la DANA que no pudiesen asistir a su trabajo por tener que cuidar de familiares, tener problemas de desplazarse hasta el mismo o dificultades de conectividad para teletrabajar, a lo que Antonio Garamendi, presidente de la CEOE, respondió que no se entiende que, por hacer política, «se planteen escudos sociales a costa de empresas que están arruinadas».
El 8 de noviembre, el Tribunal Superior de Justicia de la Comunidad Valenciana aceptó un recurso de un particular contra el Gobierno de la Generalidad Valenciana por «inactividad». Este mismo tribunal elevó al Tribunal Supremo otra demanda de la asociación Liberum contra el Gobierno de España por «inacción».
El 8 de noviembre, Teresa Ribera, ministra para la Transición Ecológica y el Reto Demográfico del Gobierno de España, afirmó en una entrevista: «Me costó hasta cuatro llamadas localizar al señor Mazón esa misma tarde». Mazón respondió en su cuenta de X escribiendo: «Basta de manipulaciones. Este SMS, a las 20:20h después de enviar la alerta y sin cobertura en el CECOPI. Eso es lo que ocurrió», para mostrar, a continuación, un SMS que recibió de la ministra a las 20:20: «Presidente, soy Teresa R. Estamos pendientes y preocupados. El presidente de la CHJ está inquieto pero manejando con máxima prudencia. Marlaska y Protección Civil, en ello. Aemet, siguiendo evolución. Dime cualquier cosa en la que podamos ayudar».
Desde 1994, existieron proyectos para la adecuación y drenaje del barranco del Poyo con los Gobiernos de Felipe González, José María Aznar y Pedro Sánchez, pero no fueron realizados por razones presupuestarias.
El Partido Popular responsabilizó de la catástrofe a Teresa Ribera, ministra para la Transición Ecológica y el Reto Demográfico del Gobierno de España, e intentó frustrar el acuerdo entre el Partido Popular Europeo (PPE), el Grupo de la Alianza Progresista de Socialistas y Demócratas (S&D) y Renovar Europa (Renew) para renovar la Comisión Europea, presidiéndola de nuevo, Ursula Von der Leyen, del PPE, con Teresa Ribera como vicepresidenta y responsable de competencia y políticas verdes: «Destaco la contradicción terrible que cometemos al dedicarnos a lamentar las muertes al mismo tiempo en la habitación de al lado premiamos con una vicepresidencia de la Comisión Europea a la ministra que en el Gobierno de España es la competente en inundaciones [...] ¿Precisamente la ministra competente va a ser premiada cuando todavía hay cuerpos sin recuperar debajo del barro?», indicó Esteban González Pons. Iratxe García, de S&D, contestó: «Ayer mismo tuvieron la desfachatez de acusar a Teresa Ribera con ser la responsable de la gestión de la DANA con el único objetivo cobarde de ocultar sus propios errores». El diputado neerlandés Bas Eickhout, del Partido Verde Europeo, calificó de «espectáculo vergonzoso» este debate: «Parece que estemos en el Parlamento español», lamentó, y criticó que estos partidos tardaran «30 segundos» en convertir el debate en un «juego político», lo que consideró que es «faltar el respeto a las víctimas».
El 26 de noviembre, el presidente de la Generalidad Valenciana, Carlos Mazón, eliminó en un decreto de emergencia el tope salarial que existía para los miembros del Gobierno valenciano. Así las nuevas incoporaciones podrán cobrar más que el propio presidente.
El 28 de noviembre, el Gobierno de Pedro Sánchez, con Yolanda Díaz al frente del Ministerio de Trabajo y Economía Social, aprobó por la vía de urgencia, tras las inundaciones, los llamados «permisos climáticos», es decir, modifica el artículo 37.3 del Estatuto de los Trabajadores para incluir el derecho de los trabajadores a recibir un permiso retribuido de hasta 4 días, prorrogables en caso de forzosa necesidad, en el caso de ocurrir una catástrofe, debido a la imposibilidad de acceder al puesto de trabajo o de realizar sus labores, prohibiendo la rescisión del contrato laboral por esta causa.
El 3 de diciembre resultaron polémicas las declaraciones de una senadora del Partido Popular y alcaldesa de Bigastro (Alicante), Teresa Belmonte, equiparando la «pérdida» de las consejeras Pradas y Montes con los muertos en la catástrofe. Tras elló declaró: «Pido disculpas sinceras, sin excusas. Es evidente que absolutamente nada es equiparable a los daños y a las víctimas de la DANA. Ha sido una comparación desafortunada y siento mucho haberla hecho. Todo mi apoyo y cariño a los cientos de miles de afectados».
El 26 de diciembre la Presidencia de la Generalidad Valenciana ofreció la última versión sobre la comida de Mazón del 29 de octubre en el restaurante El Ventorro. No fue una comida privada, ni una comida oficial como presidente valenciano, sino una comida de trabajo como presidente del PP valenciano, por lo que no tenía obligación de enseñar la factura de la comida a los valencianos. Según Presidencia de la Generalidad, cuando salió del Palacio de la Generalidad Valenciana a las 15 horas dejó sus responsabilidades como máxima autoridad. Lo hizo durante el trayecto de siete minutos que lo separaba del restaurante. Mazón se quitó el traje con el que representaba a la institución y pasó a ser solo el presidente del PP valenciano, un ciudadano más, hasta que apareció en el Centro de Emergencias de La Eliana más de cuatro horas después de irse a comer.
En enero de 2025, fueron polémicas las declaraciones de Carlos Mazón en las Cortes Valencianas aseverando: «Le doy la enhorabuena al pueblo de Gaza [...] que ayer nos enteramos de que van a recibir más de 24 millones de euros en ayudas directas [...] Me alegro mucho por el pueblo de Gaza, de verdad que me alegro mucho. La Generalitat valenciana va a recibir cero ayudas directas del Gobierno de Sánchez», las cuales se señalaron como «bulo» o «mentira», pues el Gobierno de España había aprobado 24 millones de euros de ayuda para los gazatíes, frente a los 16 000 millones para los afectados por la DANA en Valencia.
En febrero de 2025, ante el requerimiento de la jueza que investiga el caso, la Generalidad Valenciana indicó que Mazón llegó al comité de crisis a las 20:28 horas, 17 minutos después de que se enviara la alerta a la población, basándose en las grabaciones de las cámaras de seguridad del edificio donde se reunía el comité, a pesar de que inicialmente que había declarado ante los medios que había llegado «pasadas las siete de la tarde», lo que reavivó la polémica de que se había mantenido ilocalizable, llegando tarde al comité de crisis.

#### Destitución de cargos políticos
El 18 de noviembre, Carlos Mazón anunció la destitución de la consejera de Innovación, Industria, Comercio y Turismo, Nuria Montes, sustituyéndola por Marián Cano García, presidenta de la organización de los empresarios del calzado. El 20 de noviembre, destituyó a la consejera de Justicia e Interior, Salomé Pradas Ten, responsable de la gestión de emergencias durante la catástrofe. Su consejería quedó dividida en dos: nombró a Juan Carlos Valderrama como consejero de Emergencias e Interior y a Nuria Martínez Sanchis como consejera de Justicia.
El 3 de diciembre, Carlos Mazón destituyó al secretario general de Emergencias, Emilio Argüeso, por su gestión de la catástrofe.

#### Voluntarios
En los días posteriores a las inundaciones y sin coordinación alguna con los gobiernos, miles de voluntarios se organizaron por su cuenta para ayudar en los municipios afectados; llevando provisiones de comida y bebida y ayudando a limpiar el barro y los escombros. Como el Gobierno valenciano no había facilitado información sobre cómo prestar ayuda y la presencia policial en las zonas afectadas era mínima, se crearon grupos de voluntarios de forma autónoma para dar una respuesta. El Gobierno valenciano intentó desalentar las actividades de los voluntarios debido al peligro de utilizar las infraestructuras dañadas, mientras que los servicios de emergencia solicitaron a los voluntarios que no usaran vehículos para desplazarse. La ministra de Sanidad, Mónica García, recomendó a los voluntarios el uso de material de protección y prendas de manga larga para prevenir posibles infecciones producidas por la contaminación de las aguas. Los propios gobiernos municipales de las áreas afectadas solicitaron ellos mismos la ayuda popular, que en muchos municipios afectados llegó antes que la UME o la policía. Los voluntarios también desarrollaron páginas web a través de las cuales poder solicitar ayuda, buscar personas desaparecidas o colaborar con otros voluntarios para una mejor organización. Durante la crisis provocada por la DANA en 2024, Revuelta desempeñó un papel crucial en la movilización de recursos y apoyo humanitario, organizando a numerosos voluntarios para la distribución de más de 1.000 toneladas de ayuda en las zonas afectadas de la Comunidad Valenciana.
El 1 de noviembre, el Gobierno de Carlos Mazón anunció la creación de una plataforma de voluntarios como intento de centralizar la respuesta ciudadana.

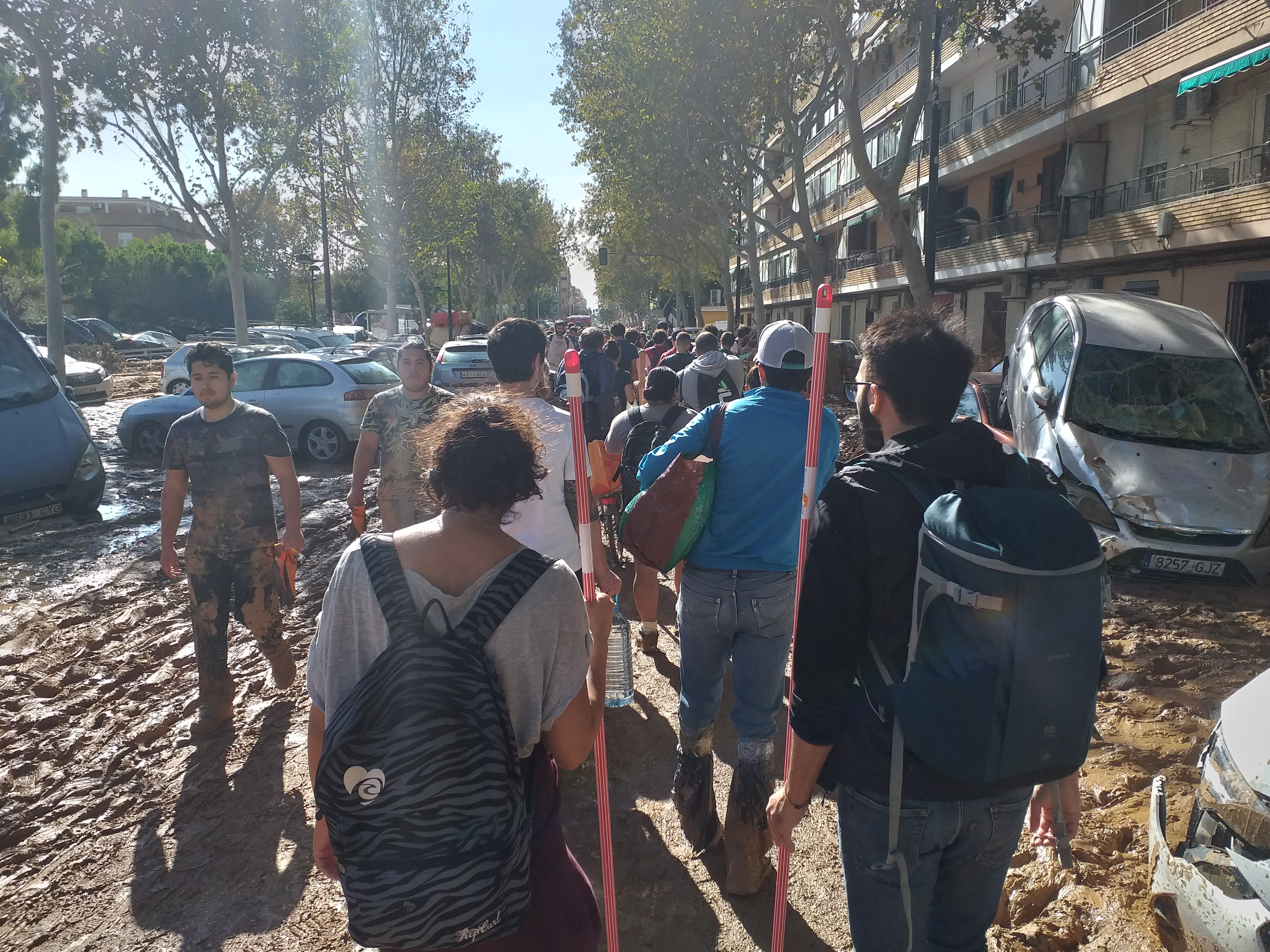
Voluntarios limpiando en municipios de Benetúser, Alfafar y Catarroja

Los voluntarios que acudieron a estas rondas denunciaron «caos organizativo» y «confusión» entre los coordinadores sobre el reparto de las tareas y destinos; muchos voluntarios abandonaron sus autobuses de reparto y caminaron hacia municipios afectados, volviendo de nuevo a organizarse. Siete de los autobuses transportaron a los voluntarios a limpiar un centro comercial en lugar de a algún municipio afectado; los voluntarios se negaron a colaborar, con un voluntario aclarando que «nos hemos negado a limpiar un Zara, estamos aquí para ayudar a la gente». En respuesta al aviso naranja por mal tiempo, el 3 de noviembre el Gobierno valenciano impuso restricciones de movimiento, limitando el número de voluntarios con permiso para desplazarse a los municipios afectados a 2000 y restringiendo también el acceso a otras 12 localidades; muchos voluntarios desobedecieron las restricciones y buscaron rutas alternativas para llegar a los municipios afectados.

#### Operación Moncada del Voluntariado de Protección Civil

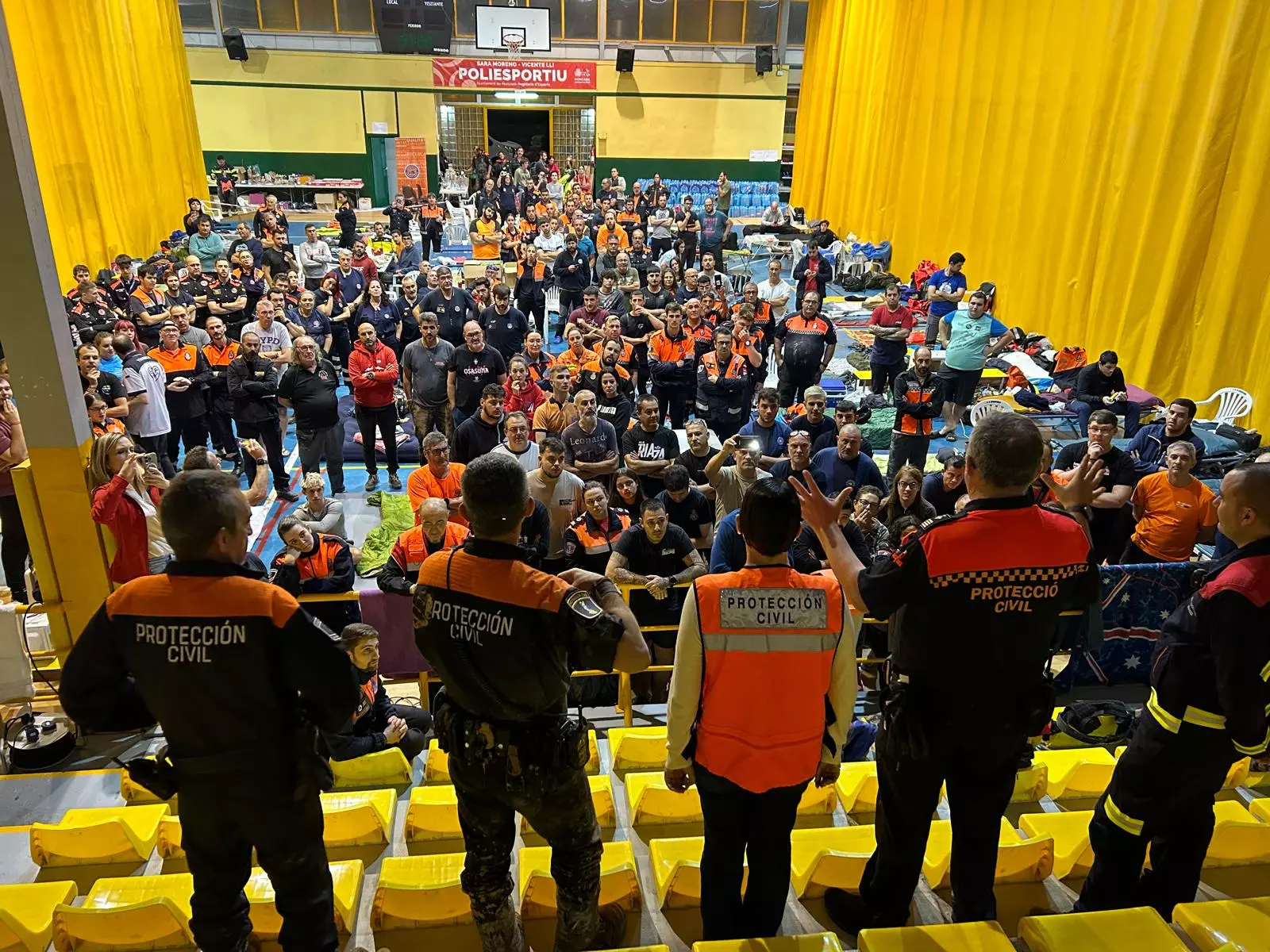
Voluntariado de Protección Civil se reúne en Moncada tras finalizar las labores de ayuda humanitaria

El día 30 de octubre, al ser conscientes de la magnitud de devastación de la tragedia ocasionada por la DANA, se hizo un llamamiento de auxilio a miembros de Protección Civil de toda España para solicitar efectivos que pudieran acudir a auxiliar a las poblaciones afectadas. En la llamada se establecía como centro de concentración y zona operativa la población de Moncada y sus instalaciones para coordinar a los Voluntarios de Protección Civil. Desde entonces, 1200 efectivos procedentes de todas las comunidades han estado trabajando durante más de dos meses consecutivos en el mayor operativo de emergencias jamás movilizado en España de Voluntarios de Protección Civil.
Cataluña, Andalucía, Galicia y Madrid son por este orden las comunidades que más voluntarios de Protección Civil han enviado a Moncada. A ellos se han sumado brigadas de Euskadi, Navarra, Aragón, Asturias, Murcia, Castilla-La Mancha, Castilla y León y las procedentes de Alicante y Castellón y han actuado en la práctica totalidad de municipios afectados.
Para la mayoría de voluntarios que regresaban cada noche a la base de Moncada al finalizar su jornada, esta ha sido por la magnitud de la destrucción la mayor tragedia a la que han asistido, muchos los cuales habían participado en el desastre del Prestige, los incendios de Portugal o el huracán Mitch de Nicaragua.
Durante estos meses, han estado realizando labores de búsqueda, rescate, desescombro, asistencia sanitaria, logística, limpieza y reparto de ayuda humanitaria. Por su desinteresada labor, se ha concedido la Cruz al Mérito de Protección Civil con distintivo rojo a los efectivos de Protección Civil, junto con policía local, fuerzas y cuerpos de seguridad del Estado, emergencias y personal civil que han sido movilizados y han actuado o colaborado en la denominada ‘Operación Moncada’.

#### Detenidos
A 6  de noviembre de  2024, la Guardia Civil detuvo a 107 personas que habían aprovechado la catástrofe para robar. El Cuerpo Nacional de Policía arrestó en una sola noche a 20 individuos por pillaje en la Zona cero afectada por la DANA.
A 16  de noviembre de  2024, había 515 detenidos por las Fuerzas y Cuerpos de Seguridad de España, 22 en las últimas 24 horas. Fueron arrestados mientras hurtaban o robaban en casas, pisos, comercios, empresas, incluso en la calle, cualquier objeto de valor.
A 14  de febrero de  2025, la Policía Nacional detuvo en Burriana a un hombre por estafar presuntamente más de 32 000 euros a personas afectadas por la DANA, que le contrataban para la reconstrucción de sus casas cercanas a un barranco de Torrente.

#### Protestas
El día 3 de noviembre, durante la visita de los reyes Felipe VI y Letizia Ortiz, el presidente del Gobierno, Pedro Sánchez, y el presidente de la Generalidad Valenciana, Carlos Mazón, al municipio de Paiporta, uno de los más afectados por la DANA, se sucedieron una serie de altercados violentos promovidos por el cristofascista Jaume Vives. En medio del caos, el presidente del Gobierno tuvo que abandonar la zona ante uno o varios intentos de agresión, mientras que los reyes, acompañados del presidente valenciano, permanecieron algo más de tiempo para intentar calmar los ánimos y hablar con los vecinos. Finalmente, se optó por aplazar la visita al municipio vecino de Chiva, otro de los municipios afectados, que se retomó el 19 de noviembre.
En el trascurso de los altercados y en días posteriores se acusó a grupos de ultraderecha de organizar los disturbios, principalmente por la presencia de algunas personas con simbología radical. El propio presidente del Gobierno afirmó que los disturbios eran obra de «grupos ultra perfectamente organizados». Posteriormente, la Guardia Civil descartó que fuera un acto organizado previamente, aunque el caso está siendo investigado por la justicia.

#### Manifestaciones contra Mazón en Valencia

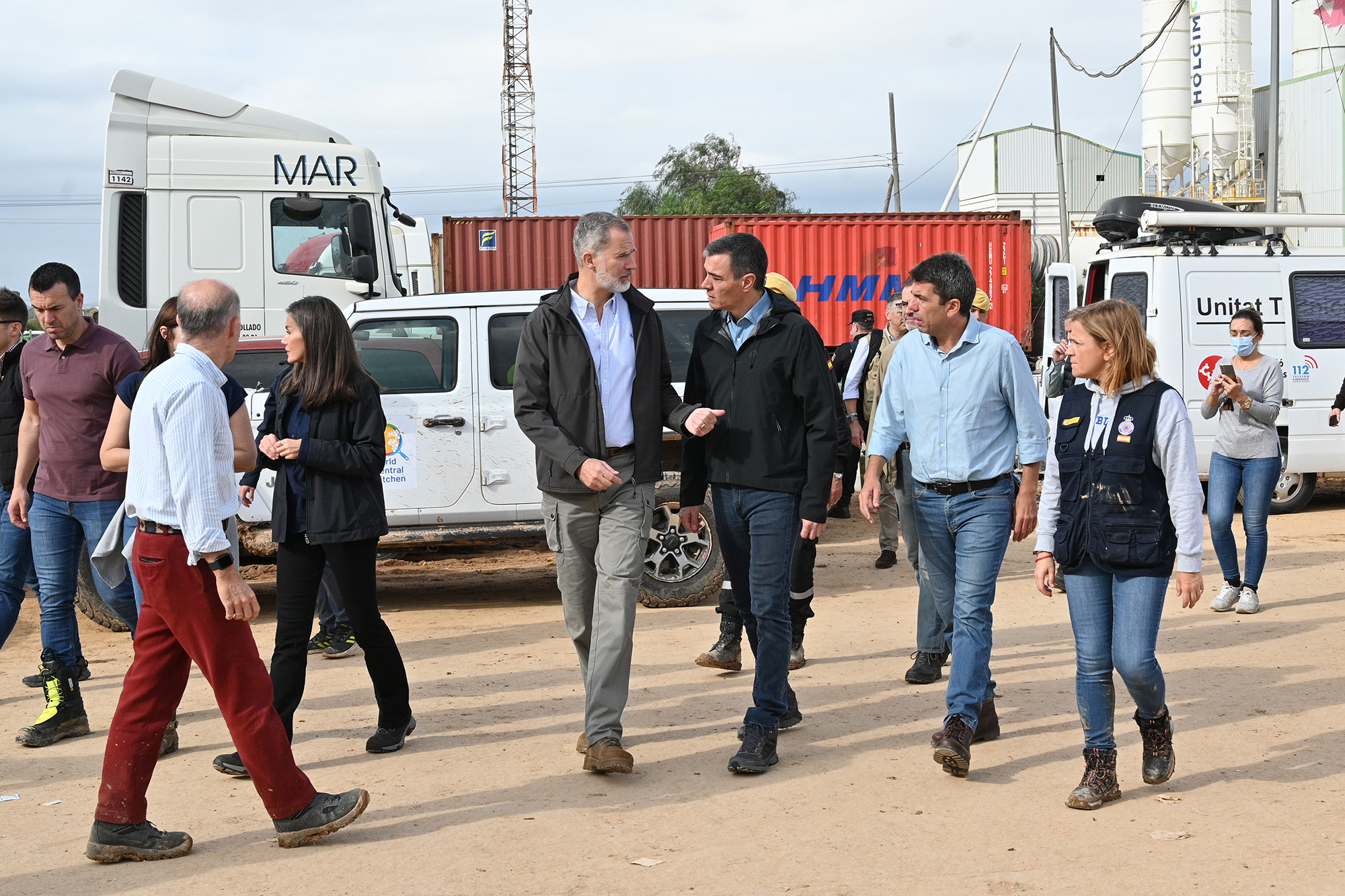
Los reyes, Felipe VI y Letizia Ortiz, Pedro Sánchez y Carlos Mazón en su visita al CECOPI, en La Eliana

El 9 de noviembre se celebró una manifestación multitudinaria en Valencia, en la cual, según la delegación del Gobierno de España, participaron más de 130 000 personas. La manifestación tenía como lema Mazón dimisión, pues pedía que el presidente de la Generalidad Valenciana asumiera responsabilidades de las muertes por no avisar a la población. También se pudieron leer algunos carteles pidiendo la dimisión del presidente de España, Pedro Sánchez. El Partido Popular valenciano afirmó en X: «La de hoy es una manifestación politizada. Las entidades catalanistas del "Països Catalans" vienen a montar lío y colapsar la ciudad de Valencia. No les importan nada las víctimas, solo la política».
El sábado 23 de noviembre otra manifestación fue convocada en Valencia, en este caso contra Mazón y contra su consejero de Educación. Esta manifestación fue convocada por la comunidad educativa de los municipios afectados, debido al abandono por parte de la Generalidad Valenciana en las tareas de limpieza y reconstrucción. Según la delegación del gobierno, la cifra de manifestantes estuvo en torno a los 5000 asistentes.
El día 29 y 30 de noviembre se volvieron a repetir las manifestaciones de protesta contra en gobierno valenciano. El primer día cientos de afectados de unos treinta municipios valencianos se concentraron en la plaza de la Virgen para exigir la dimisión de Mazón por su «nefasta gestión» de la emergencia y denunciar las «negligencias institucionales». El día 30 unas 100 000 personas se manifestaron para pedir la dimisión de Mazón que arrancó desde la Plaza del Ayuntamiento tras la llegada de los manifestantes de la pedanía de La Torre, que fueron recibidos con aplausos y vítores por el resto de manifestantes, partió hacia la Plaza de la Virgen.
Pasado un mes de esa manifestación, unos 80 000 valencianos, precedidos por 7 tractores y bajo las consignas «Mazón dimisión» y «El president a Picasent», volvieron a manifestarse exigiendo la dimisión de Mazón. En la concentración se homenajeó a los agricultores y al voluntariado.
Una nueva manifestación de 25 000 personas, según la Delegación de Gobierno, tuvo lugar el 29 de enero para exigir la dimisión de Mazón por su «nefasta» gestión de la DANA. Entre las reivindicaciones de esta marcha esta «la falta de alternativa habitacional para las personas afectadas, mientras existen miles de pisos turísticos o vacíos de la banca rescatada, fondos buitre o la Sareb».
Al cumplirse 5 meses de la DANA, el 29 de marzo de 2025, se celebró la sexta manifestación contra el presidente de la Generalidad pidiendo la dimisión de éste. Las protestas estuvieron encabezadas por los afectados a los que acompañaron bomberos, sanitarios, efectivos del 112 y trabajadores de los servicios sociales. Tanto la Delegación de Gobierno como la Policía Local cifraron el número de asistentes en 25.000 personas.
El 29 de abril, coincidiendo con el inicio de congreso de Partido Popular Europeo en Valencia, se celebraron dos concentraciones contra el gobierno de Mazón. La primera se realizó por la mañana en Feria Valencia durante 4 horas, máximo permitido por el Ayuntamiento, asistieron una veintena de familiares de las víctimas con el lema "You have a killer president" ("Tenéis un presidente asesino"). En la segunda concentración se reunieron más de 1.000 personas en la Ciudad de las Artes y las Ciencias en donde celebraban una cena. En ella se presentó el Acord Social Valencià firmado por las asociaciones de víctimas de la DANA y una representación de los movimientos sociales de Valencia. Se trató de un manifiesto en el que señalaba como primer punto la dimisión de Mazón y su Consejo pues "Mientras sigan gobernando, la reconstrucción es imposible".
El 29 de mayo hubo una nueva manifestación contra Mazón, a la que asistieron 15.000 personas según la delegación de Gobierno, en la que se reclamó "responsabilidades políticas y penales, transparencia y verdad".
El 29 de junio, más de 200 entidades sociales valencianas junto con los comités locales de reconstrucción y las asociaciones de víctimas (unas 5.000 personas  según la Delegación de gobierno) se manifestaron por las calles de la capital. Durante el recorrido se gritaron lemas como Mazón dimisión" "El president a Picasent". La "Asociación Víctimas Mortales 29-O" pidió la pena de cárcel para el presidente de la Generalidad.
Manifestación en Cataroja
Las manifestaciones que venían siendo habituales en Valencia los 29 de cada mes se trasladó a Catarroja en julio. A ella asistieron 1.500 personas, convocadas por 200 entidades cívicas, con el lema Concentració per la reconstrucció social del país, Mazón Dimissió (Concentración por la reconstrucción social del país, Mazón dimisión). En ella se plantó un olivo en recuerdo de la tragedia y como homenaje a las víctimas, cuyos familiares encabezaban la manifestación.

#### Escrache contra Mazón en Alicante
El 17 de enero de 2025, Carlos Mazón fue objeto de un escrache por parte de la Organització Juvenil Socialista durante la toma de posesión de la rectora Amparo Navarro en la Universidad de Alicante. Un centenar de manifestantes lo recibió con pancartas y gritos de «asesino» y «dimisión», en protesta por su gestión de la DANA. La tensión aumentó con críticas a sus declaraciones sobre las ayudas a Valencia, acusándolo de negligencia y mala gestión.

### Unión Europea
El 30 de octubre, tras la reunión extraordinaria del Colegio de Comisarios, la presidenta de la Comisión Europea, Ursula von der Leyen, expresó su solidaridad con los afectados en una rueda de prensa. Además, publicó en su cuenta de X un comunicado con el siguiente texto: «Lo que está sucediendo en España es devastador. Mis pensamientos están con las víctimas, sus familias y los equipos de rescate. La UE ya ha ofrecido apoyo. Copernicus ha sido activado. La Reserva Europea de Protección Civil ha sido movilizada. Europa está lista para ayudar», con la última frase escrita en español. La Comisión también anunció que las banderas de la UE en el Berlaymont ondearían a media asta en señal de duelo con España.
Del Colegio de Comisarios del miércoles 30 de octubre, se adoptaron las siguientes medidas:
- Activación del Centro de Satélites Copernicus[328] para ayudar a los equipos de rescate a localizar a personas desaparecidas y gestionar las actuaciones en la zona.
- Instar al Gobierno de España a activar y solicitar a la Dirección General de Protección Civil y Ayuda Humanitaria de la Comisión el Mecanismo Europeo de Protección Civil.[329]
- Activación del Centro de Coordinación de la Respuesta a Emergencias (CECRE).[330][331]
- Poner a disposición de las regiones afectadas el Fondo Europeo de Solidaridad[332] para la posterior reconstrucción de las zonas afectadas.
- Activación de la Reserva Europea de Protección Civil.[333]

### Internacional

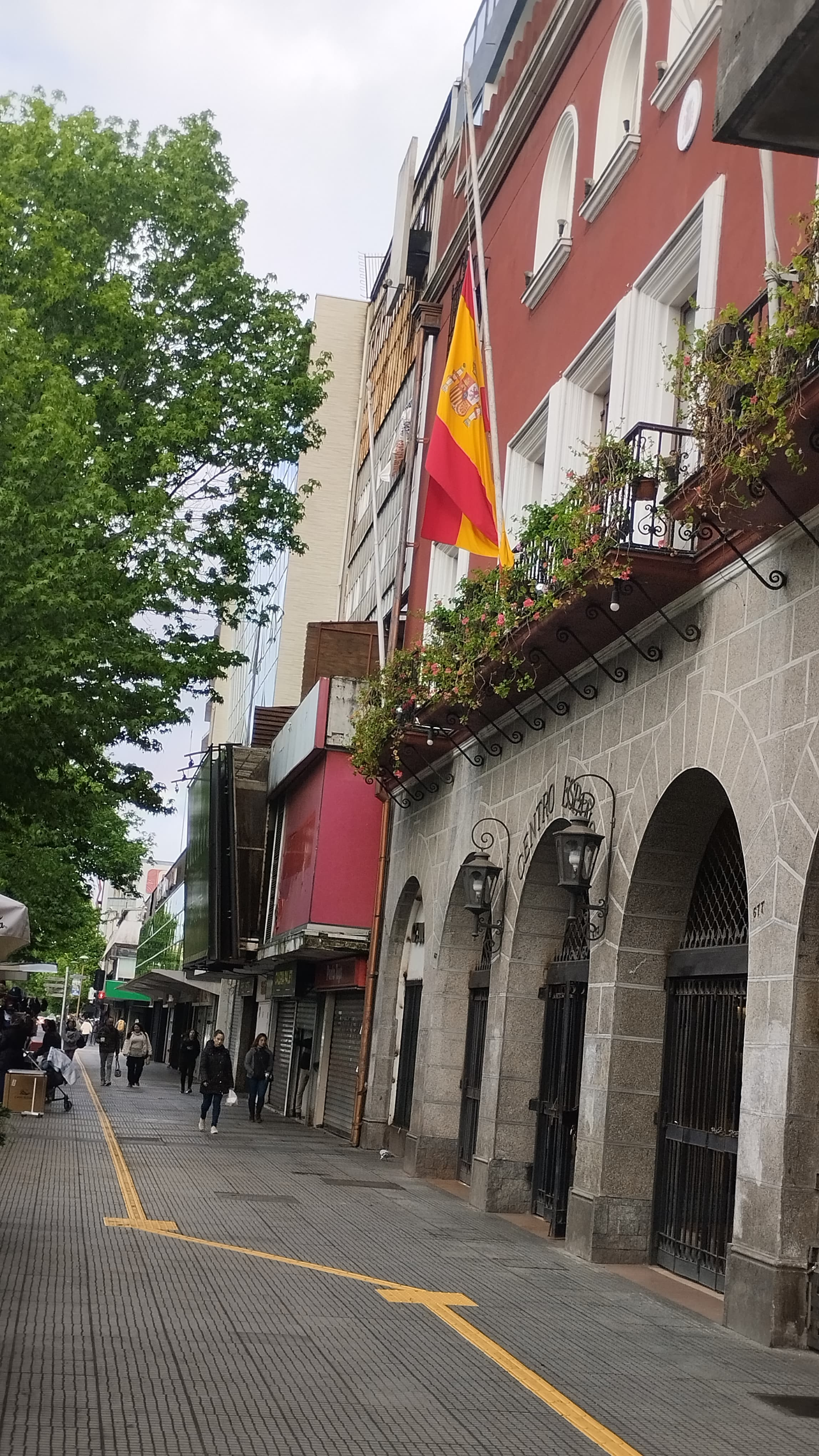
Consulado Honorario de España en Concepción, Chile, con la bandera española a media asta en señal de luto, por las personas fallecidas en la tragedia

- Alemania: El canciller alemán, Olaf Scholz, fue de los primeros líderes internacionales en poner a disposición del Gobierno español «todos los medios necesarios» para ayudar en la catástrofe.[334]

- Argentina: El presidente de la Nación Argentina, Javier Milei, instruyó al embajador argentino en España para ofrecer apoyo ante la catástrofe, poniendo a disposición el apoyo técnico y logístico de los Cascos Blancos.[335] Y el vocero presidencial, Manuel Adorni concluyó que «Argentina manifiesta su solidaridad con el pueblo español y con todos los damnificados por este trágico temporal, uno de los más letales y dañinos en la historia de España»[cita requerida]

- Brasil: Lula da Silva, presidente de Brasil, publicó un comunicado en X expresando su solidaridad con el pueblo español: «Las imágenes de las lluvias en España causan asombro y nos unen en solidaridad con los españoles. Hasta la fecha, más de 60 personas han muerto a causa de las inundaciones en el sur y el este de España. Los efectos de la crisis climática son devastadores y han afectado a Brasil y otros países. Necesitamos más unidad en las acciones entre los países del mundo para detener su avance. En nombre de los brasileños, mi solidaridad con el presidente Pedro Sánchez y todo el pueblo español en este momento».[336]

- Chile: Gabriel Boric, presidente de Chile, anunció su interlocución con el presidente español para «ponernos a disposición en lo que ellos estimen que podamos ayudarles».[337]
- China: Xi Jinping, presidente de China, envió este sábado un mensaje de condolencias a Felipe VI expresando sus condolencias y solidaridad con las familias afligidas y los heridos.[338]
- Corea del Sur: Lim Soosuk, embajador surcoreano en España, expresó sus condolencias y deseó la pronta recuperación de los ciudadanos y su vuelta a la normalidad.[339]
- Cuba: El Gobierno cubano, a través de su ministro de Exteriores y de su presidente, expresaron su solidaridad con el pueblo español y transmitieron sus condolencias a todos los afectados.[340][341]
- El Salvador: El presidente de la República de El Salvador Nayib Bukele anunció en la red social X que enviaría a los afectados «300 rescatistas y paramédicos, junto con 20 toneladas de equipo, medicamentos e insumos básicos».[342]
- Francia: El presidente Emmanuel Macron anunció su intención de ayudar a España con dotaciones de bomberos y de personal civil y de auxilio, apoyo que dará en función de sus necesidades.[343]
- Grecia: El primer ministro, Kyriakos Mitsotakis, publicó un comunicado en X expresando su apoyo a los afectados: «Nuestro más sentido pésame a los españoles que sufren la devastación causada por estas catastróficas inundaciones. Hago llegar mi más sentido pésame a las familias de las víctimas. Grecia se solidariza con ustedes en estos momentos difíciles».[344]
- Guinea Ecuatorial: El vicepresidente de Guinea Ecuatorial, Teddy Nguema, anunció en la red social X la decisión adoptada por el Gobierno de donar un millón de euros al pueblo español por las inundaciones y sus consecuencias, destacando «los lazos de solidaridad que unen a ambas naciones».[345]
- Irlanda: El Taoiseach irlandés, Simon Harris, mandó su «más sincero pésame» a la gente de España y anunció que Irlanda ayudaría «en todo lo posible», incluyendo a través de las estructuras de la UE.[346]
- Italia: La primera ministra de Italia, Giorgia Meloni, y el presidente Sergio Mattarella mostraron su solidaridad con las víctimas y la cercanía del pueblo italiano con España «en estos duros momentos».[347]
- Japón: El primer ministro japonés, Shigeru Ishiba, publicó en la red social X (antes Twitter): «Me entristece profundamente conocer que muchas valiosas vidas se han perdido en las inundaciones en España. En nombre del Gobierno y del pueblo de Japón, expreso mis más sentidas condolencias por las personas que han perdido la vida y rezo por la pronta recuperación y la reconstrucción. Japón está con España».[348]
- Marruecos: El Gobierno marroquí ofreció a España «toda la ayuda necesaria» para ayudar en la catástrofe y expresó su solidaridad con el pueblo español.[349]
- México: La presidenta Claudia Sheinbaum Pardo se solidarizó con España asegurando que el apoyo que pueda necesitar por parte de México «siempre va a estar ahí». Afirmó que «El secretario de Relaciones Exteriores estuvo pendiente desde el primer momento y toda nuestra solidaridad y apoyo. No creo que sea el momento para hablar de las autoridades españolas. Toda nuestra voz tiene que estar y nuestra sentir de solidaridad a todos, hay diferencias en algunas temas pero eso no quita que siempre sea nuestra solidaridad por encima de todo».[350]
- Portugal: El primer ministro de Portugal, Luís Montenegro, publicó el siguiente comunicado en X: «El Gobierno portugués expresa su mayor pesar por el elevado número de víctimas de las inundaciones registradas en España, mostrándose solidario con todo el pueblo español y el Gobierno de España, y se pone a disposición para cualquier ayuda necesaria».[351]
- Reino Unido: El primer ministro Keir Starmer expresó sus condolencias en su comunicado en X.[352]
- Ucrania: Volodímir Zelenski, presidente ucraniano, manifestó su apoyo al pueblo español ante la catástrofe.[353]
- Uruguay: El Ministerio de Relaciones Exteriores emitió un comunicado de prensa expresando su «profundo pesar ante la grave situación de emergencia climática que atraviesa la Comunidad de Valencia y otras regiones de España» «En este momento difícil, el Gobierno uruguayo extiende su solidaridad y apoyo al pueblo y al Gobierno de España».[354]
- Venezuela: El presidente Nicolás Maduro ofreció al Gobierno español una fuerza de tarea especializada en situaciones de protección civil, destacando la experiencia de este grupo en catástrofes en Venezuela y en escenarios de crisis alrededor del mundo.[355]

### Desinformación
En el marco de esta catástrofe resurgió el bulo de que el Gobierno estaría demoliendo presas que podrían haber evitado las inundaciones. Se trata, en realidad, de la Estrategia sobre Biodiversidad de la Unión Europea para 2030, que tiene como objetivo restaurar el curso natural de los ríos, eliminando pequeñas barreras artificiales y azudes en desuso del curso de los ríos, no grandes embalses. Estos obstáculos fluviales no tendrían capacidad para frenar grandes avenidas, de hecho, podrían hacer de tapón, y una de las razones por las que se busca su eliminación es, precisamente, para evitar riesgos en caso de inundación, mejorarando el flujo de agua y sedimentos.
Otro de los bulos que se propagaron rápidamente fue el de la idea de que en el aparcamiento del Centro Comercial Bonaire habría cientos de cadáveres de personas que habrían quedado atrapadas cuando el agua inundó las instalaciones, sin embargo, la Policía Nacional no encontró víctimas en este lugar. Un vídeo de un camión frigorífico en el recinto ferial de Valencia, en Paterna, antes de la inundación del aparcamiento, fue malinterpretado como un portador de cadáveres saliendo del centro comercial en secreto. El bulo también tuvo difusión en medios sensacionalistas como El Plural o MSN y en el programa de televisión Horizonte, presentado por Iker Jiménez, en Cuatro. El presentador llegó a publicar en un tuit: «En el parking de Bonaire hay muchos cuerpos, muchos cuerpos. Muchos» y, en otro: «Que se diga a estas horas esa cifra oficial de muertos, viendo lo que vimos y sabiendo lo que saben, es una ignominia, una jodida vergüenza para el pueblo español. Basta ya, queremos saber la verdad». Tras desmentirse el bulo, publicó: «Me comunican aquí que en otro gran parking no hay fallecidos. Gracias a Dios. La gente debió huir antes. Me alegro mucho de corazón de que las fuentes que me informaban de que había cuerpos en Bonaire se hayan equivocado». Por otro lado, Iker Jiménez tuvo que disculparse tras difundirse unas imágenes de Rubén Gisbert, uno de los colaboradores del programa, manchándose premeditamente con barro las piernas antes de entrar en directo para informar sobre la catástrofe en el programa: «No tenía conocimiento de esto y estoy absolutamente preocupado, porque Rubén Gisbert ha hecho un trabajo encomiable durante estos cinco días transportando medicinas. Esto que ha hecho no lo entiendo, entiendo que será fruto del nerviosismo. Tenéis mi palabra de que yo jamás he obligado a nadie a dramatizar, a mancharse, y el que me conoce lo sabe». En el siguiente programa de Horizonte, Iker Jiménez explico lo sucedido y volvió a colaborar con él. El propio Rubén Gisbert también divulgó el bulo del aparcamiento en las redes sociales. Después de la polémica, ING retiró su publicidad de los programas de Iker Jiménez en Cuatro.
Salvando la diferencia con los anteriores, medios como Antena 3 Noticias y laSexta Noticias se hicieron eco de la falsa información sobre el aparcamiento de Bonarie. Antena 3 Noticias publicó: «Un vecino de Aldaya vio a muchas personas bajar a un parking subterráneo, que terminó completamente inundado, para intentar salvar su coche: "No sabemos si en 30 minutos pudieron..."» y un reportero de laSexta Noticias llegó a decir: «Lo que están haciendo ahora mismo, después de entrar, de visualizar y de ver algunos cadáveres es anotarlo, decir, esperar hasta la orden judicial para poder moverlos».
El youtuber Ángel Gaitán, que también apareció en el programa de Iker Jiménez del 3 de noviembre, propagó el bulo de que Cáritas y Cruz Roja estarían haciendo negocio con la catástrofe: «Entra el ayuntamiento y se quiere quedar con todo. Entra Cáritas y se quiere quedar con todo. Y yo he prometido, aunque me cueste la salud, que me va a dar un infarto, que esto no va a pasar. Solo preguntan cuáles son las cosas de mayor valor, qué maquinaria hay, qué generadores, qué baterías, qué equipos caros… solo les interesa eso». También circuló en redes que Cruz Roja enviaba dinero a Gaza, mientras que no ayudaba en la tragedia de Valencia.
En este sentido, el rey Felipe VI, en su visita al municipio de Paiporta, trató de alertar a los vecinos: «No hagáis caso a todo lo que se publica, porque hay mucha intoxicación informativa y mucha gente interesada en que haya caos».
También tuvo mucho recorrido el bulo que afirmaba que una reportera de Informativos Telecinco habría sido obligada a decir que la Unidad Militar de Emergencias (UME) había actuado en Alfafar, difundiendo que «era mentira». El espacio informativo tuvo que emitir imágenes adicionales para probar que la UME sí había actuado en Alfafar tal y como se dijo desde un principio.
El político Alvise Pérez, de Se Acabó la Fiesta, y el agitador Vito Quiles, próximo a este, difundieron que en Alfafar se estaría tirando ropa donada a un vertedero. El Ayuntamiento de Alfafar se vio obligado a desmentirlo, afirmando que era ropa donada que se había dejado en zonas donde había lodo y, por tanto, representaba un foco de insalubridad: «No se ha tirado ropa que no se haya inspeccionado antes [...] hemos tratado de salvar lo máximo». También se denunció que Alvise Pérez, «disfrazado» de militar, habría intentado acceder a las instalaciones de la Universitat Politècnica de València, donde se alojaban efectivos de cuerpos de seguridad que participaban en las labores de ayuda, para «comprobar el estado de las instalaciones y que todo estaba correcto» y «evaluar la situación y ofrecer cientos de platos» de comida, criticando que «una concejal del PSOE impide que esa ayuda llegue». El vicerrector de la universidad declaró: «Cualquier ayuda es más que bienvenida, incluyendo la del eurodiputado, señor Luís Pérez, siempre que se realice de manera ordenada y con respeto a las normas y personas involucradas [...] Como responsables de su acogida (en referencia a los efectivos de cuerpos de seguridad) debemos asegurar que esa privacidad se respete y evitar la grabación de imágenes sin su consentimiento. Intentar acceder sin permiso y grabando a un espacio de descanso es inaceptable [...] Más inaceptable aún me parece que se inicie una campaña de acoso contra una funcionaria pública por su afiliación política, así como la difusión de datos personales. Cada persona tiene derecho a sus creencias y a su afiliación, y estas no interfieren en el cumplimiento de sus funciones».

## Reconstrucción

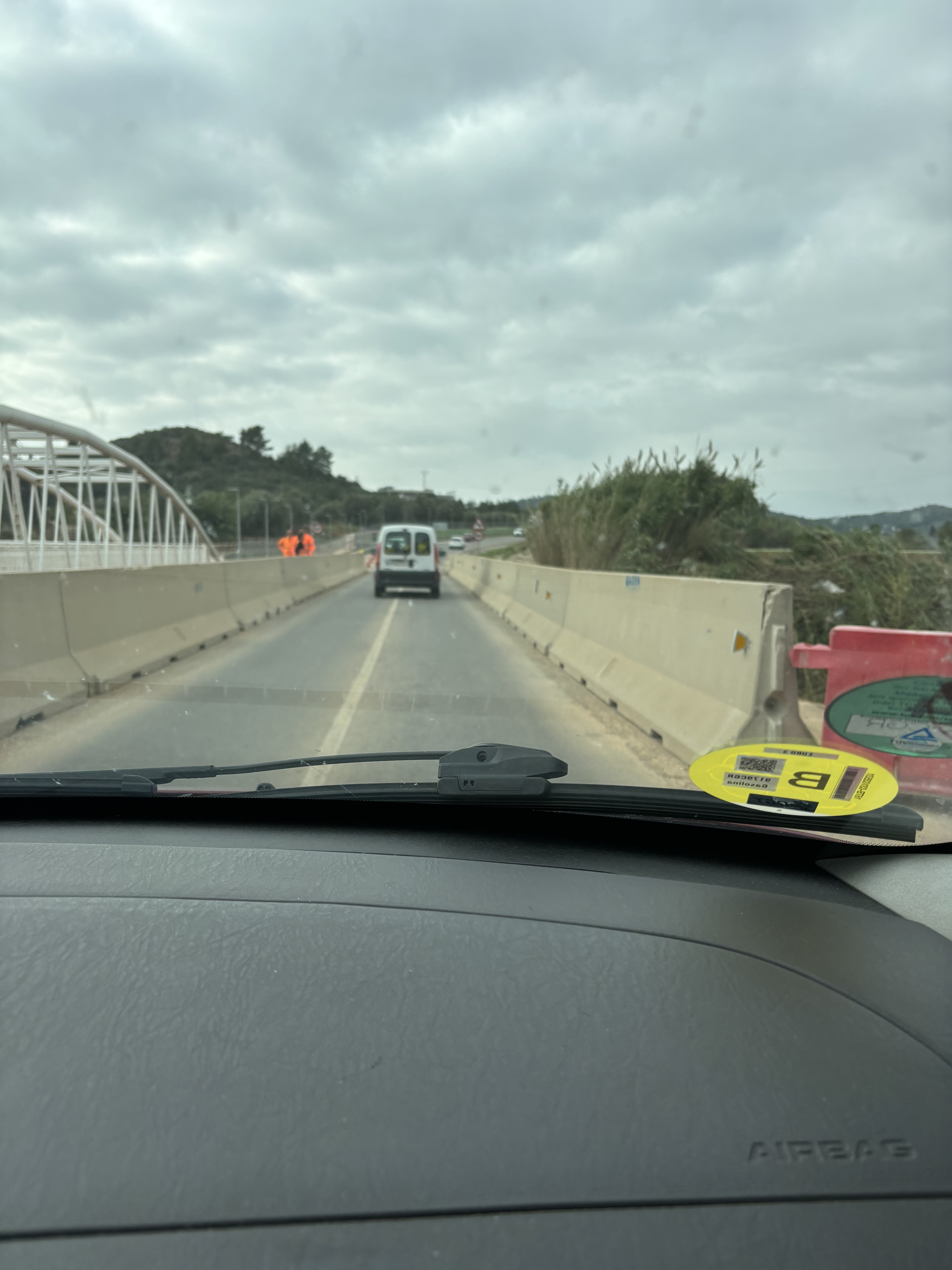
Puente provisionalmente adaptado en Villamarchante, 6 de noviembre 2024
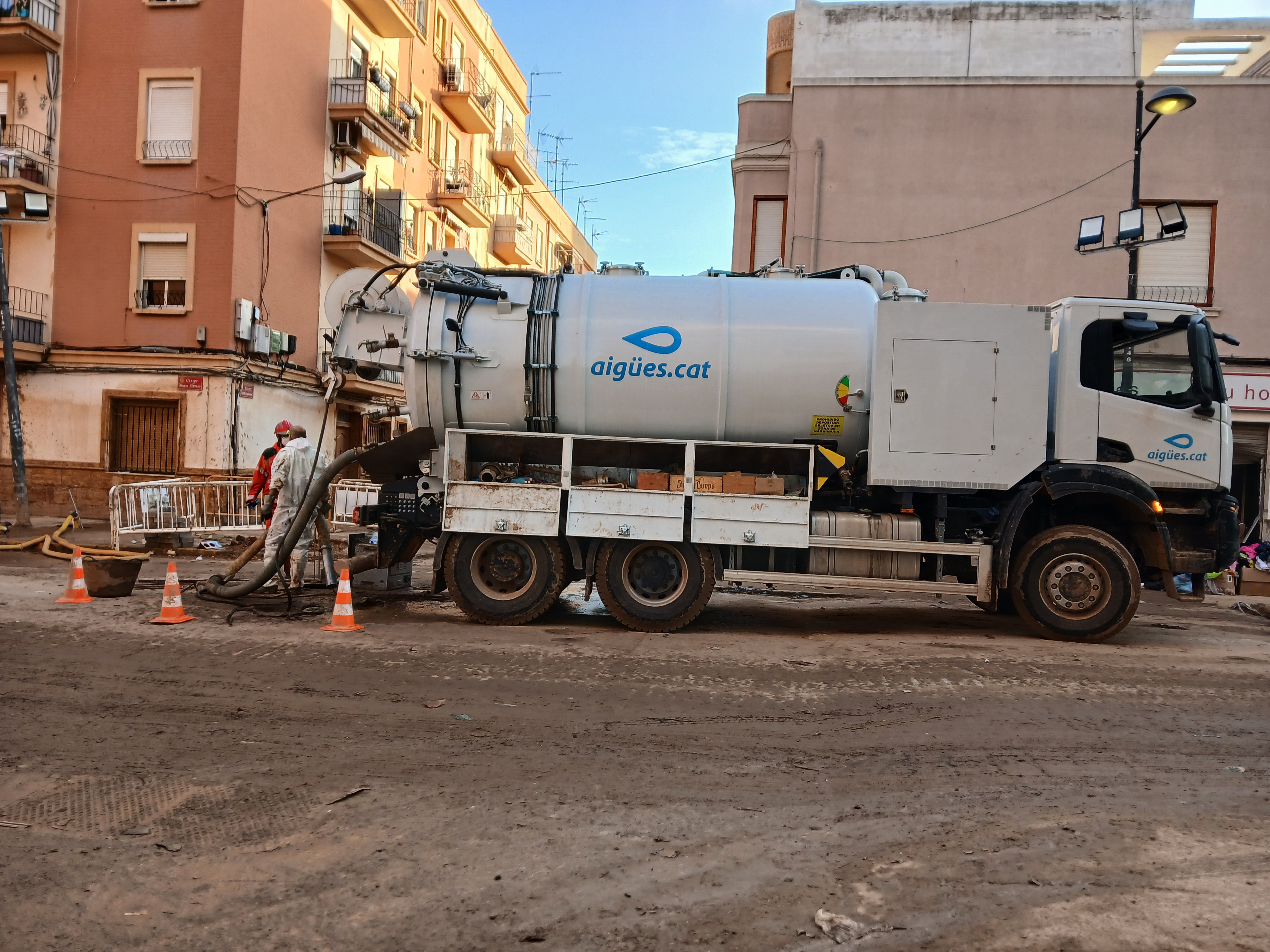
Equipo de Aigües de Catalunya en Paiporta, 18 de noviembre de 2024
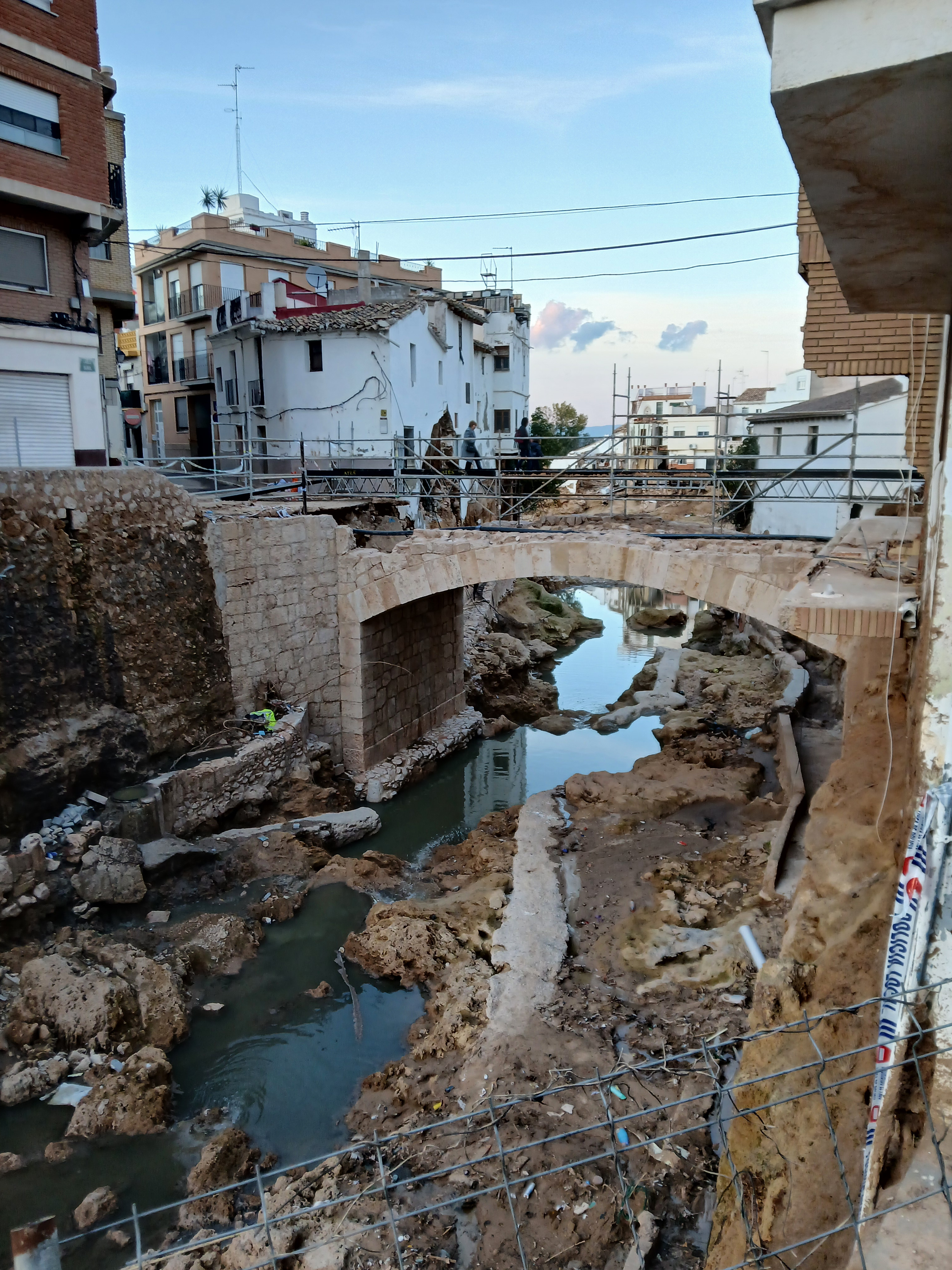
Pasarela provisional en Chiva, 22 de noviembre de 2024
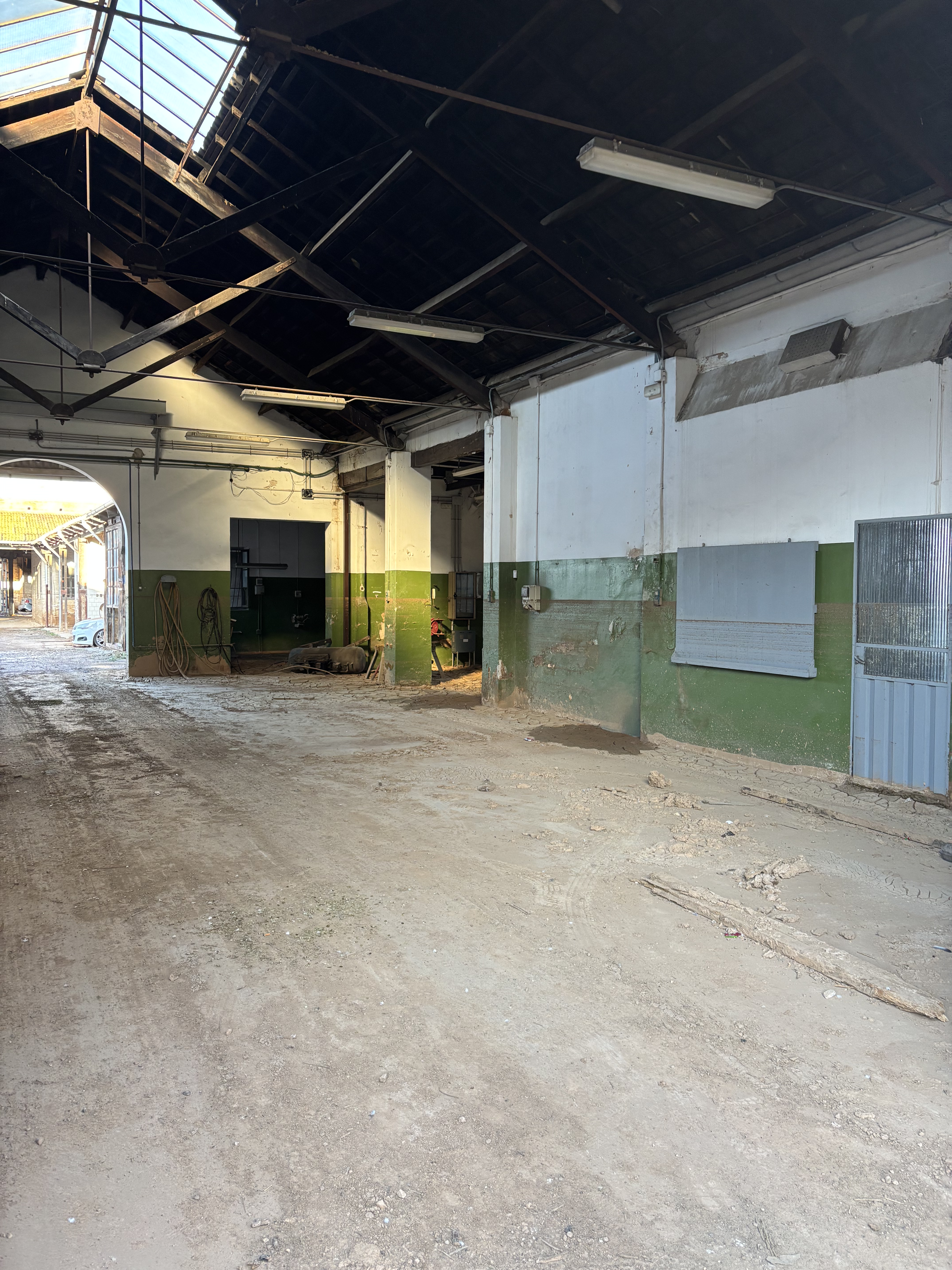
Almacén de Obras Públicas de la Torre (BIE), 2 de enero de 2025
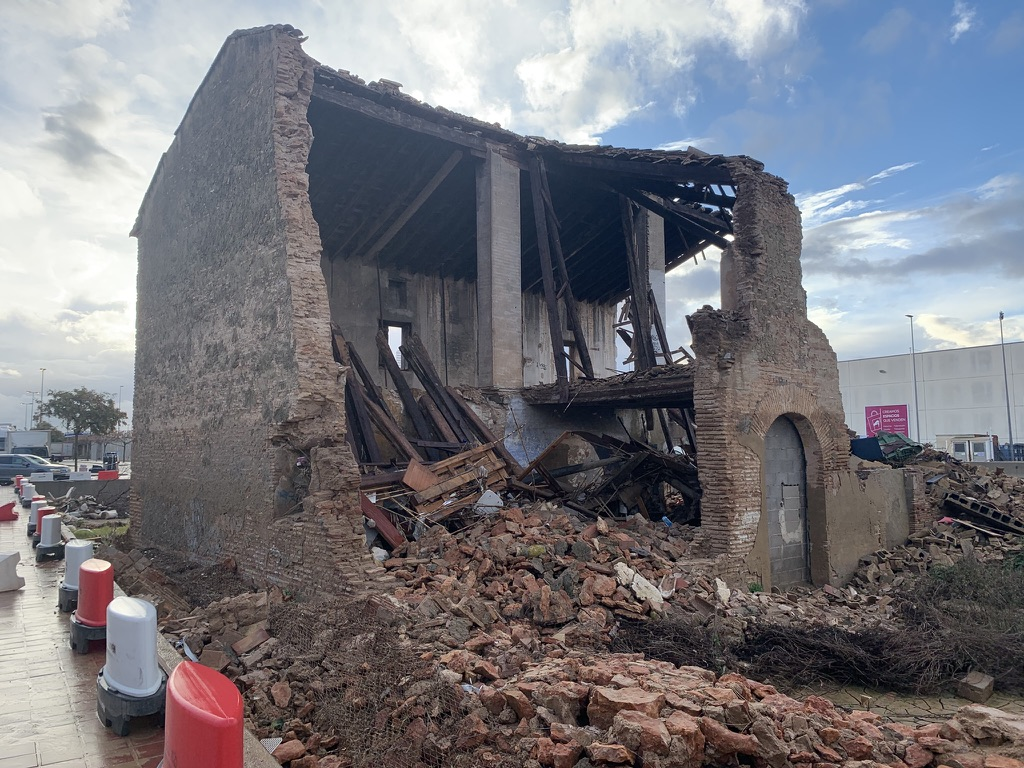
Alquería Nova de Alfafar (BIE), 17 de enero de 2025

El Gobierno de España afirmó que aparte del Fondo Europeo de Solidaridad, propondría en el Consejo de Asuntos Económicos y Financieros (Ecofin) la modificación del plan Next Generation EU (plan de recuperación de la Comisión Europea tras la pandemia de COVID-19 en Europa), para destinar una parte importante de los restantes fondos aún no ejecutados a la reconstrucción de Valencia, modificando si es necesario el Marco Financiero Plurianual.
A 6  de noviembre de  2024, se publica en el Boletín Oficial del Estado (BOE) el Real Decreto-ley 6/2024, de 5 de noviembre, por el que se adoptan medidas urgentes de respuesta ante los daños causados por la DANA en diferentes municipios entre el 28 de octubre y el 4 de noviembre de 2024.
A 8  de noviembre de  2024, el Gobierno español finalmente activa el Mecanismo Europeo de Protección Civil a petición del Gobierno de la Generalidad Valenciana, solicitando equipos y maquinaria de limpieza, así como bombas de achique.
Por su parte Mazón adjudicó sin concurso la reconstrucción de la presa dañada y de las carreteras, que ascendía a un total de 4,7 millones de euros, a una empresa que ya había sido condenada en la causa de la 'caja B' del Partido Popular de la Comunidad Valenciana de la trama Gürtel por delitos contra la Hacienda Pública, electoral y falsedad de documento mercantil; y pagando el hormigón de esta empresa un 43% más caro que el precio de mercado.
Mazón nombró al teniente general Francisco José Gan Pampols como vicepresidente de Recuperación Económica y Social y al general Venancio Aguado como secretario autonómico. Con el nombramiento Mazón creó un decreto, aprobado en el pleno extraordinario, que abordaba las cuestiones relacionadas con la emergencia y regulaba condiciones de movilización de funcionarios adaptados a las inundaciones. En él se aprobó la subida salarial de los consejeros, secretarios autonómicos y otros cargos como medida para los nuevos integrantes y se incorporaron «medidas extraordinarias para la gestión, la organización y la movilidad del personal empleado público a consecuencia de las graves inundaciones del 29 de octubre de 2024 en la Comunidad Valenciana».
A 29  de diciembre de  2024, dos meses después de la trágica DANA que asoló más de 100 municipios, la lista oficial seguía siendo de 78 municipios beneficiados por las ayudas estatales.Los datos provisionales eran: 100 000 hogares afectados, 120 000 vehículos destrozados, 30 000 empresas con la actividad detenida, más de 400 000 trabajadores con problemas para mantener sus ingresos, cerca de 60 000 hectáreas agrícolas inundadas, más de 200 kilómetros de carreteras afectadas y casi 500 kilómetros de vías ferroviarias con desperfectos.Las ayudas para la reconstrucción sumaban 17 000 millones de euros con fondos del Gobierno de España y casi 1324 millones de euros por parte de la Generalidad Valenciana, aunque la mayor queja seguía siendo que las ayudas económicas llegaban tarde y que algunas había que devolverlas posteriormente.